# Plan de Rome (Bigot)
Vous lisez un « article de qualité » labellisé en 2019.
Pour les articles homonymes, voir Plan de Rome.

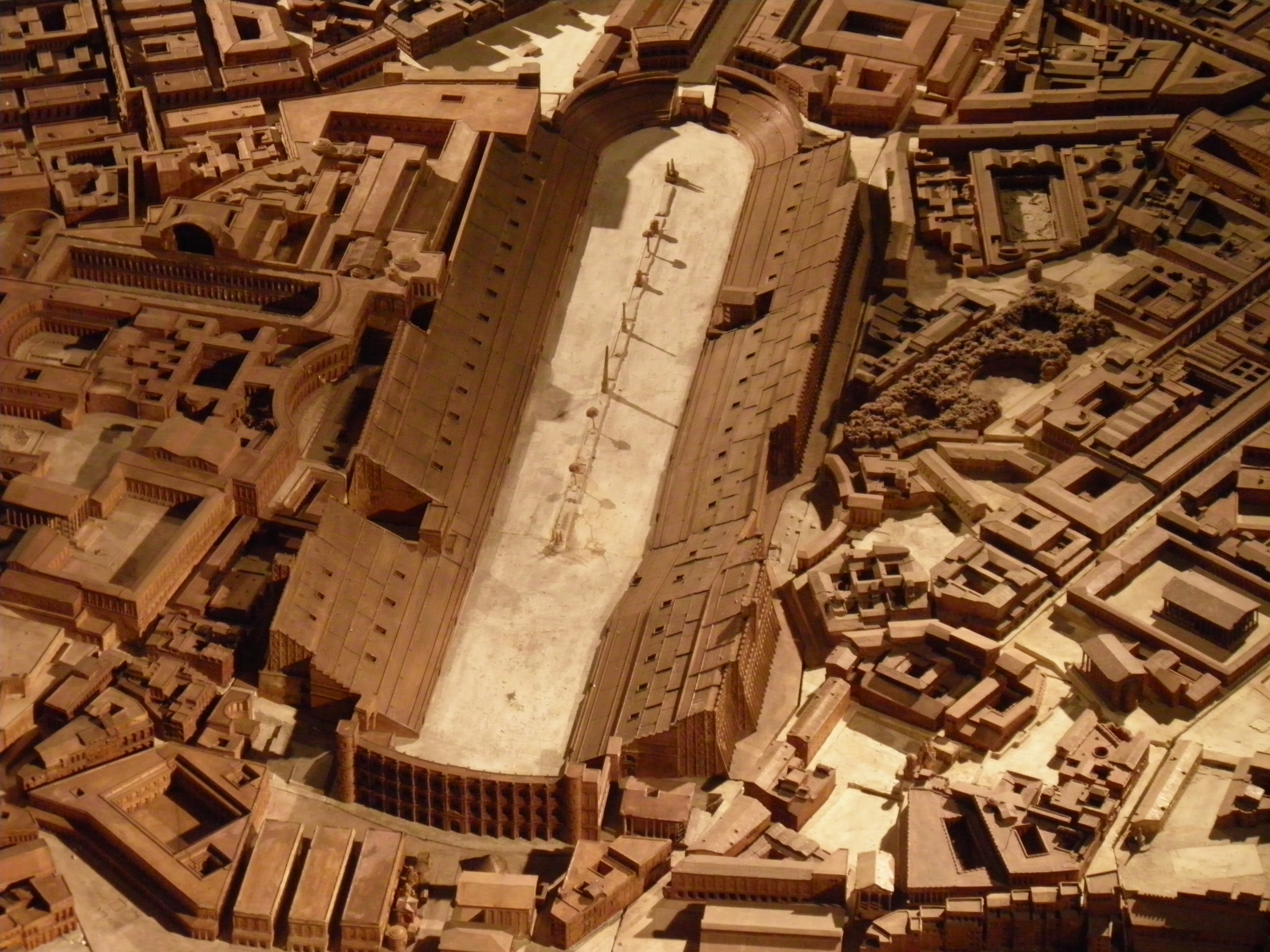
Le Circus Maximus, envoi de Rome de Paul Bigot et bâtiment emblématique pour la prise de décision de réaliser une maquette générale de Rome au IVe siècle.

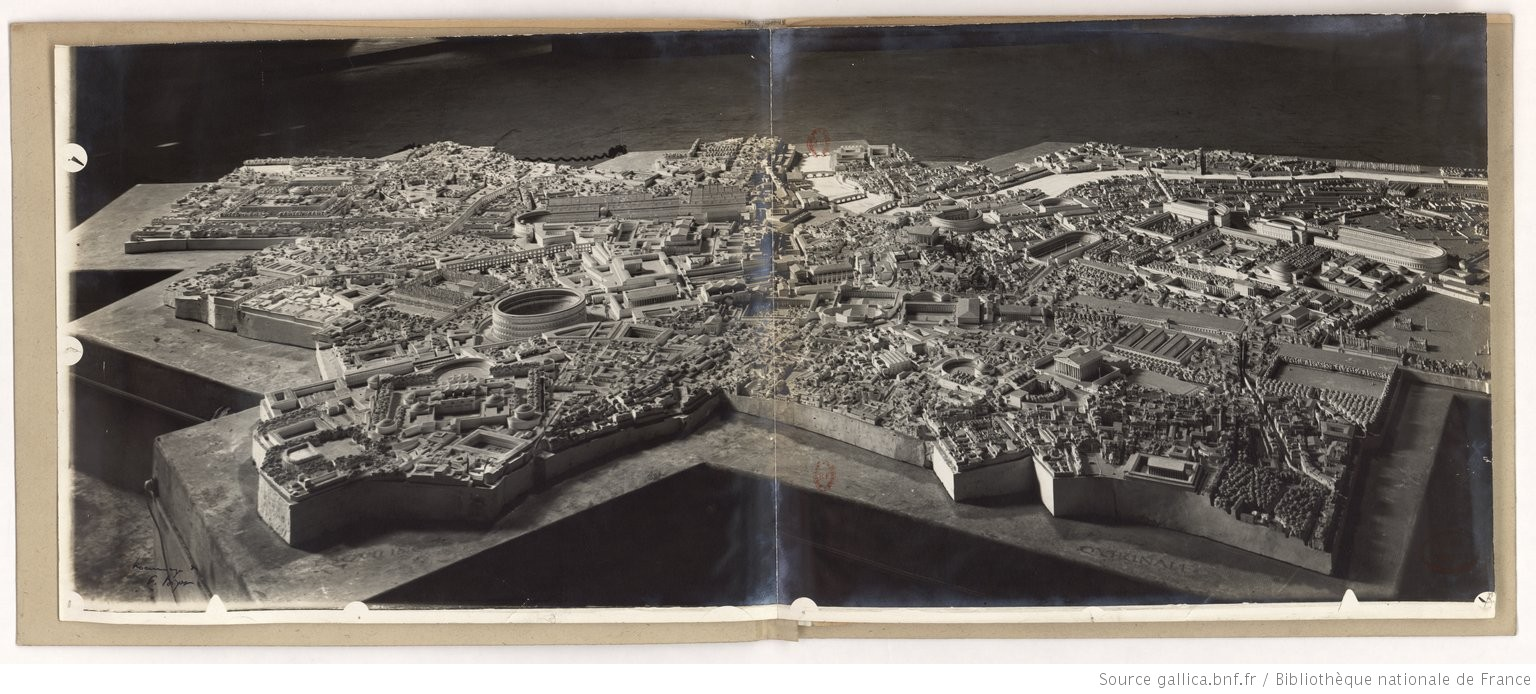
Photographie de la maquette par Paul Bigot.

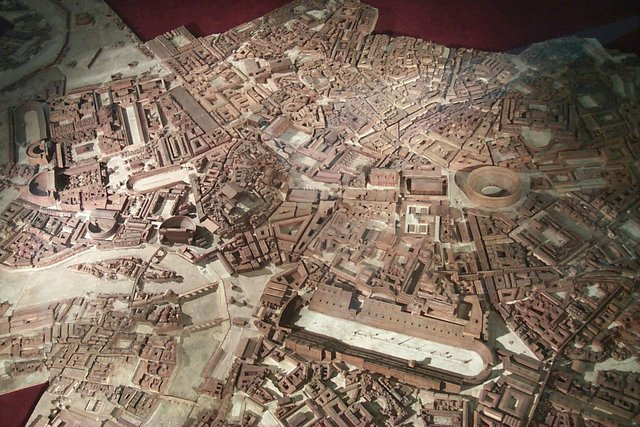
Vue générale du plan situé à Caen.

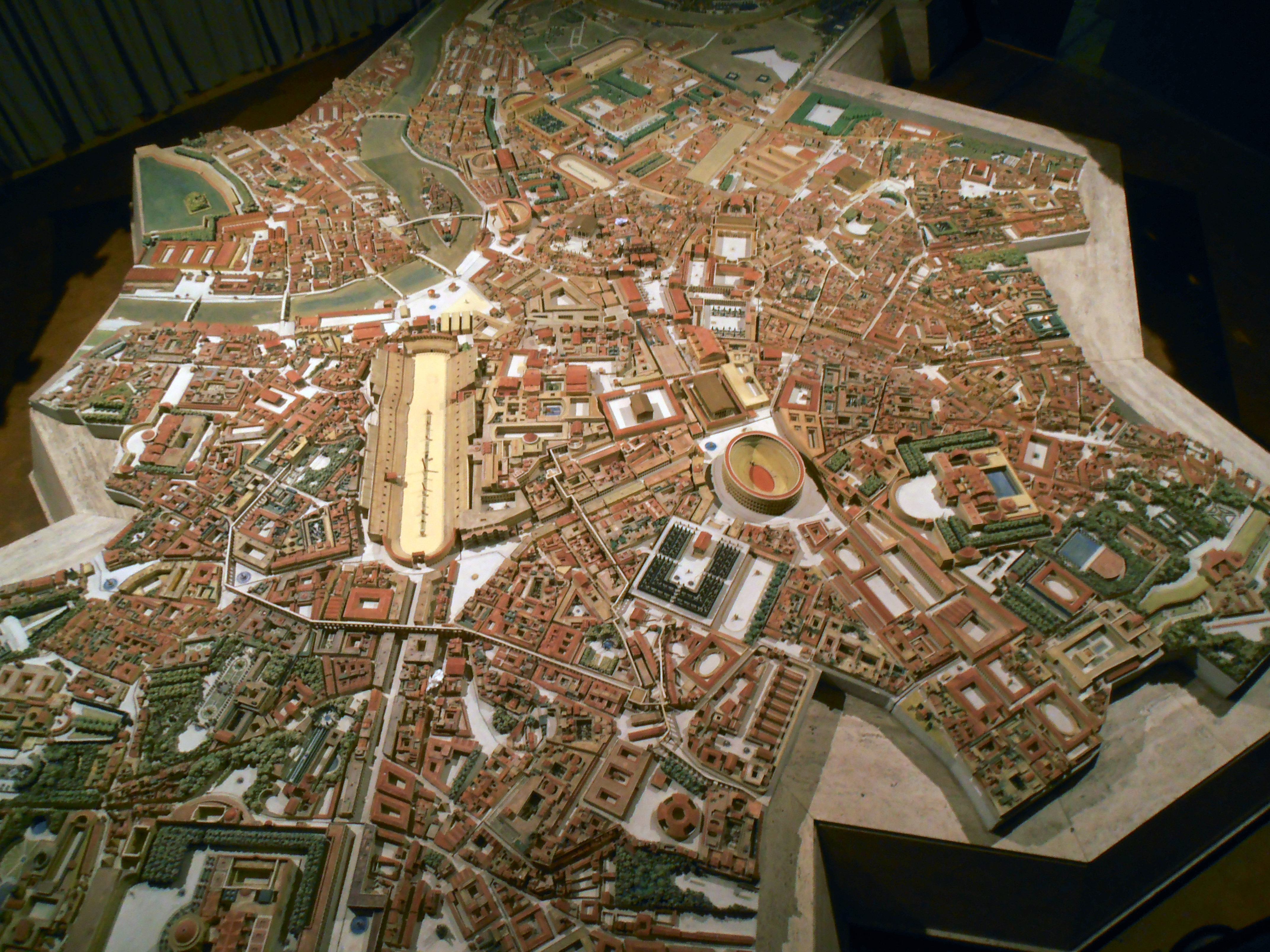
Plan général de la maquette de Bruxelles.

Le Plan de Rome est une maquette, ou plus précisément un plan-relief, de la Rome antique du IVe siècle, en plâtre verni (11 × 6 m), qui représente à l'échelle 1/400 les trois cinquièmes de la ville, en un puzzle d'une centaine de pièces, réalisé par Paul Bigot, architecte et lauréat du grand prix de Rome pour l'année 1900. Initialement circonscrit au Circus Maximus, le travail de Bigot s'étend peu à peu à une surface de plus de 70 m2. C'est aussi un projet de restitution virtuelle mené à l'université de Caen depuis les années 1990.
La maquette est élaborée par Bigot à la suite d'une synthèse des connaissances littéraires, archéologiques et iconographiques disponibles au début du XXe siècle et il travaille sur l'objet quatre décennies durant. Il reprend une thématique pratiquée dans les envois de Rome, à savoir l'envoi par les pensionnaires de la villa Médicis d'une restitution d'un élément architectural de la Rome antique, et s'inscrit également dans le renouvellement profond des connaissances sur la ville lors des grands travaux qui ont accompagné sa transformation en capitale de l'Italie contemporaine. Ainsi, le Plan de Rome est un objet complexe dont la qualité d'œuvre d'art et la valeur pédagogique ont été rapidement reconnues, divers événements internationaux ayant permis de le présenter à un large public.
Après les dessins et les aquarelles, la restitution de la Rome antique a pris la forme de maquettes au XXe siècle ; à partir de la fin du XXe siècle et du début du XXIe siècle, grâce aux progrès de la technologie informatique, la restitution utilise désormais la réalité virtuelle. Quatre maquettes en plâtre sont élaborées par Bigot jusqu'à sa mort en 1942, dont seulement deux subsistent au début du XXIe siècle, l'une à Caen et l'autre à Bruxelles. La maquette de Caen, classée monument historique au titre d'objet en 1978, fait l'objet depuis le milieu des années 1990 du travail assidu d’une équipe qui se base sur les travaux de Bigot pour réaliser un double virtuel destiné à tous les publics et prenant en compte l'état des connaissances actuelles sur la topographie de la Rome ancienne. Ces travaux connaissent une accélération sensible dans les années 2010.
Les travaux les plus récents réalisés avec les techniques de pointe, et la maquette virtuelle, ne déclassent pas le travail monumental de Bigot, qui reste un témoin des connaissances sur Rome dans la première moitié du XXe siècle. Bigot demeure un pionnier de la topographie de Rome, de l'architecture et de l'urbanisme antique. L'ouvrage conserve au début du XXIe siècle une certaine aura, davantage que l'exactitude archéologique représentée. La maquette virtuelle, pour sa part, permet d'évoluer au fur et à mesure des découvertes et travaux archéologiques les plus récents, alors même que les progrès technologiques changent en profondeur les techniques mises en œuvre dans ce projet.

## Histoire

### «Envoi de Rome» particulier qui s'inscrit dans un mouvement d'intérêt pour la topographie de la Rome antique

#### Grand prix de Rome en 1900

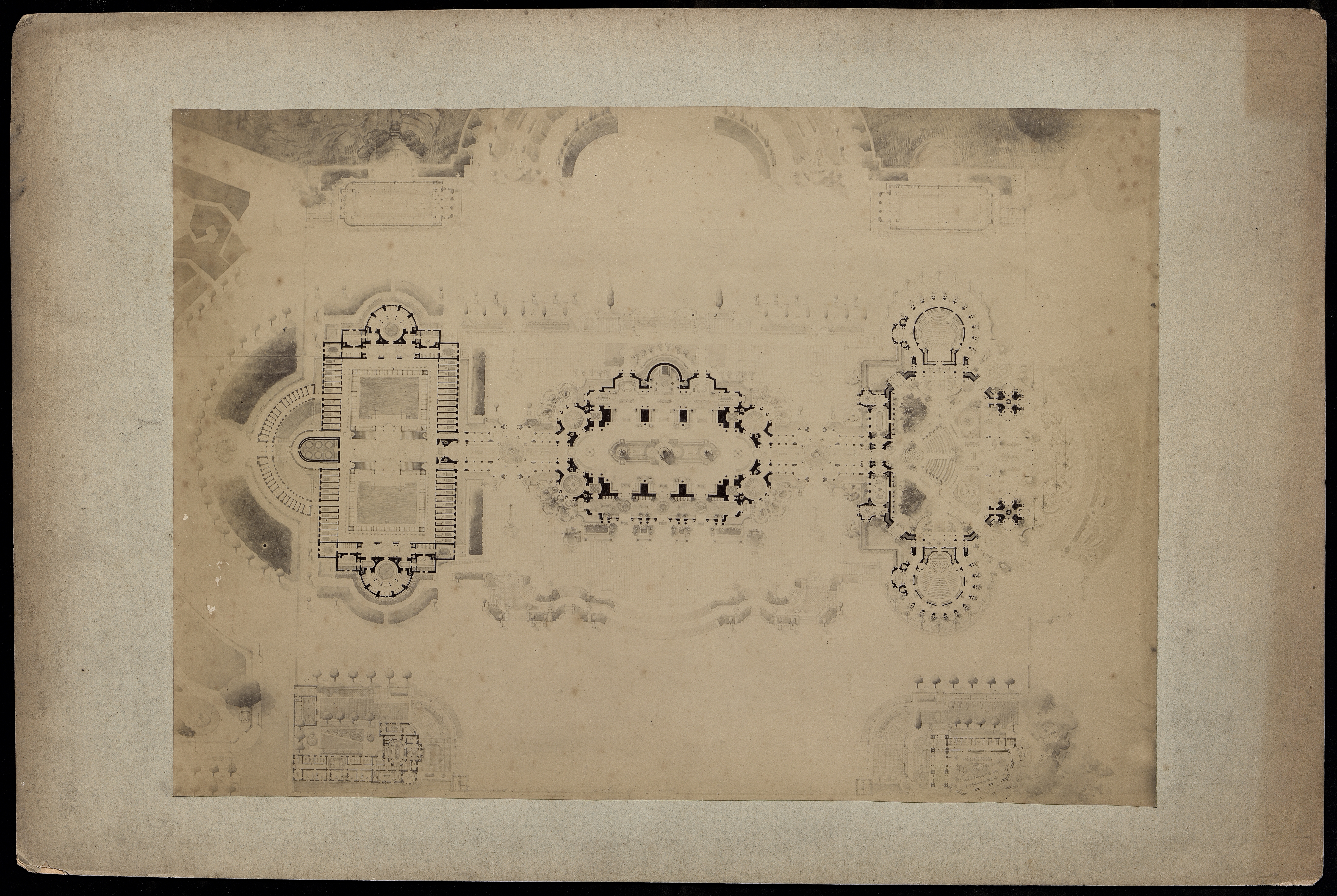
Plan détaillé des thermes et du casino du concours de 1900, où il remporte le Grand prix de Rome.

Paul Bigot est un architecte d'origine normande, né à Orbec, frère du peintre et sculpteur animalier Raymond Bigot (1872-1953). Il est lauréat du prix de Rome en architecture en 1900 en ayant proposé « Un établissement d’eaux thermales et casino » (thermes, hôtel et casino). Le travail fait forte impression avec tout à la fois un ensemble cohérent et divers éléments nettement différenciés. Le concours permettait d'accéder à la formation de l'Académie de France à Rome.

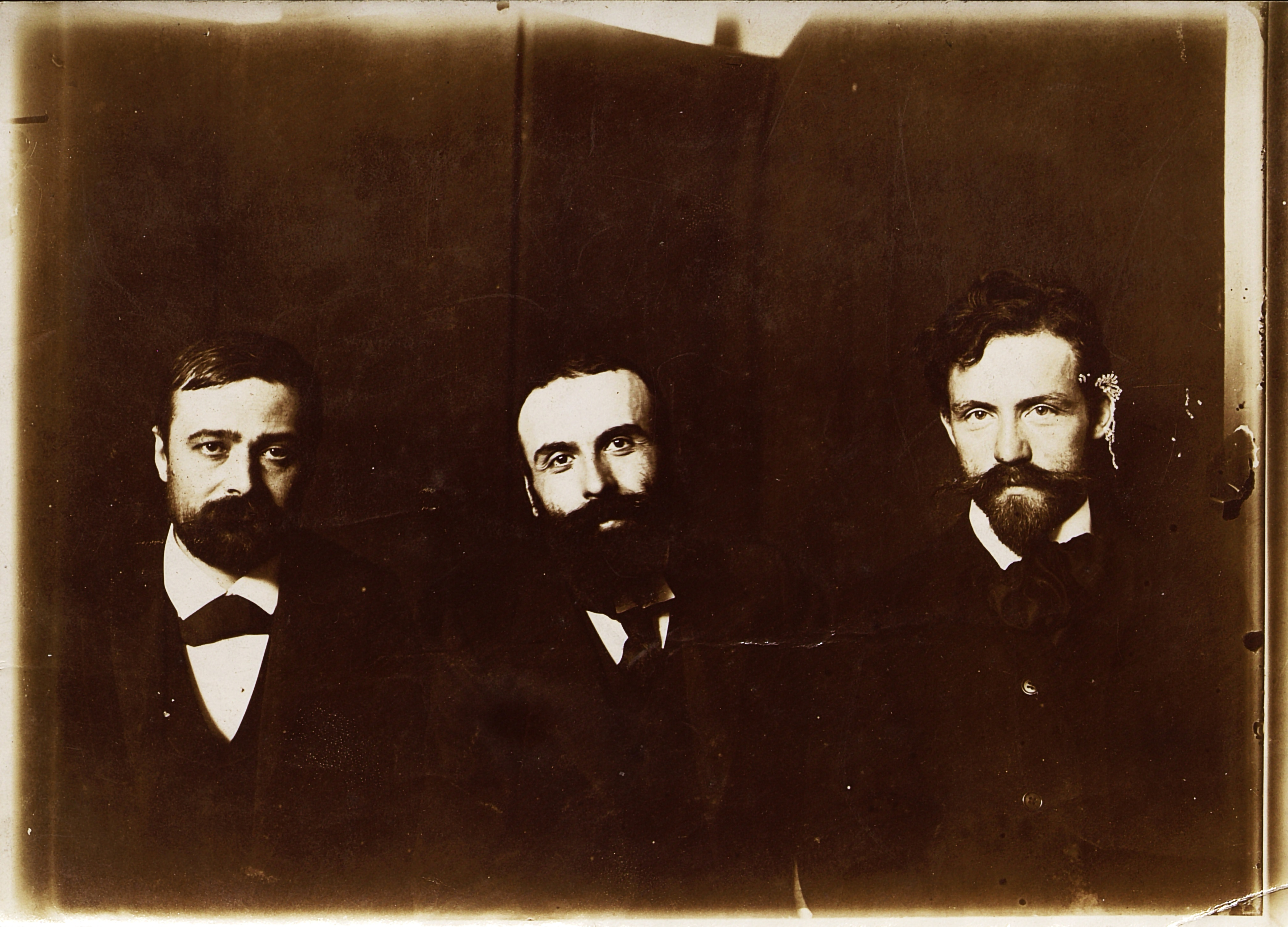
Paul Bigot (à gauche sur la photographie) à la villa Médicis avec deux pensionnaires.

Arrivé en Italie, il se passionne pour une Rome antique alors peu visible sous la ville moderne, au point de faire des fouilles et de passer presque plus de temps à l'École française qu'à la villa Médicis. À la villa, il côtoie Tony Garnier qui envoie en 1901 un projet provocateur de Ville industrielle, « manifeste pour l'urbanisme moderne » et qui suscite de nombreuses réactions. L'idée d'une maquette, de représenter un édifice dans son environnement, serait issue d'un échange entre pensionnaires, uniquement des architectes, la même année.
L'exercice imposé par l'école aux architectes, pour évaluer leurs compétences et leurs progrès, était l'« envoi de Rome » de dernière année, la traditionnelle aquarelle de la restitution ou de la restauration d'un monument antique avec le relevé contemporain des édifices, depuis 1778. Ces travaux permettent de conserver l'état des édifices antiques aux XVIIIe et XIXe siècles. La restauration est un travail sur les ruines et les Autorités, avec une recherche de la vraisemblance, tandis que la restitution désire reproduire l'état antique d'un édifice. Les deux concepts posent le problème du « rapport de la représentation à la réalité de l'objet figuré ». Bigot commence ses travaux par des envois similaires à ceux de ses collègues et il est signataire, en 1902, d'une pétition demandant pour les pensionnaires plus de liberté pour les envois.

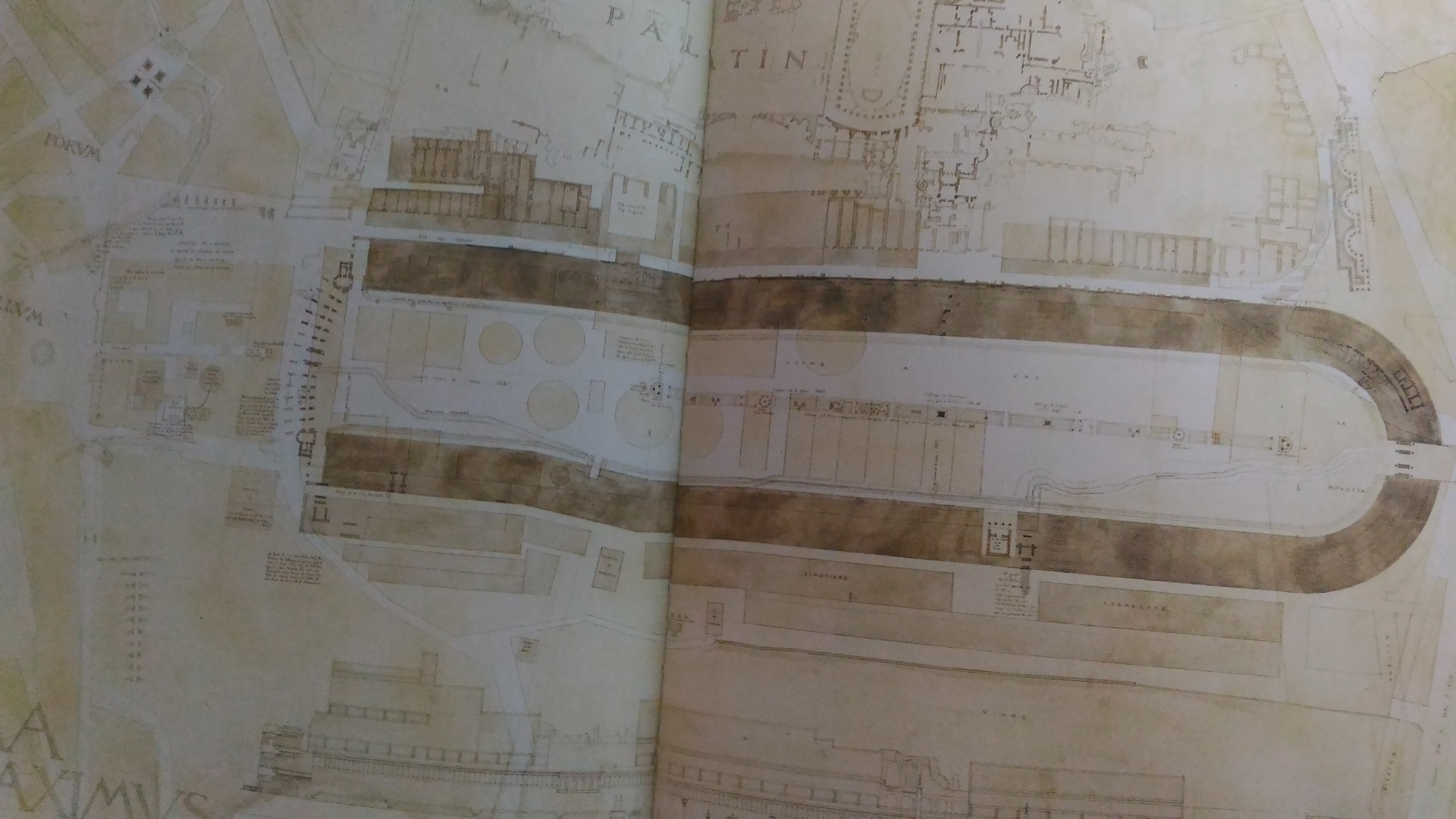
Plan du Circus Maximus par Bigot en 1905.

Bigot choisit de travailler sur un édifice disparu et dans une zone densément bâtie. Son envoi de troisième année en 1903 est une restitution du Circus Maximus, alors recouvert par une usine à gaz. En 1905 il envoie une planche concernant les « Recherches sur les limites du Grand Cirque », pour tenter une restitution d'un monument « presque entièrement disparu » jugée vraisemblable encore à l'extrême fin du XXe siècle malgré certains éléments « hasardeux ». Pour étayer ses hypothèses, Bigot réalise des fouilles archéologiques subventionnées par l'Académie des inscriptions et belles-lettres dont il fait publier les résultats et qui lui permettent de faire des analogies avec d'autres édifices comme le cirque de Maxence. Des mémoires sont également réalisés afin d'appuyer ses demandes de crédits pour un projet très coûteux. Il obtient 5 000 francs de la part de l'Académie en 1908 et des « subventions privées et publiques », dont 25 000 francs du gouvernement français en 1909 contre la promesse de céder la maquette à la Sorbonne.
C'est à ce moment qu'il décide de créer une maquette d'architecte et son Circus Maximus est envoyé en 1908. Face à l'enthousiasme que suscite ce premier travail considéré dès le départ comme « une œuvre impressionnante par l'image vivante qu'elle donne de la ville antique », il se lance dans un projet qui l'occupe finalement 40 années. Le séjour romain de Bigot a plongé toutefois Eugène Guillaume puis l'Académie des beaux-arts dans la perplexité du fait de son coût. Mais le pensionnaire ne tient pas compte des remarques émises alors, du fait du soutien du directeur de l'École française de Rome ; Bigot reçoit en effet le soutien de Louis Duchesne.
Il tisse des liens avec de grands connaisseurs de la topographie romaine, Christian Hülsen et Rodolfo Lanciani,,.

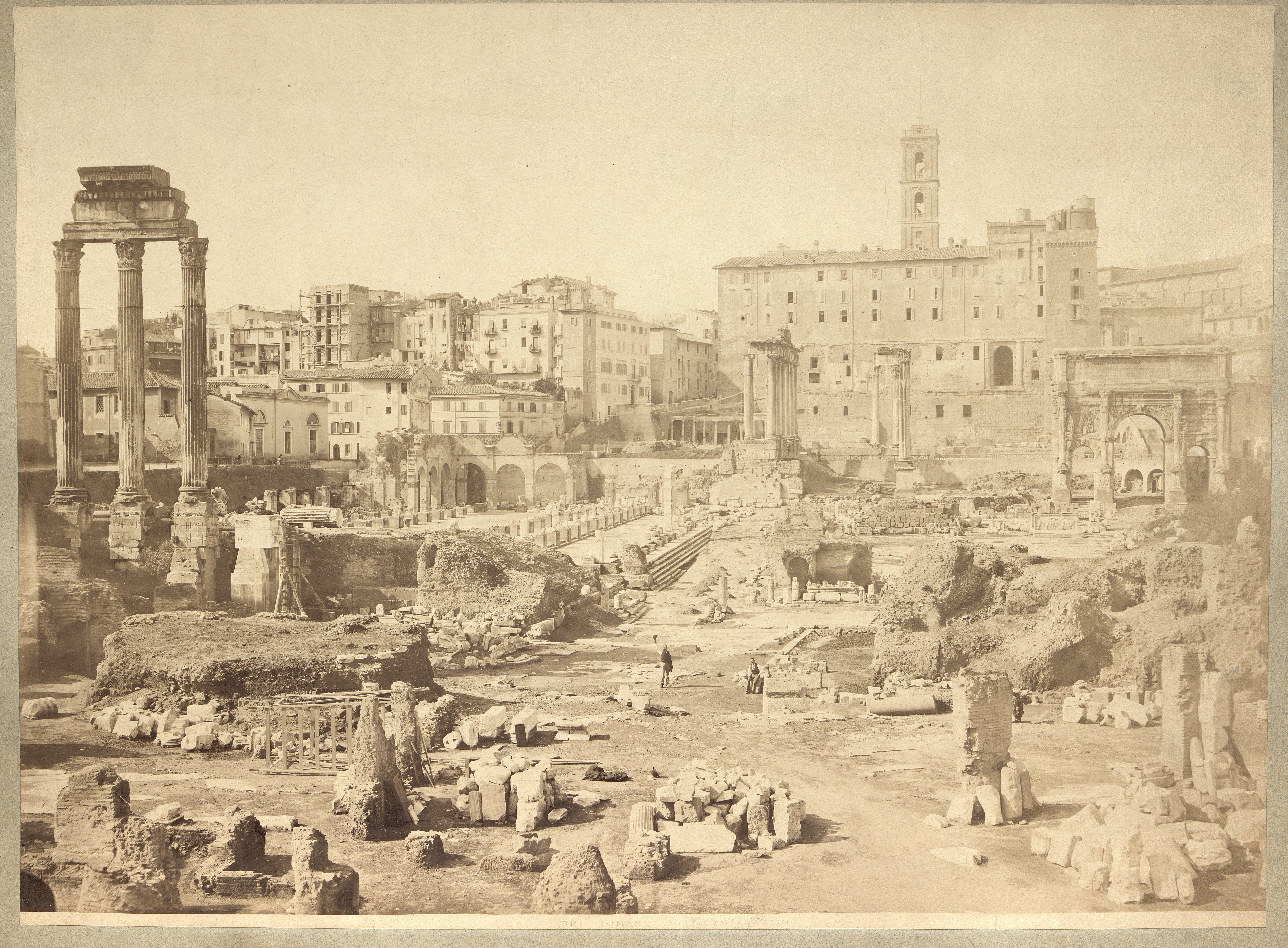
Paul Bigot parmi les vestiges du forum romain, photographie de 1900.

À la surprise de ses maîtres, il propose tout d'abord une maquette en terre glaise du Circus Maximus. Ensuite, pour donner l'échelle de l'édifice, il modélise le quartier, le centre-ville, puis le reste de Rome (sauf les thermes de Dioclétien et le Vatican), avec un côté visionnaire qu'on ne perçoit plus au XXIe siècle. Il obtient des subsides dès 1906 pour compléter son travail et se trouve à Rome en 1907-1908 pour préparer l'exposition de 1911. Dès 1909, il a le projet de faire une maquette en bronze.
Le séjour de Bigot à Rome se prolonge et il y reste sept ans. Selon Jérôme Carcopino, il « retardait infiniment son départ pour Paris, de peur de trahir par une erreur ou une omission la fidélité de sa maquette ». Le même dit aussi que « les promotions se succédaient et Bigot se succédait à lui-même, les yeux fixés sur son plan, immuablement fidèle à son rêve ». Il passe finalement onze ans à Rome, vivant de bourses. Il rentre en France en 1912.

#### Continuation d'une longue tradition et envoi de Rome de son temps

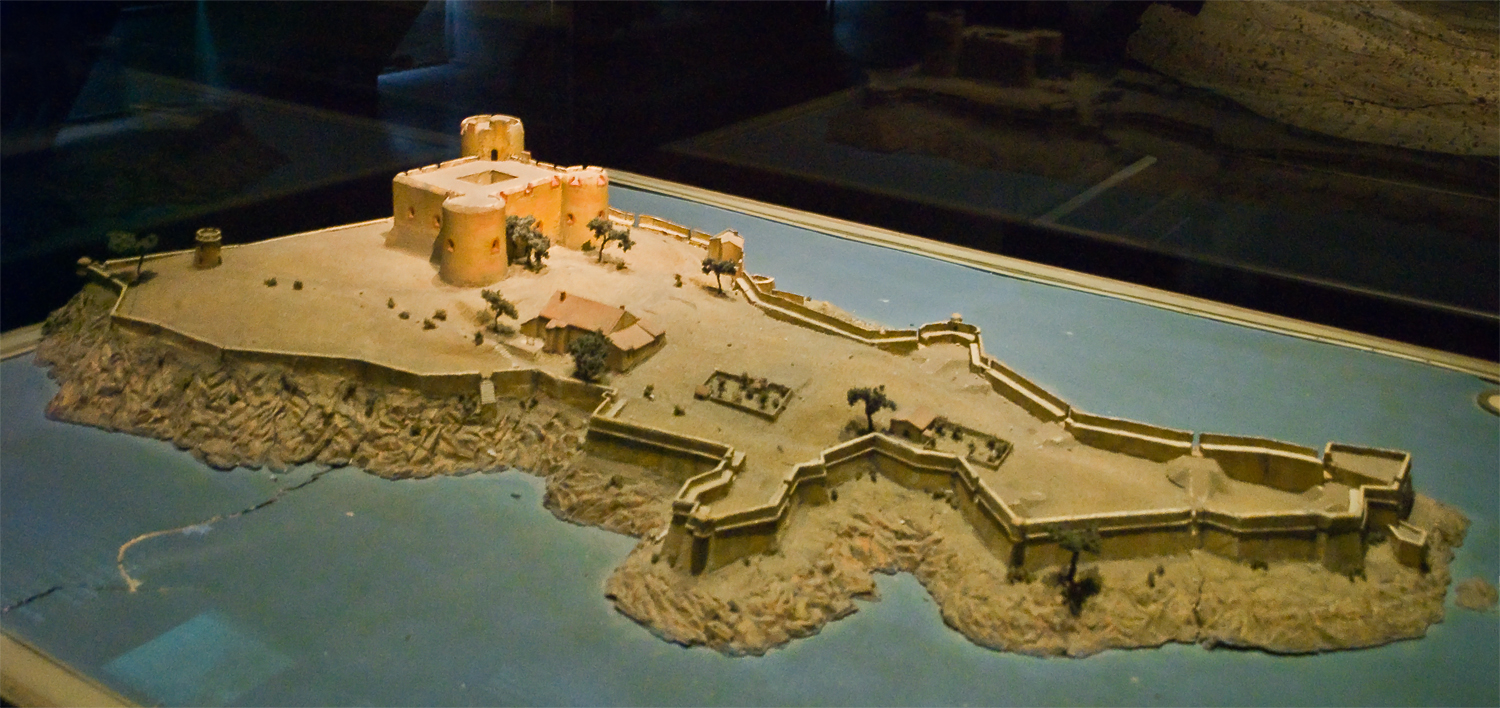
Plan relief de 1681 représentant le château d'If et conservé au musée des Plans-reliefs de l'hôtel des Invalides, Paris.

La maquette de Bigot se présente sous la forme d'un plan-relief. Cette technique a été considérablement développée en France à partir de 1668 sous l'impulsion du ministre de Louis XIV, Louvois, avec des objectifs militaires car étaient représentées alors les principales places-fortes du royaume, pour la plupart à l'échelle 1/600. Deux ans auparavant avait été créée l'Académie de France à Rome par Jean-Baptiste Colbert, destinée à « aider les artistes à s'inspirer des modèles romains ».
Les travaux de Paul Bigot continuent la longue tradition de restitution de la ville antique depuis Flavio Biondo et son ouvrage Roma Instaurata publié en 1446, Pirro Ligorio au XVIe siècle qui élabore le premier un plan important même si imprécis, Giovan Battista Nolli en 1748 et Luigi Canina dans la première moitié du XIXe siècle.
Les premières maquettes modernes de Rome, quant à elles, datent de la fin du XVIIIe siècle avec des modèles réduits de liège et de plâtre, destinés aux riches touristes ou à des collectionneurs comme Louis-François-Sébastien Fauvel ou Louis-François Cassas, en particulier un Colisée de 3 m de long et un Panthéon au château de Johannisburg. Un plan-relief partiel de Rome, dont l'objectif militaire fait suite au siège de Rome, est réalisé en 1850-1853 et restitue les monuments antiques qui constituaient en partie le décor des événements de manière réaliste même s'ils ne constituent pas l'objet principal de la maquette.

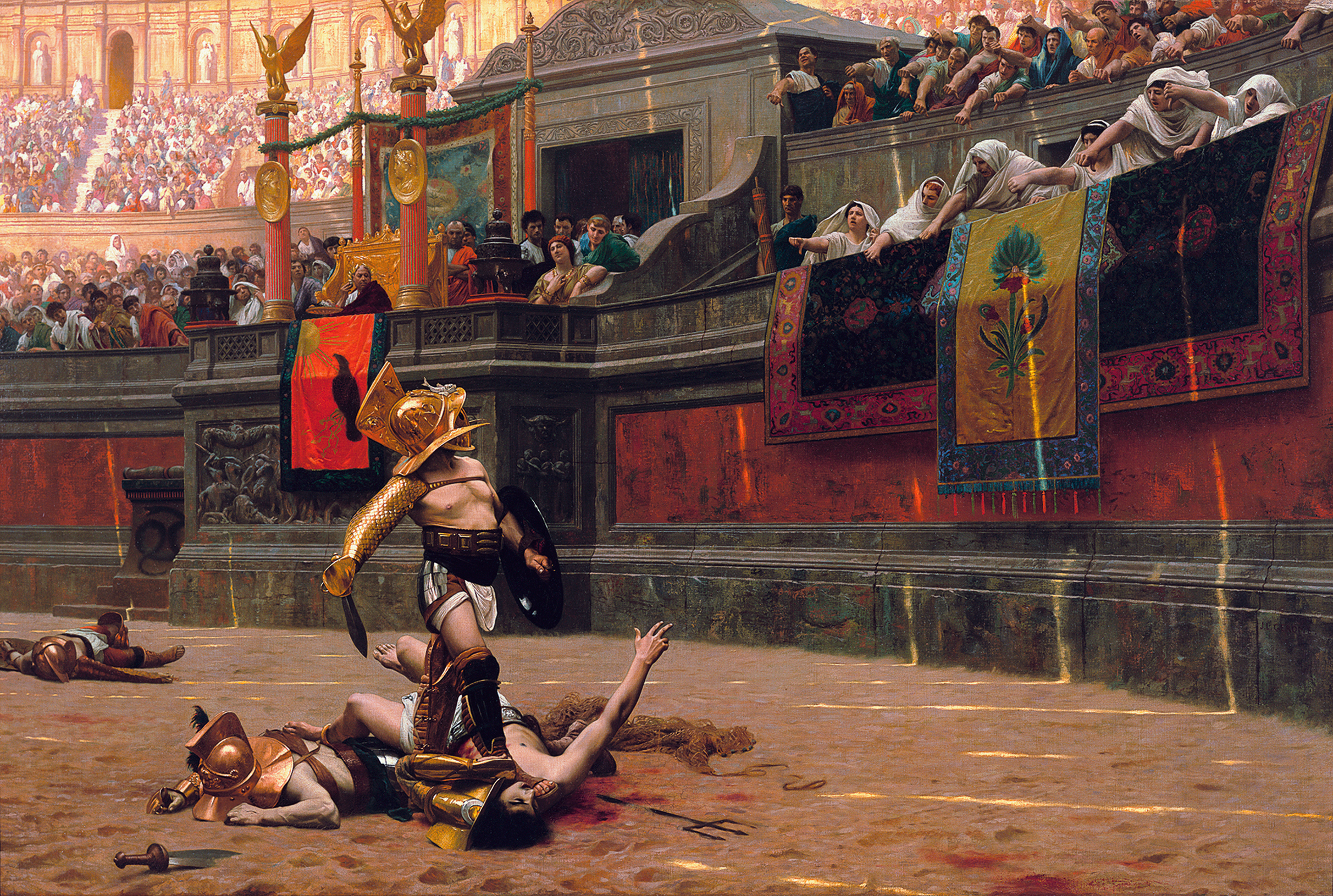
Pollice verso (1872), œuvre de Gérôme emblématique de la façon dont l'époque romaine était perçue à la fin du XIXe siècle (Phoenix Art Museum).

À partir de 1860, les pensionnaires sont partagés entre une volonté scientifique et un désir de liberté à l'encontre des règles de l'exercice imposé par l'Académie des beaux-arts d'un état actuel et d'un état restauré. L'adjonction de « restitution[s] d'ambiance » dans des annexes à leurs envois permet aux architectes de sortir de ce carcan et de présenter des scènes réalistes dont l'époque est friande, avec les œuvres de Théodore Chassériau, Jean-Léon Gérôme ou Lawrence Alma-Tadema.
Paul Bigot est dans « la tradition des architectes-archéologues » et son travail est à la charnière des envois de Rome du XIXe siècle et du XXe siècle, entre les travaux sur des ensembles de monuments et ceux sur les villes coloniales comme Sélinonte, Priène ou Pompéi. Ces études de villes nouvelles antiques seraient « une des sources de l'urbanisme moderne ». Le plan s'inscrit dans la lignée des envois désireux de proposer « une image complète d'un monument ou d'un site » avec une représentation de la ville, des édifices et des habitations. Les envois de cette période prennent pour objet des sanctuaires, des complexes thermaux, des petites cités, des palais, des villas ou des quartiers. Les architectes s'intéressent au tissu urbain et c'est aussi l'époque de la naissance de l'urbanisme ; pour les pensionnaires, leur séjour romain est la « redécouverte d'un urbanisme planifié » et deux types de villes se distinguent, les créations nouvelles et celles « marquées par le lent travail du temps ».

#### Période d'effervescence pour l'archéologie et l'urbanisme à Rome
Ils s'inscrivent également dans un mouvement d'intérêt pour l'histoire et l'archéologie de la Rome antique qui suivent la transformation de la ville en capitale de l'Italie après 1870 et les travaux d'envergure réalisés pour transformer la ville en capitale d'un pays moderne, travaux d'infrastructure qui isolent la ville antique de la périphérie qui se développe. Cette période est celle de la « redécouverte historique et archéologique de la Ville antique », elle n'est plus celle d'une vision romantique d'une ville en ruines, mais d'une ville que menace « une contemporanéité banale ». Les monuments antiques deviennent des « symboles de la grandeur patriotique ». Des débats urbanistiques ont lieu pour embellir la nouvelle capitale italienne, dans la continuité d'une conception de l'urbanisme antique.
La période est aussi celle des travaux de Rodolfo Lanciani qui publie de nombreux ouvrages de vulgarisation édités en français et en anglais et une publication plus scientifique, la Forma Urbis, « tournant dans la cartographie de Rome » de 1893 à 1901, découverte à l'arrière du forum de la Paix. La Forma Urbis bénéficie d'une nouvelle publication à la fin du XXe siècle. Ces ouvrages permettent de faire avancer la connaissance de la topographie de la Rome antique. Réalisée sous le règne de l'empereur romain Septime Sévère, la Forma Urbis est un plan de Rome en marbre au 1/240 daté du IIIe siècle dont 10 à 15 % sont parvenus jusqu'à nous ; d'autres fragments perdus sont connus car dessinés et peuvent être utiles pour la recherche. Le plan sévérien est conservé au Capitole et fait l'objet d'études et de débats à la fin du XIXe siècle et au début du XXe siècle. La publication du plan sévérien par Lanciani, au 1/1000, reste une source fondamentale pour la connaissance des monuments disparus ou méconnus par les autres sources malgré les erreurs constatées depuis la publication. Entre 1898 et 1914 un espace préservé est créé, le Passeggiata Archeologica.

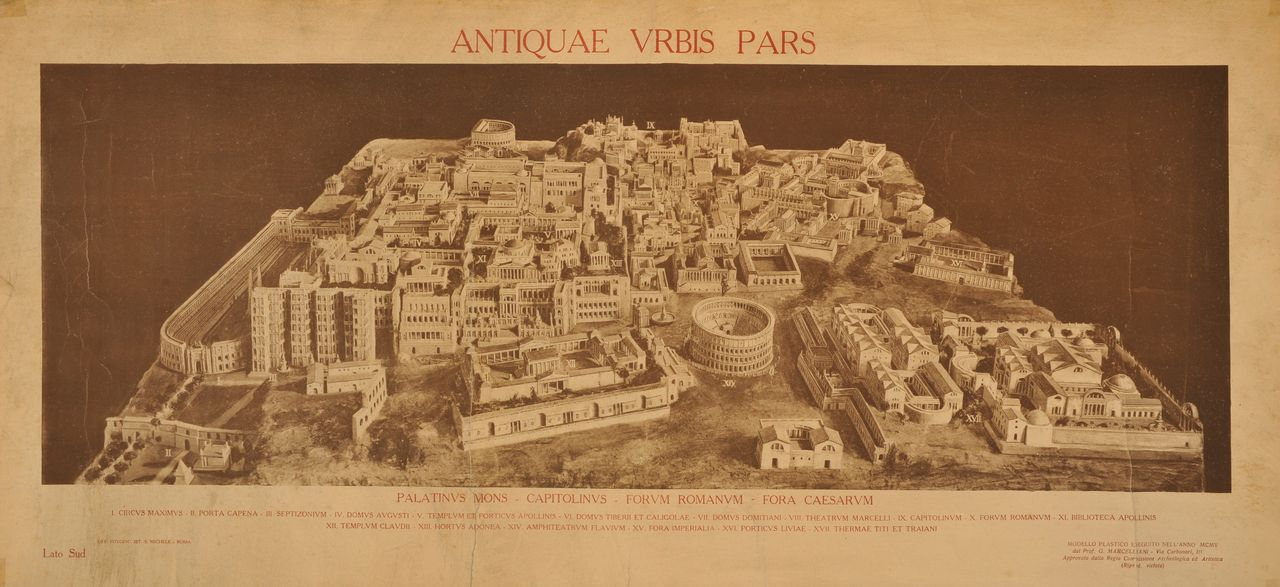
Photographie ancienne de Restitutio Urbis, Roma di Coccio de Giuseppe Marcelliani.

Giuseppe Marcelliani réalise une restitution en terre cuite de Rome au 1/100 vers 1904 et jusqu'en 1910, privilégiant « l'aspect esthétique et monumental » en « une succession d'ensembles monumentaux ». La manière de procéder de Marcelliani diffère, avec des bâtiments traités « sous forme de blocs » et d'autres conçus par assemblage. De manière globale, des approximations sont relevées dans les représentations d'ensembles de monuments. Son œuvre, le centre monumental, rencontre un grand succès et est diffusée au moyen de cartes postales. Elle est exposée jusqu'en 1923 contre paiement d'un droit d'entrée face au forum romain et est en mauvais état au début du XXIe siècle même si partiellement exposée.
L'intérêt pour la Rome antique avec des buts idéologiques est à son apogée entre 1911 et 1937, intérêt partagé par la monarchie italienne et le gouvernement fasciste, dans un mouvement de « récupération politique de l'image de Rome et de son empire ». Mussolini, en valorisant la romanité, souhaite asseoir sa légitimité. Cependant, les projets urbanistiques mussoliniens ravagent les vestiges. Bigot ne peut être soupçonné d'adhérer à ces idéologies, étant pacifiste et partisan d'Aristide Briand.
Paul Bigot est observateur dans l'aviation durant la Première Guerre mondiale et, après le conflit, participe à la reconstruction de villes ravagées du Nord et de l'Est de la France.
Travaillant sur le terrain et dans son atelier parisien situé autour d'une coupole du Grand Palais, il réalise un chef-d'œuvre de miniaturisme et de précision, qui sera remanié toute sa vie. Il se rend une dernière fois à Rome en 1934, aidé pour ce faire par un nouveau subside, afin de se tenir informé des dernières connaissances liées aux travaux importants menés dans les années 1930, en particulier au percement de la Via dei Fori Imperiali inaugurée le 9 avril 1932, entre le forum de César et celui d'Auguste, mais aussi du Largo Argentina (1926-1932), du théâtre de Marcellus, du mausolée d'Auguste, et de l'Ara Pacis. La guerre complique la circulation des dernières données sur les travaux réalisés.

### Histoire abrégée des différentes versions duPlan de Romejusqu'à l'exécution du testament de Bigot

#### Succès immédiat

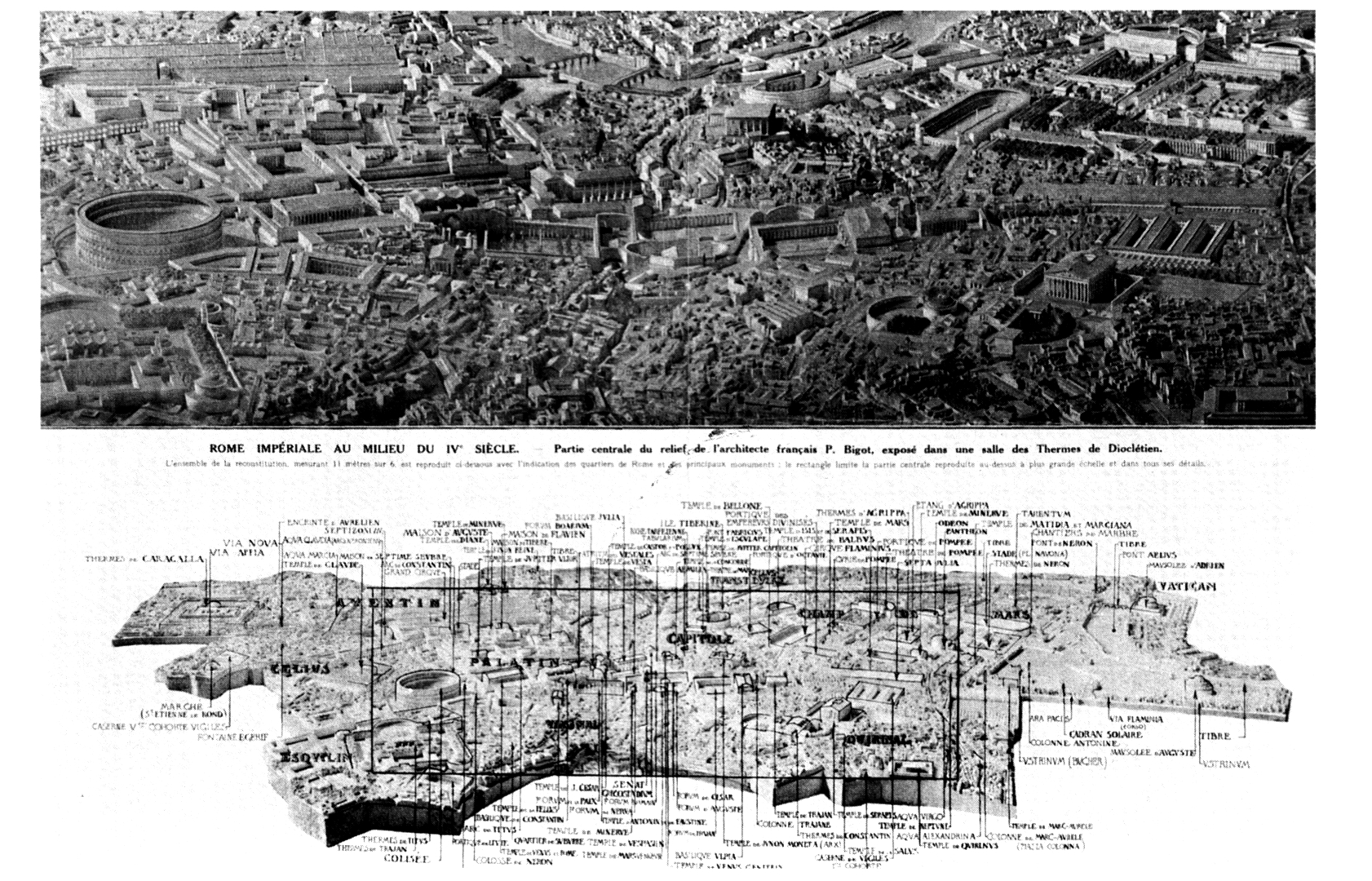
Photographie et plan dans le journal L'Illustration du 12 août 1911.

Le travail de Bigot a un « retentissement important » et est « une révélation ». Le succès est immédiat et la « valeur artistique, pédagogique et scientifique » reconnue aussitôt avec des retentissements dans la presse : dès 1911, l'architecte expose sa maquette à la Mostra archeologica des thermes de Dioclétien qui célèbre les 50 années de la proclamation du royaume d'Italie le 17 mars 1861. L'exposition rassemble des moulages d’œuvres romaines provenant de diverses régions de l'Empire romain. La maquette de Bigot, qui fait 50 m2 à l'époque, est exposée dans une salle baptisée à son nom, « hommage exceptionnel » (l'actuelle « Salle du Planetario »). Les organisateurs recommandent aux visiteurs de prévoir cette visite de la salle au risque de ne disposer que d'« une idée imparfaite de l'Exposition elle-même ». Bigot qualifie plus tard cette première version du Plan de Rome de « bien fruste ». L'exposition comprend en outre des moulages d’œuvres de toute l'emprise territoriale de l'Empire romain et se veut l'expression du « renouveau de l'unité nationale, retrouvée à travers une antique communauté d'origines ».
Bigot obtient la médaille d'honneur du Salon d'architecture des artistes français en 1913. Il doit quitter le local prêté par le gouvernement italien et la maquette est installée au Grand Palais le 15 avril, sous la verrière qui devient son atelier jusqu'à sa mort et où un exemplaire de sa maquette est mis en place au quatrième étage. La même année il est fait chevalier de la Légion d'honneur. Mgr Duchesne lance l'idée pour transformer le plan en métal. Georges Clemenceau fait voter à l'unanimité une loi pour permettre la réalisation du plan en bronze, avec une subvention de 80 000 francs, mouvement qui s'arrête du fait de la Première Guerre mondiale. Georges Clemenceau et le journal Le Figaro lancent une souscription. La guerre et la minutie de Bigot entraînent son interruption.
Après la Première Guerre mondiale, Bigot reçoit des subsides de la Fondation Rockefeller pour terminer son ouvrage et en faire réaliser deux exemplaires supplémentaires destinés l'un à l'université de Pennsylvanie et l'autre à la Sorbonne. Les travaux du plan de bronze reprennent entre 1923 et 1925,. En 1925, Bigot devient enseignant à l'École des beaux-arts, et en 1931 il est reçu à l'Institut de France comme membre de l'Académie des beaux-arts au fauteuil d'Henri Deglane ; à ce titre il choisit alors les prix de Rome et les envois,.

#### Travail d'une vie
Toute sa vie, et pendant plus de quarante ans, sa passion est de mettre à jour sa maquette : c'est pourquoi les deux seules versions subsistantes, le plan de Caen — son exemplaire de travail personnel original, monochrome — et celui des musées royaux d'Art et d'Histoire de Bruxelles colorisé, sont un peu différentes.

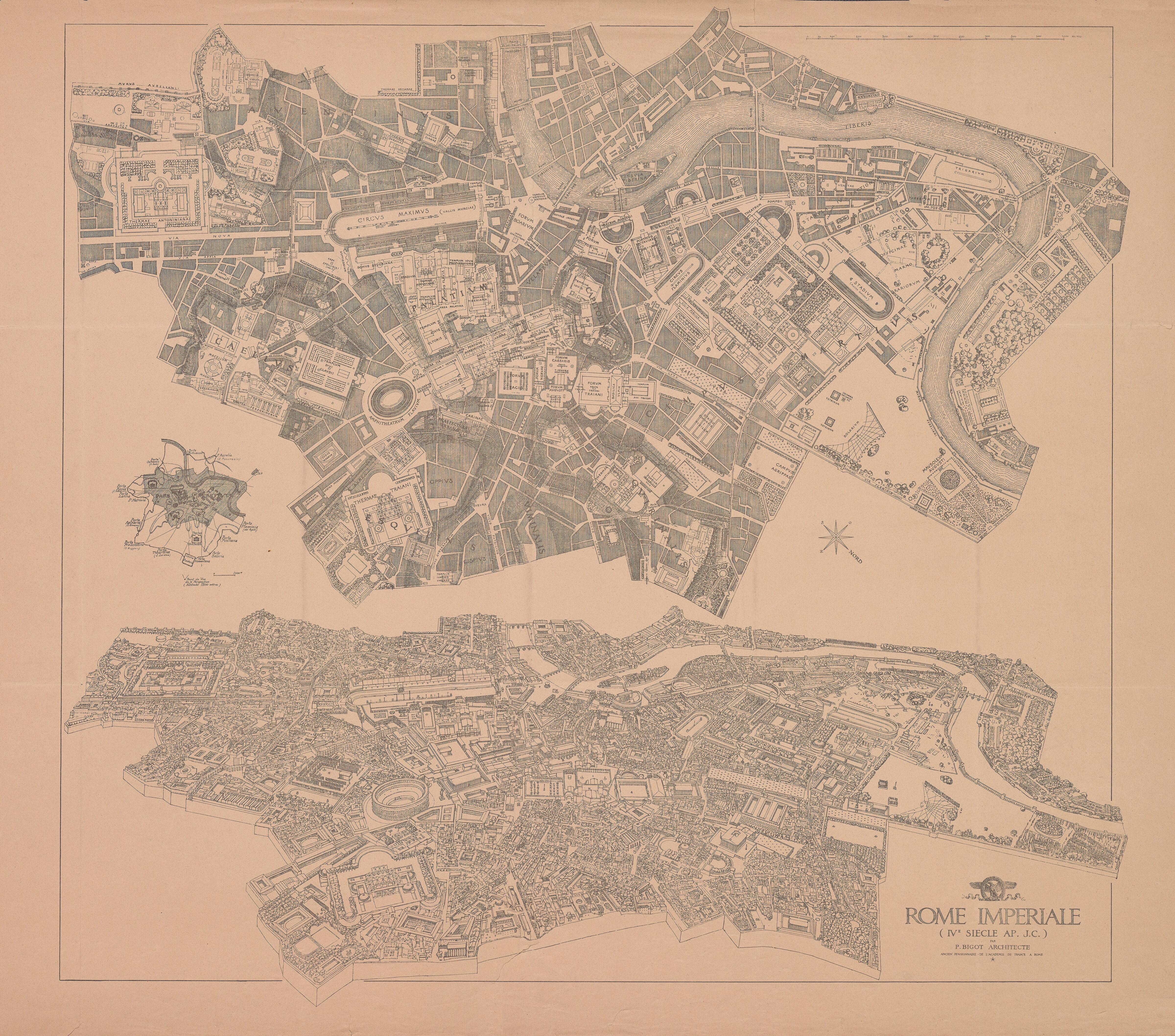
Dessin de la Rome impériale par Paul Bigot.

La gloire de Bigot dure jusqu'à la Seconde Guerre mondiale : l'État français commande une copie pour la Sorbonne, les États-Unis pour l'université de Philadelphie. La maquette connaît de nombreuses modifications, surtout en 1937, année de la commémoration du bimillénaire de la naissance d'Auguste et toutes les étapes nous sont inconnues. La version de l'Exposition universelle est « la version finale du relief de P. Bigot ». Cette même année est exposée à Rome la version dite Il Plastico, maquette de Gismondi. L'exposition italienne, intitulée Mostra Augustea della Romanità, impulsée par l'historien de l'art et député du parti fasciste Giulio Quirino Giglioli, connaît un grand succès critique et public et est « l'apothéose du régime » fasciste considéré comme l'héritier de Rome. Une exposition consacrée au régime ouvre ses portes le même jour que celui de l'exposition sur l'Antiquité.
Nommé professeur à l'École des beaux-arts de Paris en 1923, chef d'atelier deux ans plus tard et architecte des bâtiments de France, Paul Bigot œuvre avec l'entreprise d'orfèvrerie Christofle à un moulage en bronze pour pérenniser le Plan de Rome ; mais la production reste inachevée, à cause du perfectionnisme de son auteur qui le remanie sans cesse au fil des découvertes archéologiques. Le recteur de l'Académie de Paris lui octroie une somme de 150 000 francs en 1933 pour les travaux sur son plan. En 1937, une version du Plan de Rome est présentée à l'Exposition universelle de 1937 au palais de Chaillot,, et cette version est soit la version de Caen soit la version de Bruxelles. Bigot réalise la porte principale de l'exposition, sur la place de la Concorde.

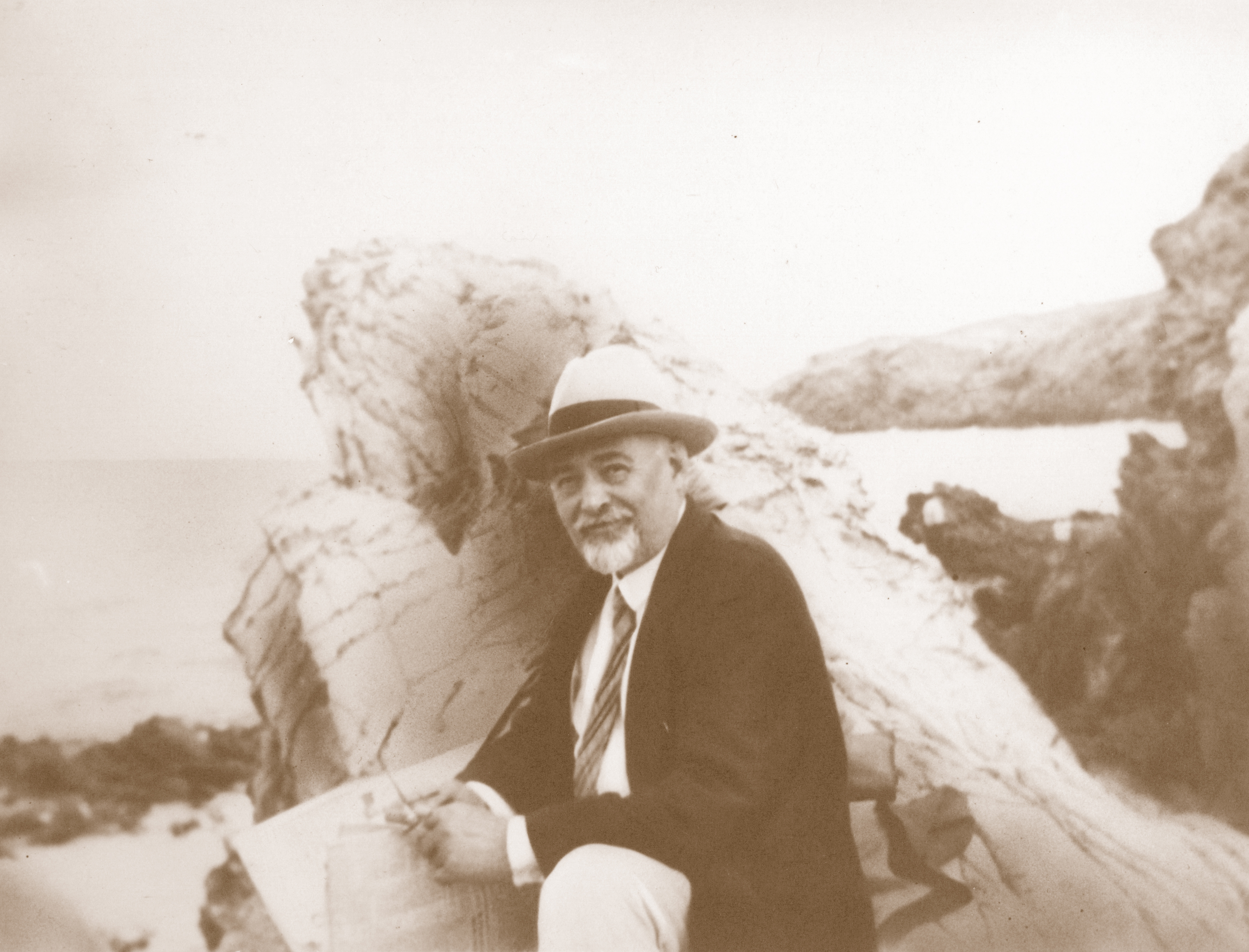
Paul Bigot sur la côte normande dans les années 1930.

André Piganiol l'aide quelque peu dans la mise à jour de ses travaux quelques années avant son décès. Les dernières modifications du relief ont lieu entre 1937 et 1942. Le soin de mise à jour du plan fait de l'œuvre l'« expression plastique d'une recherche archéologique en cours ». La guerre freine la circulation des informations à la fin des années 1930 et au début des années 1940. La mort le surprend le 8 juin 1942, alors qu'il poursuivait ses travaux sur le plan de bronze. Outre la mise à jour de sa maquette, il concevait des projets architecturaux monumentaux.
Selon François Hinard, Paul Bigot comptait sur ses disciples Henry Bernard, futur architecte majeur de la reconstruction de Caen, et Paul-Jacques Grillo pour poursuivre la mise à jour de son plan, le « compléter et continuer les changements interrompus à la déclaration de guerre ». Son vœu de mise à jour de ses travaux après la Seconde Guerre mondiale et après sa mort n'est pas exaucé. Henry Bernard, au retour de captivité en Allemagne, retrouve deux maquettes complètes dans la rotonde du Grand Palais, dont l'une est offerte aux musées royaux d'Art et d'Histoire de Bruxelles et l'autre à l'université de Caen. Le don à l'université normande est conditionné par l'attribution d'un local spécifique, sous les grands amphithéâtres de droit et de lettres, qui est acceptée par les doyens Yver, Musset et de Boüard.

## Différentes versions du plan-relief de la mort de Bigot à nos jours
On connaît quatre versions du plan de plâtre réalisé par Bigot, dont deux ont disparu. Une cinquième version, en bronze, a été réalisée de manière partielle. Les deux versions conservées ont « un rendu assez différent de par la différence de traitement du plâtre ».

### Plan de Romeà l'université de Caen

#### Caractères, mise en valeur et oubli

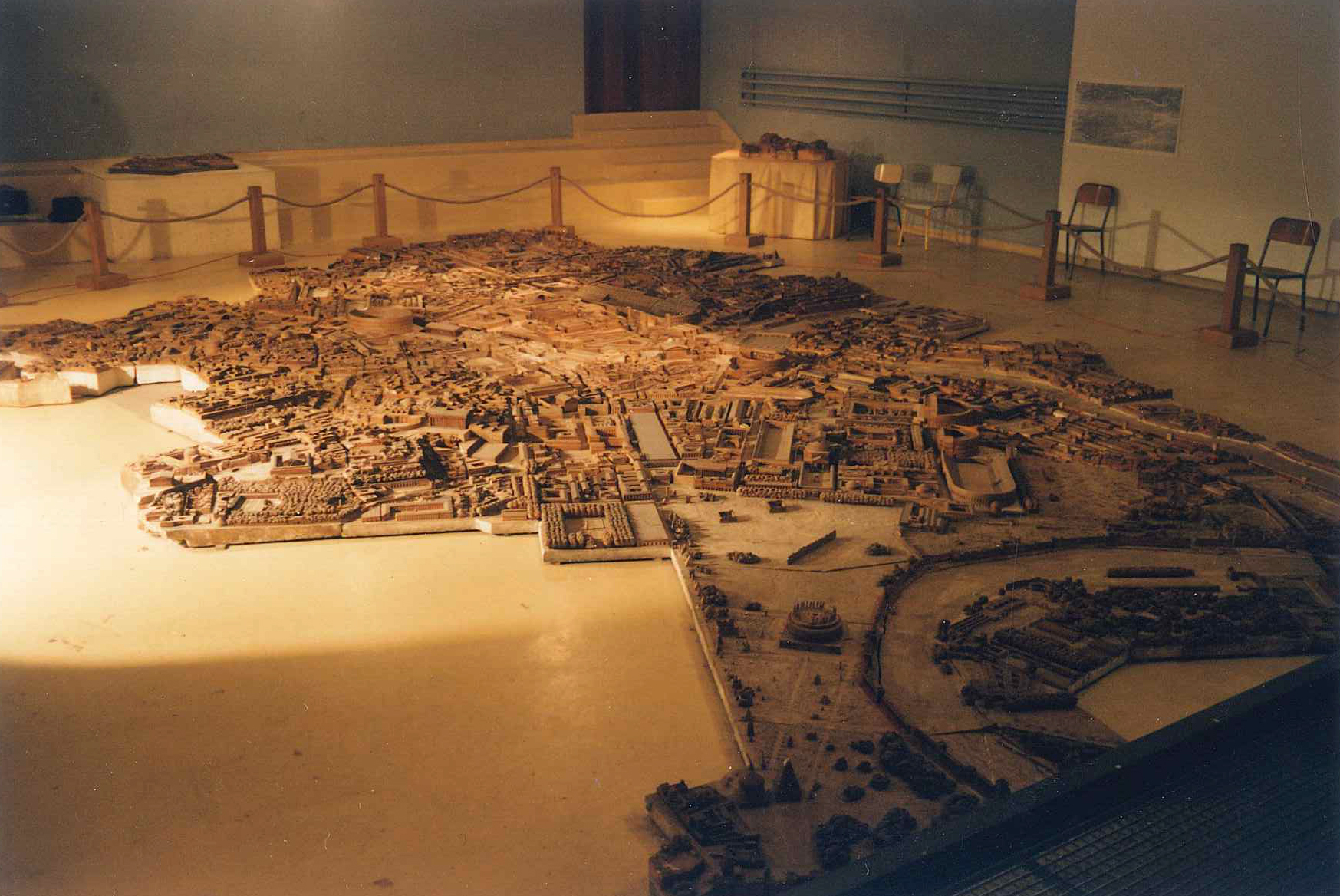
Le Plan de Rome dans son installation du sous-sol du bâtiment Droit à la fin des années 1980-début des années 1990. Les éléments de scénographie étaient démontés.

La maquette de Caen est monochrome, le plâtre y est « teinté et ciré » de couleur ocre « laissant à la ville la couleur homogène qu'elle revêt au soleil couchant ». Paul Bigot avait conçu un éclairage de la maquette, assuré par des projecteurs placés précisément et munis de verres colorés. Ce système d'éclairage avait comme but de reproduire l'éclairage naturel de la ville,.
Selon Paola Ciancio-Rossetto, le plan conservé à l'université de Caen est celui de l'Exposition universelle de 1937, et c'est la version la plus réactualisée conservée. Royo, Fleury et Madeleine considèrent qu'il s'agit de la maquette originale appartenant à l'architecte, dont la mise à jour s'arrête à la mort de l'auteur. L'exemplaire, retrouvé dans l'atelier de Bigot au Grand Palais, est donné à l'université de Caen en 1956.

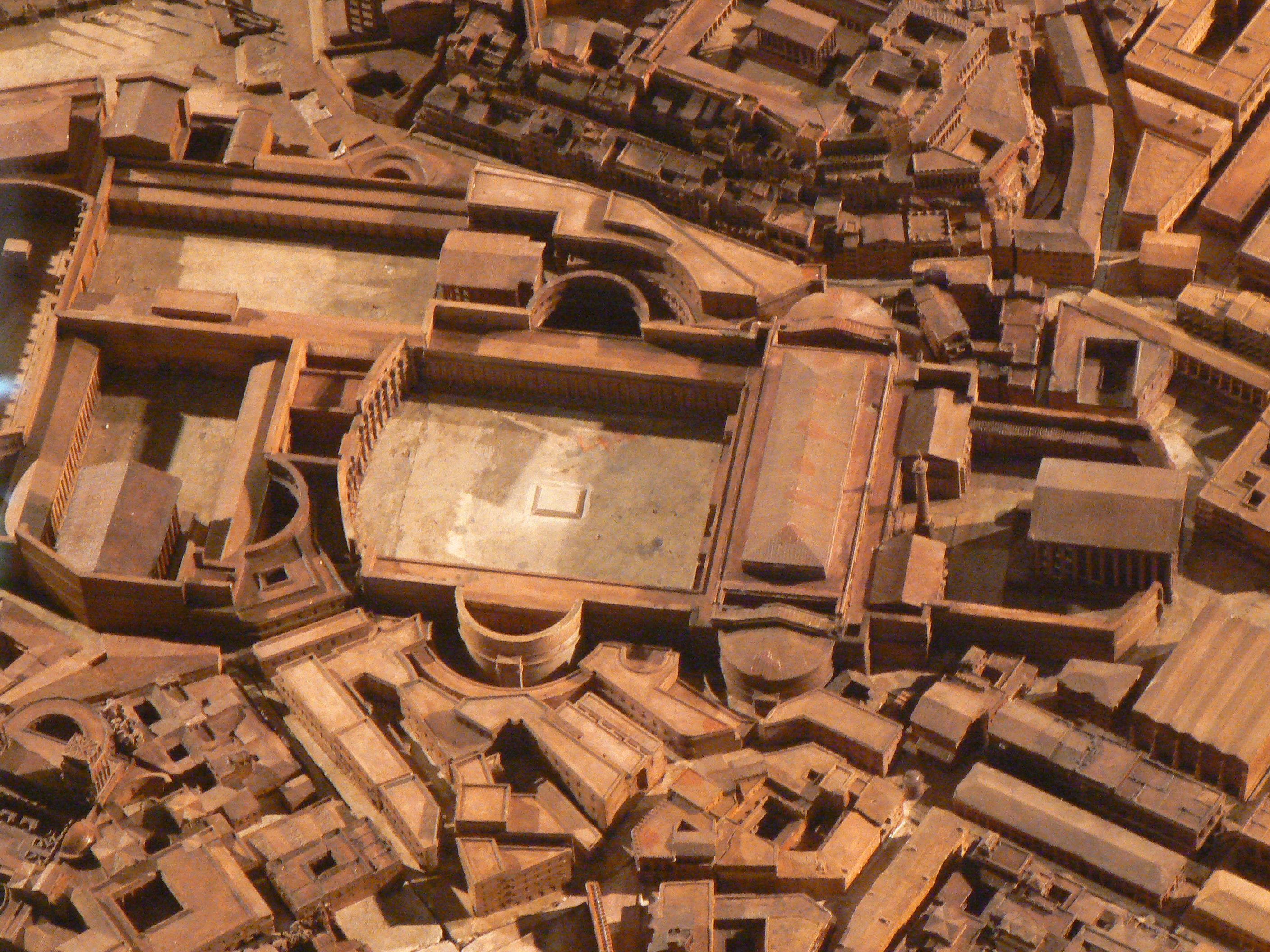
Plan de Rome de Paul Bigot à l'université de Caen, zone du forum de Trajan.

L'élève et légataire de Paul Bigot, Bernard, architecte de la reconstruction de la ville et plus particulièrement de l'université de Caen après 1945, entrepose la maquette à l'université de Caen, dans une pièce spécialement aménagée au sous-sol du bâtiment Droit et « presque fortifée » selon Hinard, en accord avec le recteur Pierre Daure et le conseil de l'université. Une Association des amis du Plan de Rome se constitue. L'installation, inaugurée le 28 avril 1958, comprend alors un spectacle de type son et lumière avec éclairage sur les différents monuments représentés et munis d'explications, réalisé par l'helléniste Henri Van Effenterre et l'historien Pierre Vidal-Naquet. Les explications sont données par grands ensembles, « secteur par secteur ».
Dès avant 1968, la maquette tombe dans l'oubli. Sa « longue descente aux enfers » comprend la détérioration de la structure métallique, des vols, des dégradations et le démontage du système d'éclairage. Un certain nombre de petits éléments de la maquette ont été volés pendant la période où l'œuvre tombe dans l'oubli : ainsi, l'arc de Constantin, la Meta Sudans, le Colosse de Néron, de petits temples (comme trois de ceux de l'area sacra du Largo di Torre Argentina) ou des statues équestres représentées par l'auteur n'existent plus.

#### Redécouverte et mise en valeur
La maquette est classée au titre des monuments historiques en tant qu'objet le 12 juin 1978 ou en 1987 ; ce statut de protection juridique interdit dès lors toute modification.

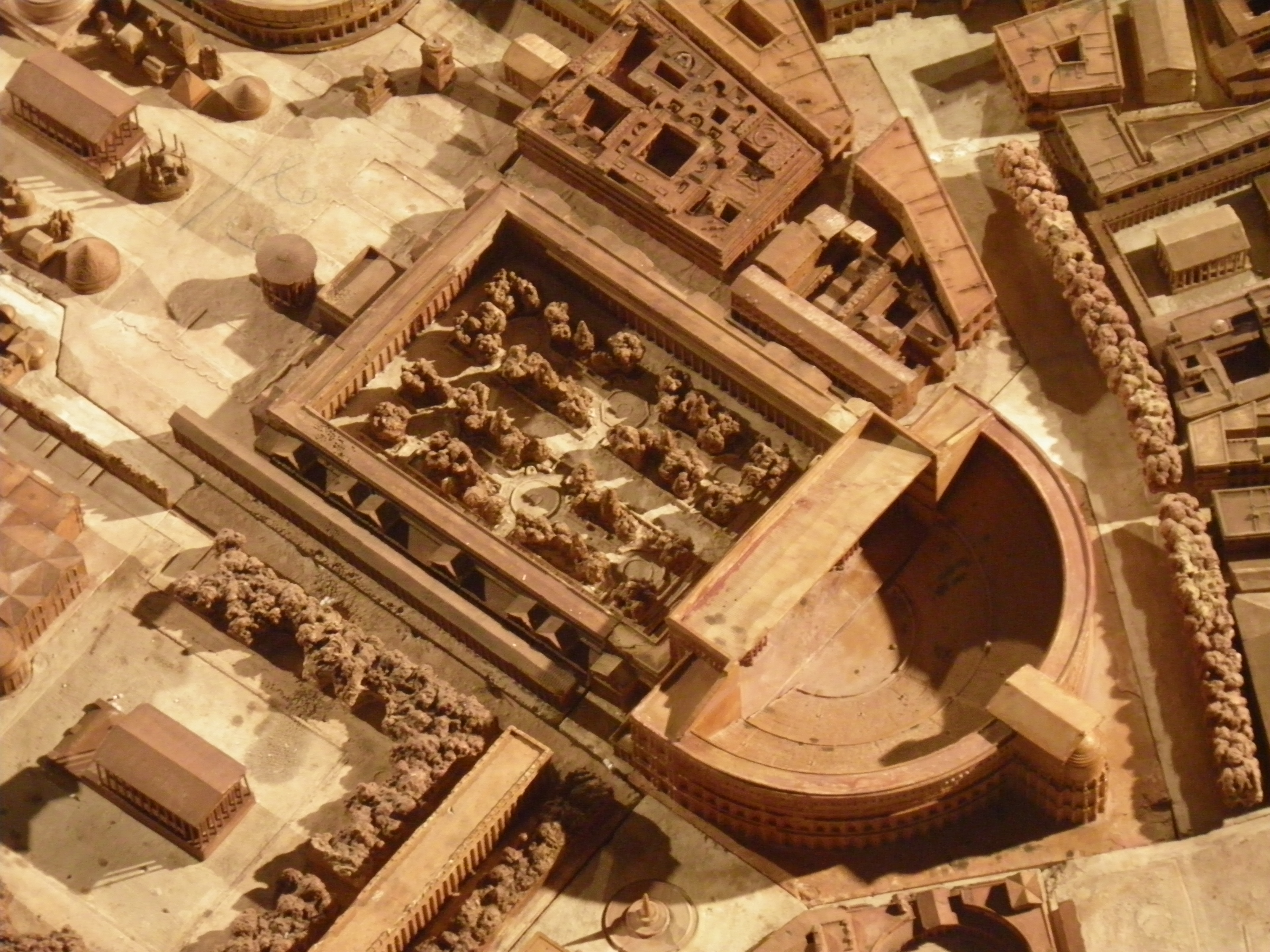
Zone du théâtre et du portique de Pompée, ainsi que de l'actuel Largo di Torre Argentina.

Il faut plus de dix ans pour redécouvrir et mettre en valeur l’œuvre, « passée très près de la catastrophe ». François Hinard redécouvre l’œuvre après sa nomination comme professeur d'histoire romaine en 1983 et alerte le public et les autorités ; il réactive l'Association des amis du Plan de Rome. En 1987, la chute d'une partie du plafond à la suite d'une l'infiltration d'eau de ménage de la salle endommage la maquette, ce qui provoque un vif regain d'intérêt pour l'œuvre. Élisabeth Deniaux lui consacre un enseignement spécifique. Le déplacement de l’œuvre, envisagé un temps, est abandonné et son maintien à l’université est acté en 1991.

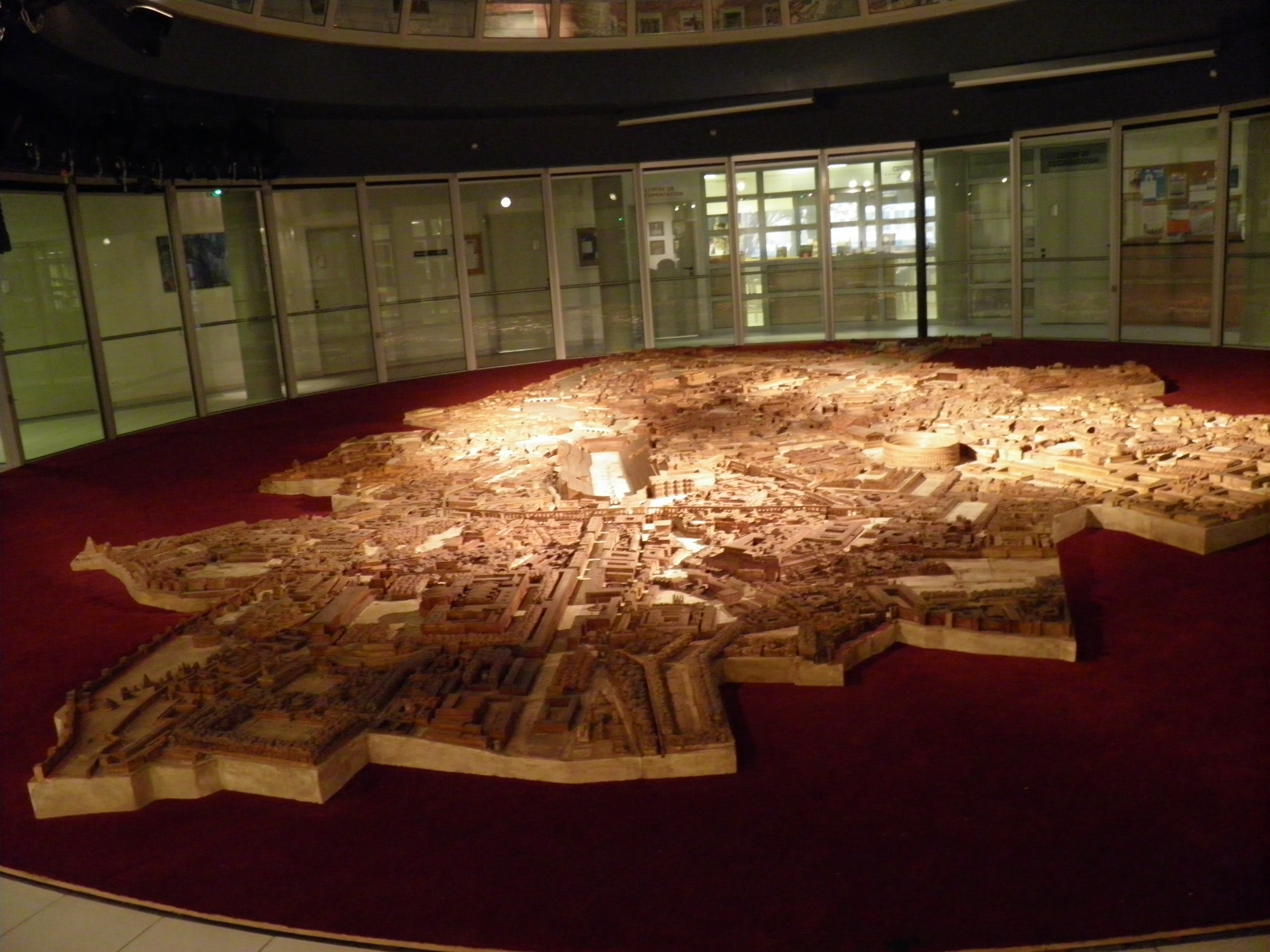
La maquette dans le hall de la Maison de la recherche en sciences humaines.

Depuis 1995-1996 la maquette est installée dans la nouvelle Maison de la recherche en sciences humaines (campus 1), dont la construction avait débuté en 1993. L'œuvre de Bigot est installée sur un support tournant et bénéficie de systèmes d'éclairage et de caméras, dans un spectacle consacré à la Rome antique. Le plateau tournant de 11 m de diamètre est rouge, rappel de la couleur pourpre impériale.
La maquette a fait l'objet au préalable d'une importante restauration dans l'atelier de Philippe Langot, un conservateur restaurateur à Semur-en-Auxois : la maquette était alors encrassée, fissurée et il y avait de la condensation,. Après la restauration, des fragments sont restés orphelins, provenant peut-être de travaux antérieurs de peu à l'inauguration de 1958.
La restauration de la maquette ouvre une période à la fois favorable à la mise en valeur du travail de Paul Bigot et à « ouvrir de nouvelles perspectives de recherches ». Un premier colloque a lieu dès 1991 sous la direction de François Hinard. Le projet de restitution virtuelle se développe au moment où la maquette de Bigot prend place à son emplacement définitif.

### Plan de Romede Bruxelles

#### Genèse et élément d'une salle d'architecture

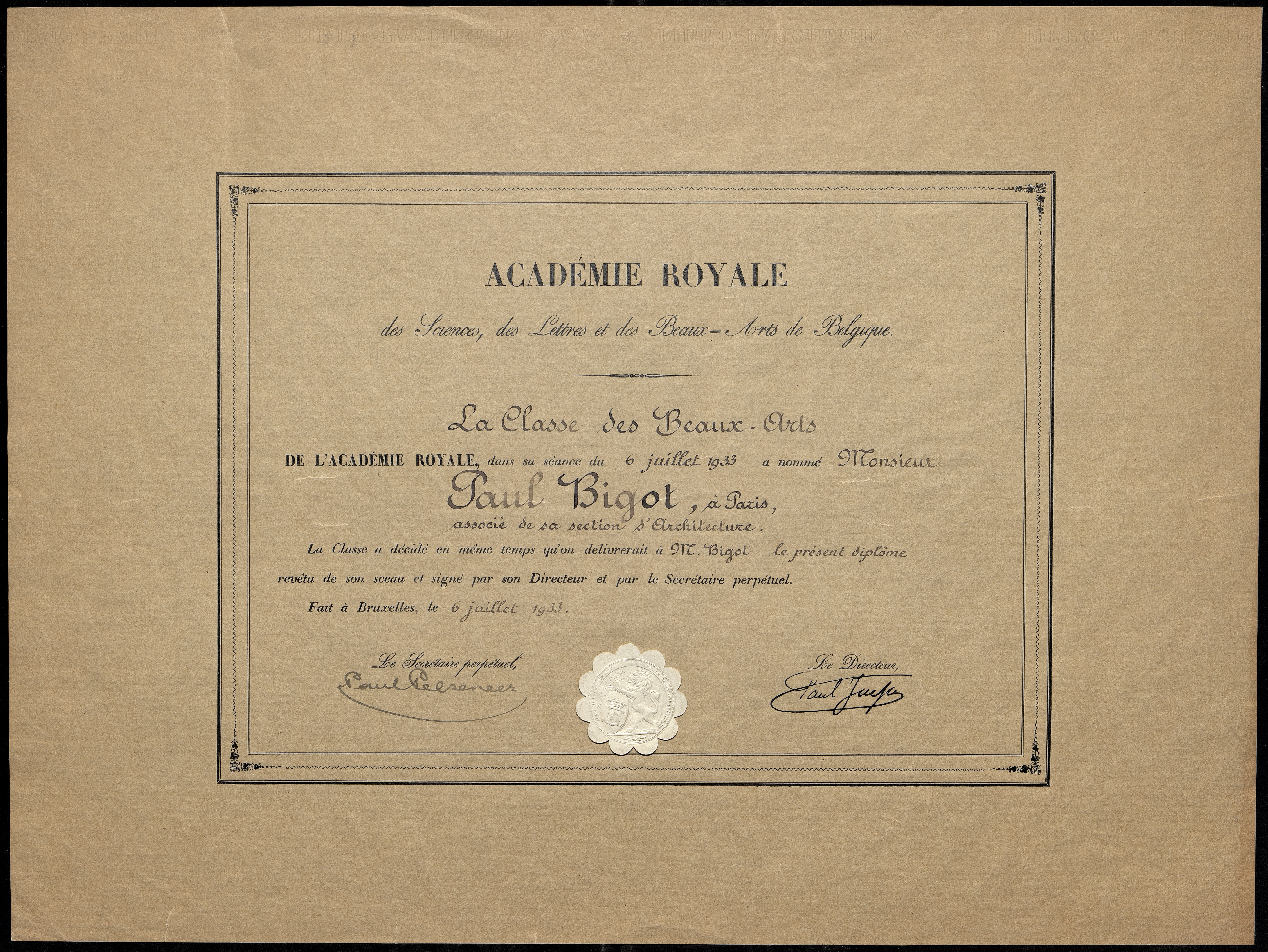
Diplôme de l'Académie royale des sciences, des lettres et des beaux-arts de Belgique décerné à Paul Bigot en 1933.

Les travaux de Bigot rayonnent en Belgique comme en témoigne le diplôme que l'Académie royale des sciences, des lettres et des beaux-arts lui décerne en 1933. La maquette située à Bruxelles a été donnée par Henry Bernard à Henry Lacoste, fouilleur d'Apamée qui, à partir de 1955, désire installer un musée d'architecture à Bruxelles. Le Plan de Rome à sa disposition, un tirage daté de 1937, exposé au palais de Chaillot selon Royo et modifié jusqu'à sa mort par Bigot, est destiné à une exploitation exclusivement pédagogique. Cette version comporte 98 éléments et mesure 11 × 4 m.
Le projet d'acquisition d'une maquette date de février 1938 et est à l'initiative d'étudiants de l'Académie royale des beaux-arts de Bruxelles, après une conférence donnée par Paul Bigot. Ajourné par la Seconde Guerre mondiale, il se concrétise par l'exécution du testament de Bigot et le don d'Henry Bernard. La maquette est installée le 1er juillet 1950 au musée du Cinquantenaire sous l'impulsion d'Henry Lacoste avec le concours généreux et enthousiaste des élèves de l'Académie. Les élèves de l'Académie ont donné à Lacoste les moyens de l'acquérir et ont assuré son transport et son montage. Selon Fleury, la maquette a été livrée au musée du Cinquantenaire en 1936.
La salle de Rome était, dans l'esprit de son promoteur, l'embryon d'une salle d'architecture et d'urbanisme susceptible d'offrir aux jeunes architectes et aux chercheurs des documents divers : maquettes, plans, relevés, lavis. La présentation de la maquette est l'occasion de souligner le projet urbain qui traverse toute l'histoire de la ville de Rome. Des panneaux ayant comme thème la ville de Rome au Moyen Âge ou pendant la Renaissance, et également des panneaux sur des thèmes précis (portes, réseau urbain, aqueducs, etc.) accompagnent la maquette,. Un diaporama est présent également. Lacoste considère le projet urbain de Rome lié à deux axes et le plan est un moyen pour illustrer ces théories urbanistiques.
Le plan de Bruxelles, « livré blanc », est colorié par les étudiants peu avant l'inauguration de 1950 et est en bon état de conservation, pour « ajouter de la vraisemblance à la vision théorique et scientifique ». La couleur a été posée par les élèves d'Henry Lacoste. Ils choisissent des couleurs qui donnent à la maquette de Bruxelles « [une] impression de vie » et qui sont inspirées des couleurs de la Rome éternelle,.

#### Mise en valeur au début duXXIesiècle

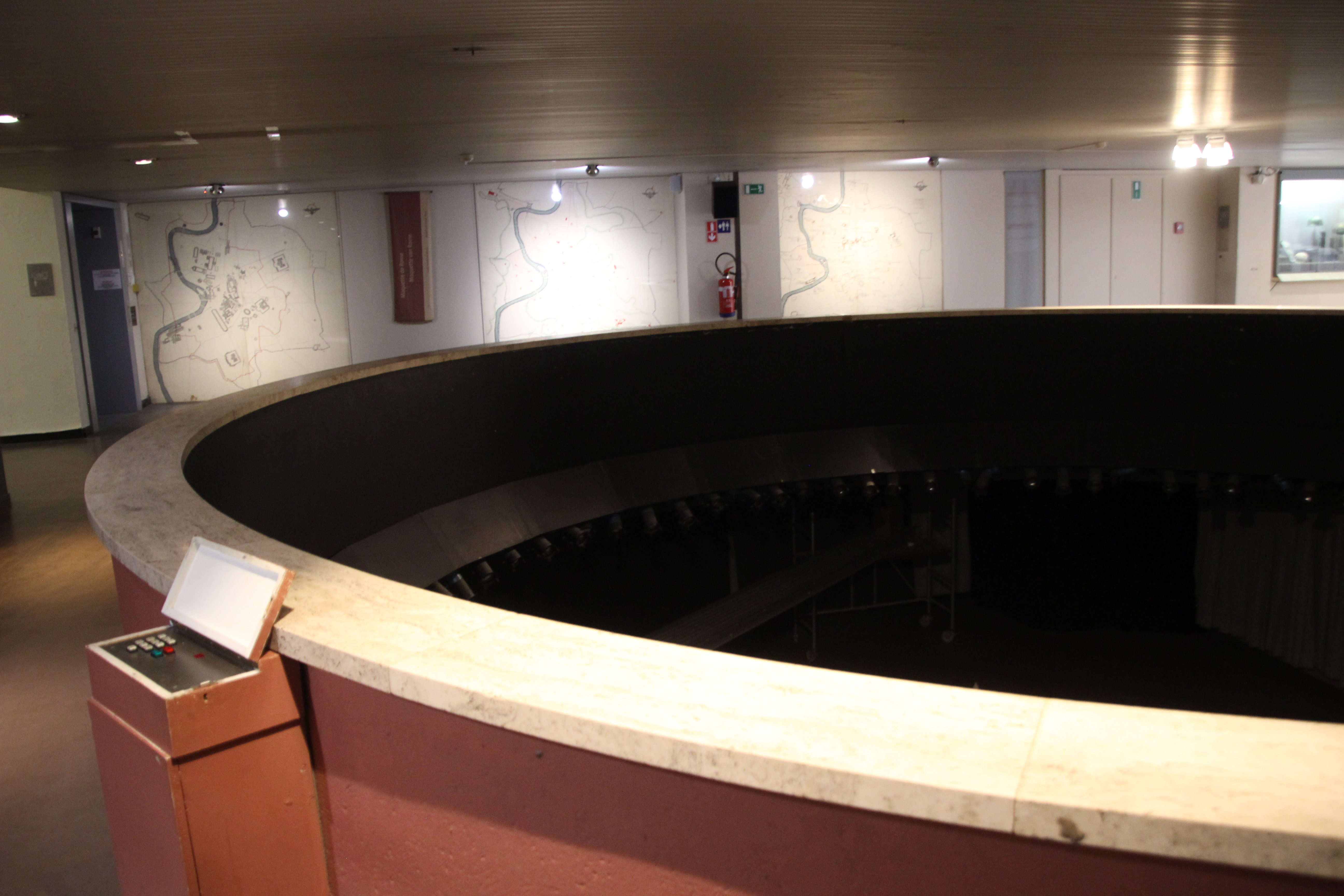
Vue de la coupole de maquette, juin 2018

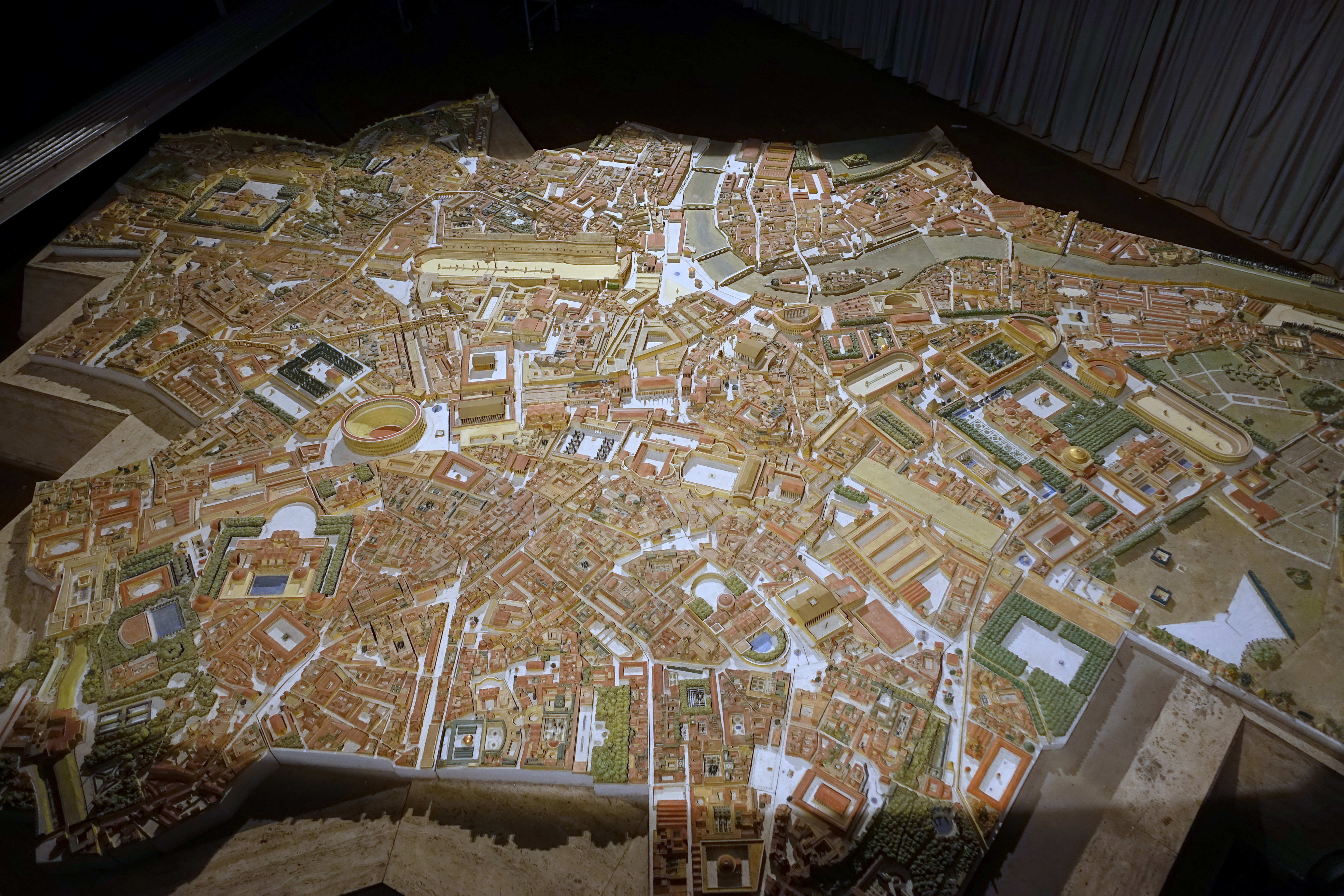
Autre vue de la maquette du musée du Cinquantenaire.

De 1950 à 1976 la visite s'effectue par un guide qui dispose d'une canne avec un embout, ce qui dégrade l’œuvre. Entre-temps, en 1966, la maquette a été déplacée dans une nouvelle aile du musée. Elle bénéficie d'une première restauration d'envergure en 1976-1977, d'une nouvelle peinture et d'une nouvelle muséographie. Les visiteurs visualisent l’œuvre depuis un balcon situé à 3,50 m de hauteur et peuvent en faire le tour. Au début des années 1990 un système d'éclairage sophistiqué est mis en place pour mettre en valeur 80 bâtisses. Cette présentation inspire la mise en scène de la maquette de Caen après son installation dans sa nouvelle destination dans les années 1990.
La maquette sert de support pédagogique pour des exposés précis et pour des présentations destinées au grand public hors temps scolaire. Des documents sur les édifices font l'objet de projections simultanées à leur éclairage sur la maquette. La maquette n'est plus utilisée comme support d'enseignement de l'urbanisme comme souhaité par Lacoste. Françoise Lecocq signale dans l'arène du Grand Cirque des figurines d'Astérix et Obélix. La maquette, qui n'a pas cessé depuis 1950 d'être exposée et entretenue, fait l'objet d'une rénovation en 2003-2004 à l'occasion de l'exposition « De Pompéi à Rome ».
La maquette, « un des éléments clés de la section des antiquités classiques », est nettoyée de façon approfondie en octobre 2018 et une photogrammétrie est prévue à partir de fin 2018, suivie par une période de restauration de huit mois. La restauration du système son et lumière avec la réfection de l'éclairage, des projections et l'apport des nouvelles technologies est estimée à 200 000 €. Le système devait être opérant à la rentrée scolaire 2019, il ne le sera pour finir que début 2020.

### Copies disparues: Paris et Philadelphie
Les copies du Plan de Rome conservées aux États-Unis et à Paris ont disparu : devenues les nids à poussière d'une culture jugée obsolète, elles sont passées l'une au broyeur, l'autre jetée aux ordures.

#### Maquette de la Sorbonne

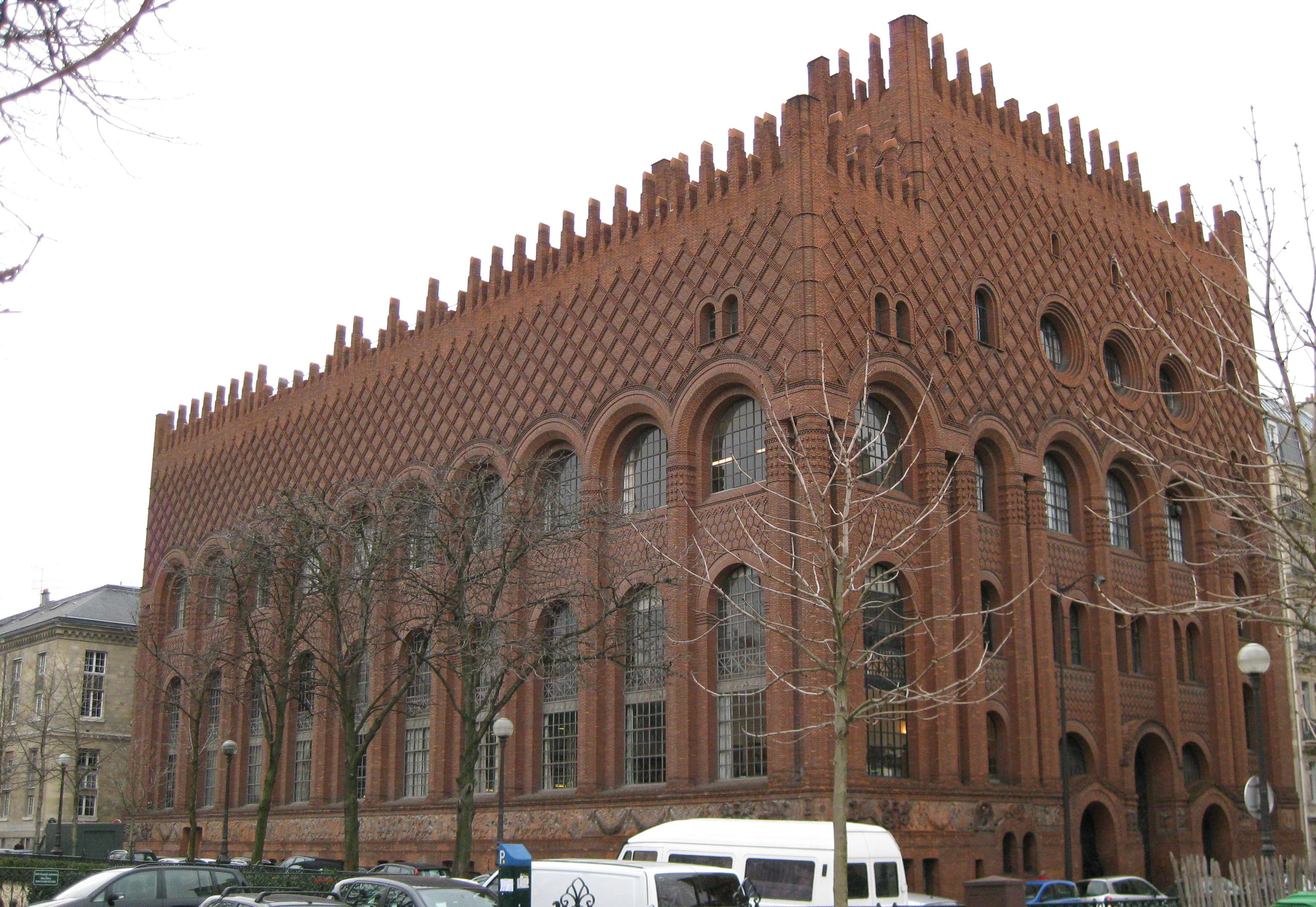
Le bâtiment de l'Institut d'art et d'archéologie de Paris, conçu par Paul Bigot, qui abrite une version du Plan de Rome jusqu'en 1968.

La maquette de Paris, originellement destinée à la Sorbonne, était peut-être l'exemplaire original de la maquette exposée à Rome en 1911 et à Paris en 1913, même si Royo pense que cette maquette a disparu car étant utilisée comme base pour la maquette de 1933. Cette première version n'existe plus si ce n'est des photographies et un plan.
La maquette a été conservée à l'Institut d'art et d'archéologie, dont le bâtiment est conçu par Bigot entre 1925 et 1928 et construit en 1930 ; cet édifice « constitue sa réalisation architecturale majeure ». Installée au 4e et dernier étage du bâtiment en 1933, elle sert d'outil pédagogique pour enseigner la topographie, l'architecture et l'urbanisme de la Rome antique. La maquette est encore travaillée en 1941.
Elle subit des dégradations à la fin de la Seconde Guerre mondiale car elle est située sous les verrières de l'édifice qui ont été soufflées lors de bombardements de Paris. Le plan de la Sorbonne est détruit pendant les événements de Mai 68,, car il est jeté pour libérer la salle. Les éléments ayant survécu à l'occupation, connus par des photographies, ont été détruits lors de la restructuration de l'Institut. D'autres éléments présents dans l'atelier de Bigot sous la coupole du Grand Palais ont été détruits à une époque inconnue.

#### Maquette de Philadelphie
Bigot « est avare d'informations » sur cet exemplaire de son travail et les informations disponibles sont très rares. L'enthousiasme pour le travail de Bigot présenté à Rome en 1911 se répand outre-atlantique. Des pétitions sont envoyées, l'une en 1912 à Andrew Carnegie et l'autre à John Pierpont Morgan, et aboutissent à un article de presse en 1913 afin d'acquérir un exemplaire.
La date de création de cette maquette n'est pas connue précisément. Selon Royo, elle date soit d'avant 1914, soit de la fin des années 1920 quand l'auteur cherche à financer son plan de bronze. La maquette semble avoir été peinte par des artistes américains pour accentuer le réalisme de l'ouvrage,,.
La destruction, dont l'époque n'est pas connue ni indiquée précisément, semble avoir été volontaire. Des fragments semblent encore exister à Philadelphie au début des années 2000.

### Éléments partiels: la maquette de bronze

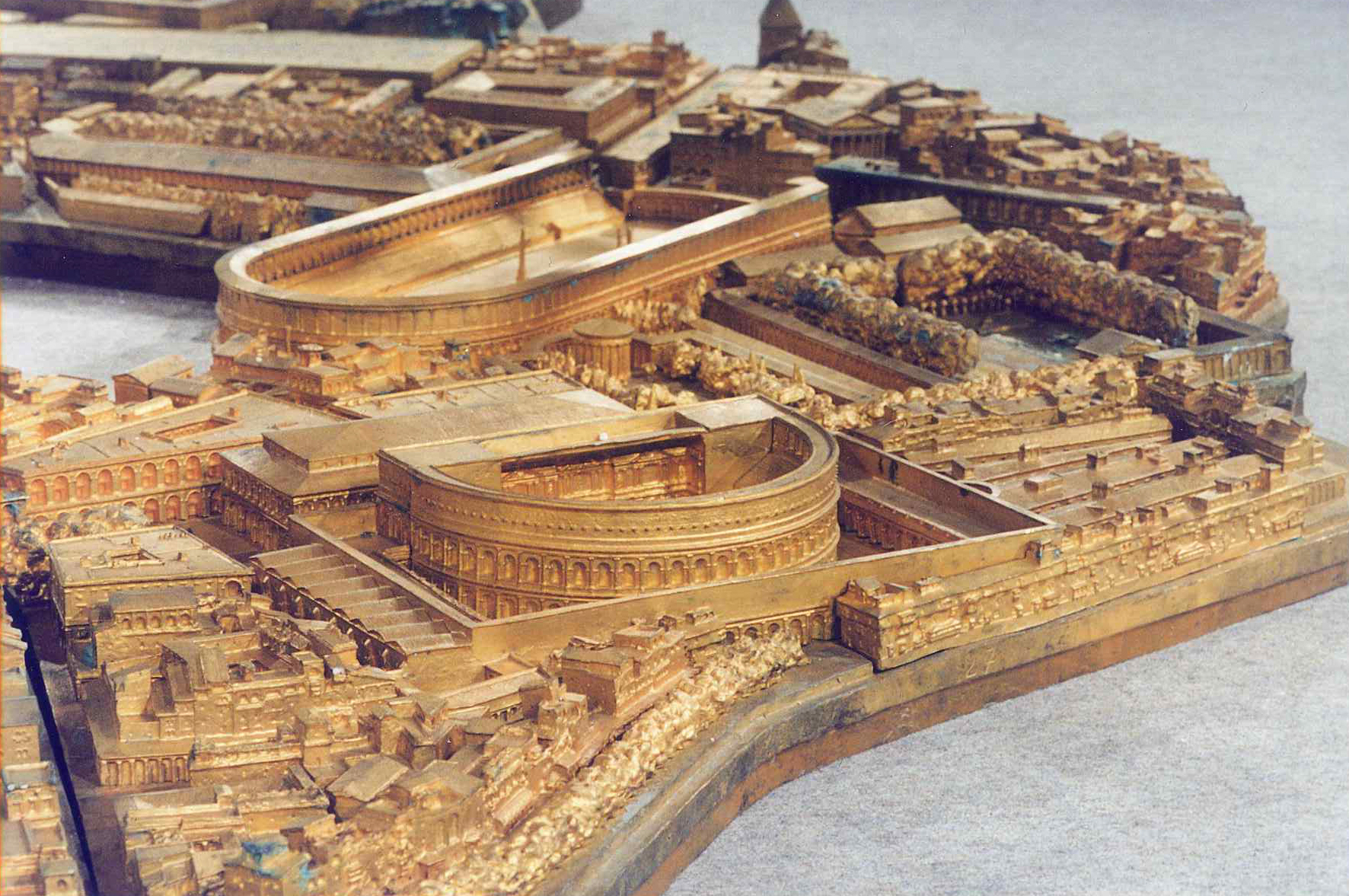
Éléments de la maquette partielle en bronze, le théâtre de Balbus et le cirque Flaminius, lors du remontage au milieu des années 1990.

#### Projet et début d'exécution
Le Plan de Rome fait sensation en 1911 à Rome puis lors de l'exposition parisienne du Grand Palais de 1913. Georges Clemenceau est à l'initiative d'une loi à l'Assemblée nationale qui attribue une somme de 80 000 francs pour transformer le plan de plâtre en une œuvre en bronze, « afin de le rendre indestructible ». Le plâtre très fragile risquait de disparaître, le but de la transformation serait de rendre « Rome […] à l'éternité à travers son image de bronze ». La transformation en bronze d'un ouvrage fragile ne prenait pas en compte une évolution des données archéologiques. Bigot considère par la suite comme prématurée la transformation de son œuvre en métal.
Le plan-relief fait l'objet d'un premier essai en bronze par Bertrand, puis par Christofle, mais cette tentative reste inachevée du fait de la Première Guerre mondiale et des exigences incessantes de l'auteur de l'ouvrage. Une opération, qui génère de « gros problèmes financiers et scientifiques », a lieu entre 1923 et 1927 par Christofle. Bigot exaspère Christofle qui aurait été déficitaire du fait de l'ampleur de la tâche à accomplir, par des demandes incessantes de modifications, auxquelles il conditionne le paiement des acomptes. Bigot s'excuse cependant des réfections demandées en soulignant les progrès réalisés dans la connaissance de la topographie de la ville. Des travaux ont encore lieu en 1929, mais le plan n'est pas livré car Bigot en refuse la réception du fait de nouveaux changements à apporter.
Les éléments sont enfin réalisés et intègrent l'Institut d'art et d'archéologie dans 42 caisses le 18 novembre 1932. Bigot souhaite la poursuite du projet, mais face au refus de l'entreprise, le repousse. Les crédits attribués pour le plan en bronze sont utilisés pour modifier le plan de plâtre.

#### Inachèvement et redécouverte
Paul Bigot annonce dans son ouvrage de 1942 une souscription pour achever le plan de bronze, qui reste sans suite du fait de sa mort. Selon Royo, l'architecte est conscient de la fragilité de son travail et il « entend […] soustraire au temps et Rome et son œuvre ».
Les caisses contenant le plan de bronze dans son état inachevé sont retrouvées par Hinard en 1986 dans les caves du bâtiment de la rue Michelet, où elles étaient entreposées sans discontinuer depuis 1932. Le plan est déballé en 1989. Hinard constate que la plupart des caisses furent ouvertes, plusieurs éléments ont souffert de déformation ou d'oxydation et il n'est pas possible d'appréhender les possibles pertes.
Un certain nombre de caisses contenant les éléments du plan de bronze sont conservées durant quelque temps au sous-sol du bâtiment Droit de l'Université de Caen avant de réintégrer ses locaux parisiens. Un remontage temporaire des diverses parties a lieu au milieu des années 1990, ainsi qu'une couverture photographique, et a été exposé dans la toute nouvelle Maison de la recherche en sciences humaines de l'université de Caen le temps de l'envoi en restauration de la maquette appartenant à cette université, sur le plateau de couleur pourpre réservé à l'œuvre,. La maquette de Bigot retrouve ainsi un « rôle de vitrine culturelle de l'université ». Le plan de bronze n'est pas accessible à la fin des années 2010 malgré quelques expositions sporadiques de plusieurs plaques de bronze. L'université a néanmoins l'objectif à terme de restaurer le modèle.

## Méthode, caractères, objectifs et postérité de la maquette de Paul Bigot

### Caractères et méthode de Paul Bigot
En dépit des ouvrages qu'il a pu écrire, Bigot a peu évoqué sa méthode et ses sources.

#### Caractères généraux et sources

##### Aspect général
La maquette occupe dans sa version définitive une surface d'environ 75 m2 et ne correspond pas à l'idée de maquette réduite et maniable. Cette superficie « n'offre aucune perspective privilégiée par où […] le dominer » et pose problème au spectateur qui ne peut appréhender l'objet dans son ensemble que de haut et apercevoir les détails que dans la proximité. Il n'y a pas de point de vue privilégié car la maquette peut être vue de tous côtés.
La maquette est constituée d'environ 100 fragments, 102 éléments précisément pour l'exemplaire de Caen, organisés pour la plupart autour d'un édifice important, faits de plâtre avec une armature de bois ou de métal. Il existe des différences entre les versions qui perdurent de son travail. L'organisation en éléments facilite la mise à jour et les moulages de l'œuvre.
Bigot a rassemblé les planches de Lanciani et les a annotées afin d'avoir un plan de masse à partir duquel travailler dans son atelier. L'architecte s'est aussi basé sur des rapprochements avec des photographies des fragments de marbre, agrandis puis replacés dans les travaux de l'archéologue italien.
Le plan-relief est fait pour être appréhendé de haut comme il est exposé à Bruxelles ou à Caen. Le relief des sept collines de Rome y est écrasé car le point de vue adopté est à 300 m d'altitude. Selon Bigot « lorsque nous regardons le relief, (…) les aspérités s'atténuent au fur et à mesure de l'éloignement ». Les photographies aériennes sont utilisées pour la première fois en archéologie au tournant du XXe siècle.
Le travail de Bigot est très rigoureux et il réalise la synthèse des connaissances en procèdant également par intuition. Ses intuitions sont parfois confirmées par des fouilles comme celles du temple des nymphes plus d'un quart de siècle après le positionnement de l'édifice sur sa maquette. Le Plan de Rome est très précis car une image satellite de la ville a confirmé la bonne localisation des édifices et des rues,. Les édifices encore existants en 1992 « sont rigoureusement à leur place ».
Bigot n'explique pas souvent ses choix, ce qui pose des problèmes de compréhension de l'objet. Il écrit peu sur les sources et sur sa méthode même s'il a écrit davantage que Gismondi. Bigot est animé du « souci […] de ne rien omettre de la complexité du phénomène urbain ». Il désire « rassembler la totalité du savoir archéologique », c'est donc un travail scrupuleux qui est mené pendant quatre décennies.

##### Sources
Bigot, dans son envoi de Rome, ne fournit ni source ni bibliographie car il ne présente pas de mémoire en annexe à son travail. L'absence de sources tant primaires que secondaires rend difficile l'appréhension de l'objet. Son ouvrage de 1942, Rome antique au IVe siècle apr. J.-C., donne des éléments. Bigot en dresse un « inventaire […] rapide et surtout très allusif », son travail était « autre chose que le résultat académique d'une compilation historique ». Bigot connaît et utilise les sources littéraires classiques même s'il ne donne pas de références, mais il connaît en outre les « sources […] artistiques et numismatiques », : cet usage des sources iconographiques, artistiques et archéologiques et une sortie des sources uniquement littéraires est une originalité de son travail.

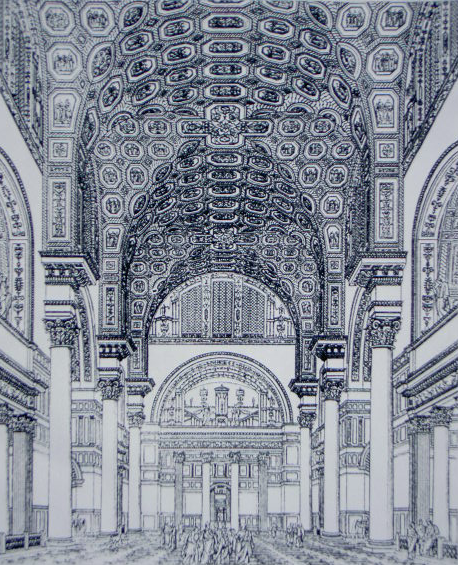
Restitution des thermes de Caracalla par Abel Blouet.

Il connaît également la littérature portant sur la topographie de Rome écrite à la Renaissance ou au XVIIIe siècle en particulier. Il prend pour modèle les travaux de Piranèse, de même les envois de Rome sont une source importante, entre autres le travail d'Abel Blouet sur les thermes de Caracalla, même s'il est impossible de comprendre pourquoi certains envois ont été écartés de son corpus.

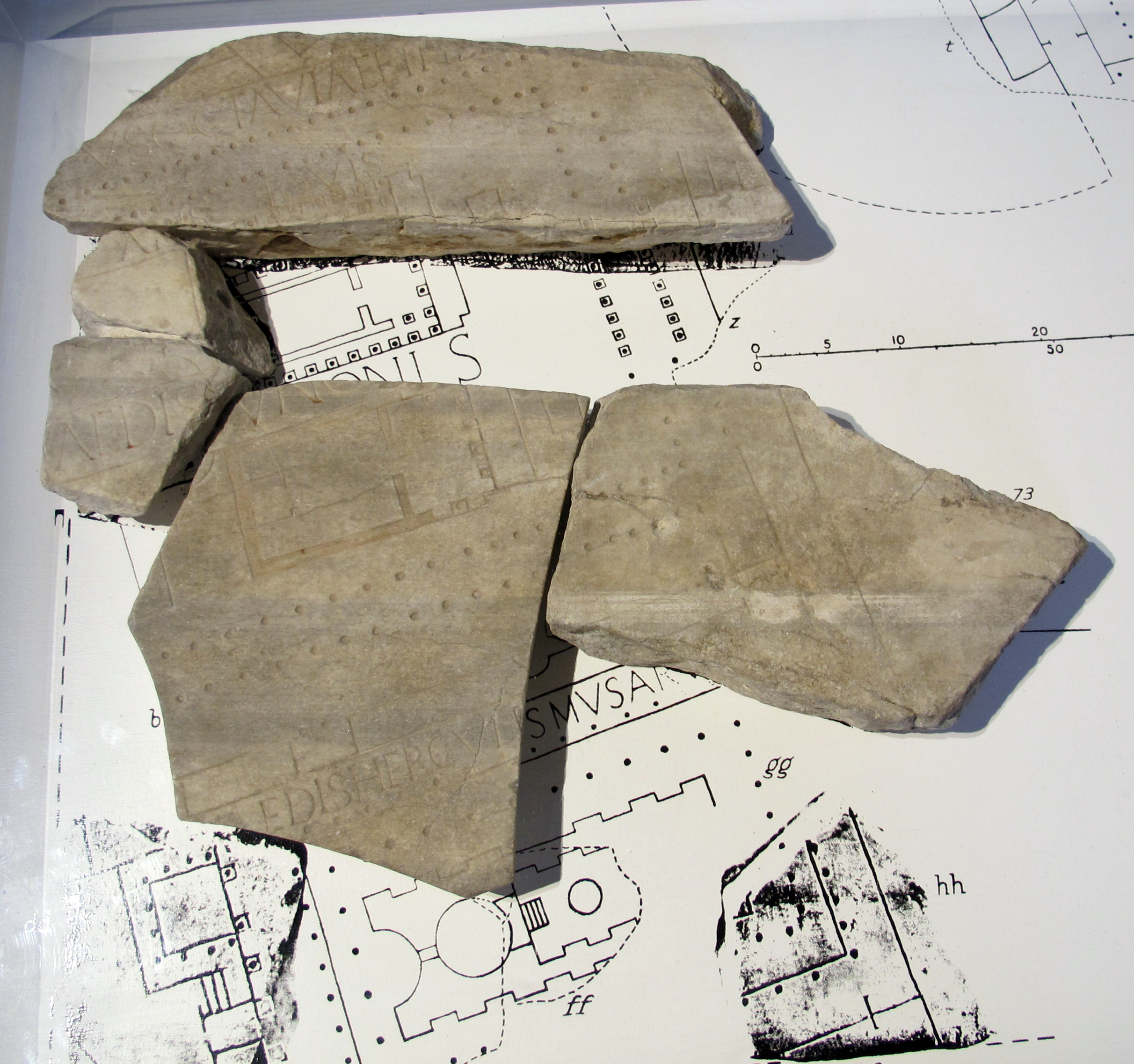
Fragments de la Forma Urbis comportant le portique d'Octavie.

Les travaux de Lanciani sur la Forma Urbis — le plan de marbre est représenté par Bigot à son emplacement originel sur le mur du forum de la Paix sur sa maquette, — sont fondamentaux pour son approche, qui inspire plus tard Gismondi. Le plan de marbre des Sévères est une source pour les travaux de la villa Médicis dès le milieu du XIXe siècle. Lanciani publie en 46 planches l'inventaire des vestiges de Rome et Bigot en utilise la moitié du plan à une échelle plus grande et le modifie. Les travaux sur le plan sévérien posent des problèmes d'interprétation.
Bigot ne cite que peu les sources antiques ou contemporaines alors qu'il « s'est véritablement nourri de toute la littérature archéologiques et historique » présente à l’École française de Rome,, contrairement aux autres envois qui fournissaient des listes de sources. Pour ce faire, il a été aidé par ses camarades et par Duchesne, directeur de l'école. Il suit aussi l'actualité, ce qui permet les modifications ultérieures de sa maquette, il n'a cependant sans doute pas laissé d'archives. Ses camarades de l'École française l'aident quelque peu, parmi lesquels Albert Grenier, Jérôme Carcopino, Eugène Albertini, André Piganiol. Sa bibliographie semble datée de la période 1904-1911 et également des changements liés aux réfections des années 1930. Balty considère que l'œuvre « révèle une documentation déjà quelque peu vieillie ».
Son analyse permet de modifier certaines attributions de fragments du marbre sévérien. Même si Bigot suit de près les conclusions de Lanciani pour son étude de la Forma Urbis, il fait appel aux hypothèses de Hülsen et de Gatti. Bigot suit les débats archéologiques en cours et non encore tranchés, et adhère à certaines hypothèses comme celle de la localisation du temple d'Apollon actien. Après des recherches et des discussions avec les chercheurs, comme Jérôme Carcopino ou Italo Gismondi, Bigot modifie ses propositions sur sa maquette. Son œuvre est donc le produit d'un « bouillonnement intellectuel » et n'est pas une traduction « en trois dimensions des monuments reconstitués par d'autres ».

##### Au cœur du projet de Bigot, leCircus Maximus

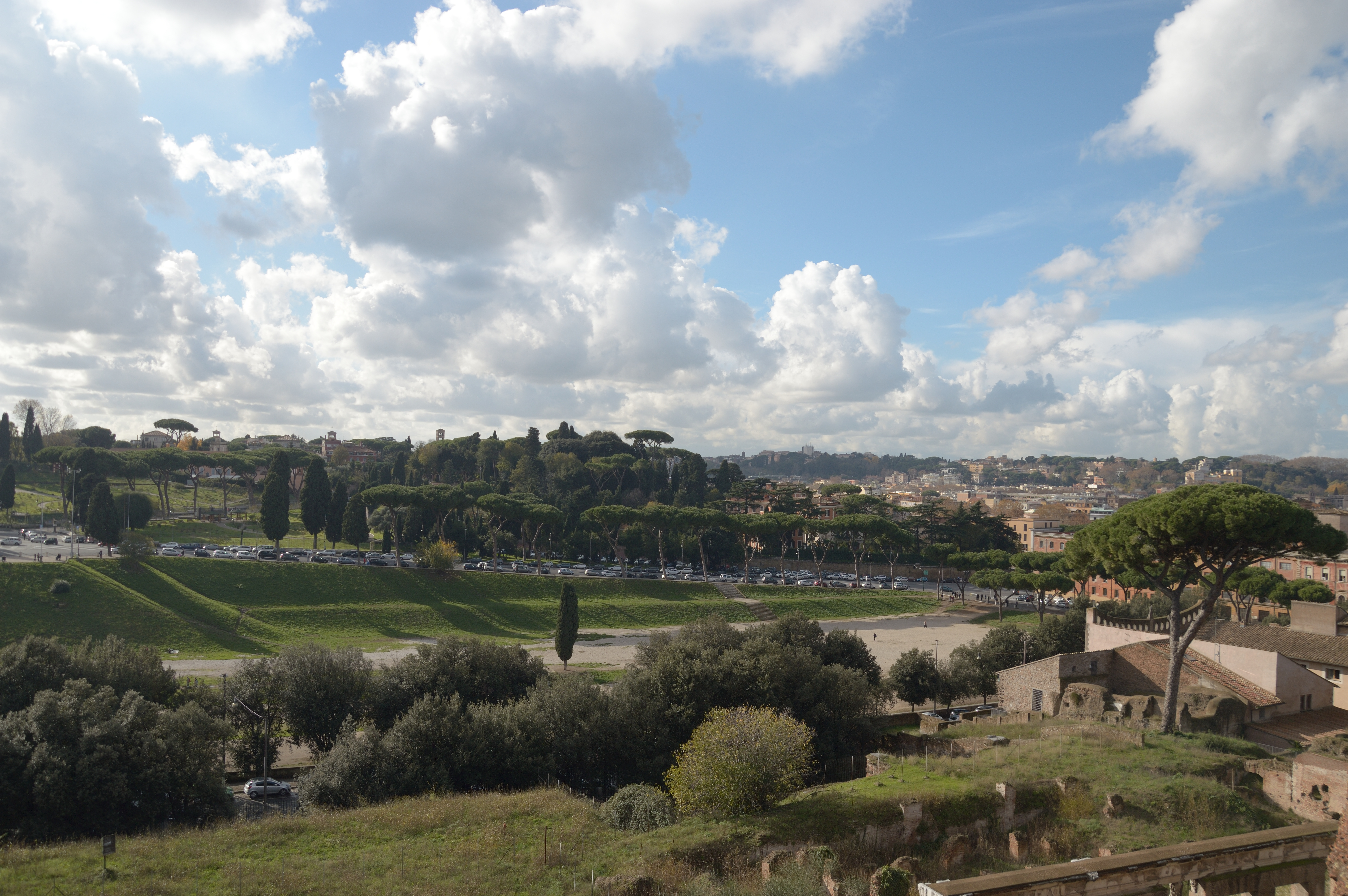
Le Circus Maximus vu du Palatin.

Le Circus Maximus (ou Grand Cirque) le fascine « par sa signification historique et sociale » de Romulus à Constance II, il est son « enfant chéri » qui domine la maquette, dont il serait « une espèce de fil conducteur ». Le cirque apparaît comme « le véritable centre du relief » et est le symbole de la ville, « responsable de la naissance du relief »,. Le sujet est inédit au début du XXe siècle ; Bigot réalise une restitution longitudinale pour définir ses limites et il donne une hauteur pour les gradins et une coupe transversale avec la cavea et les carceres. Son travail parvient à une capacité d'accueil de l'édifice de 159 000 spectateurs.

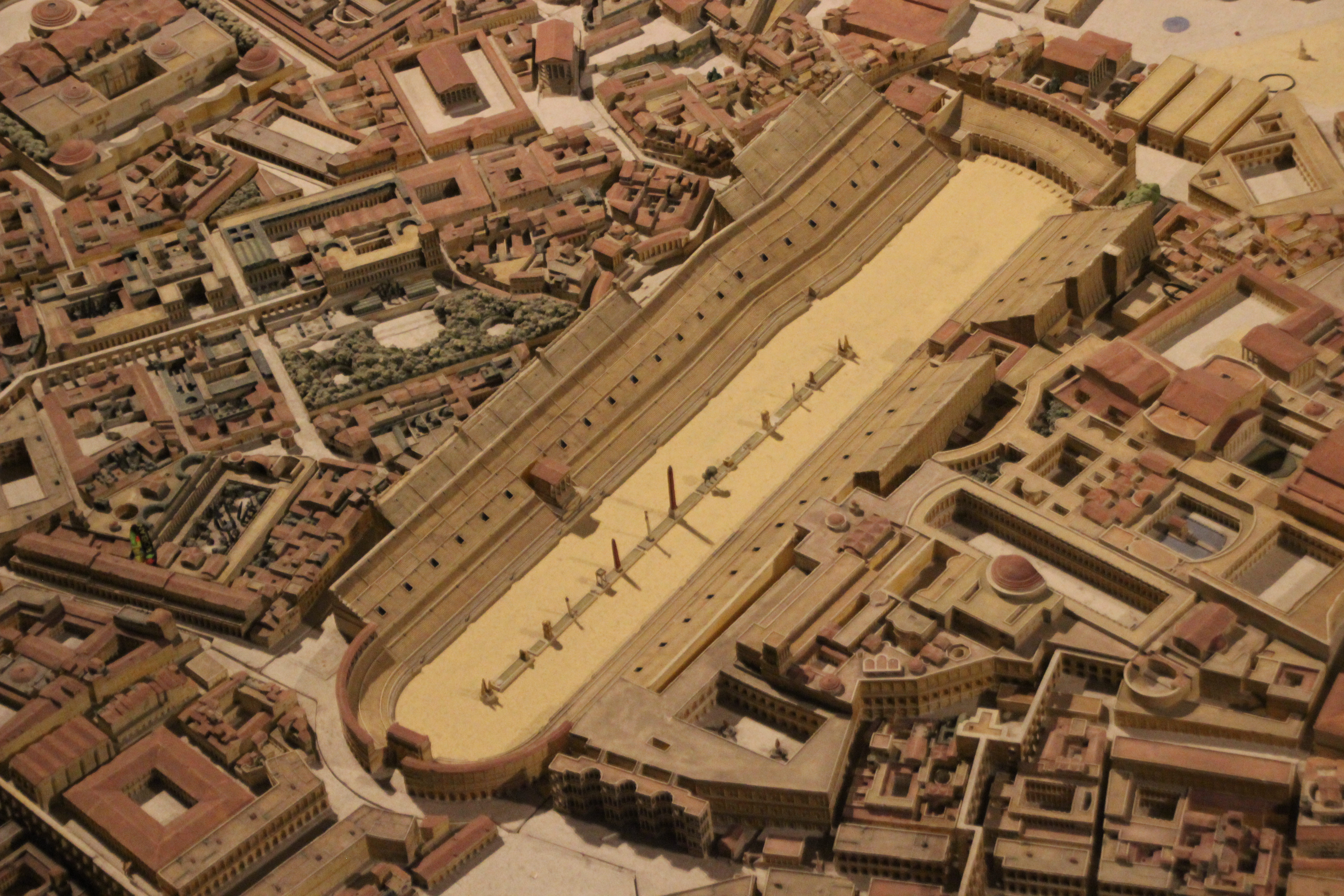
Le Circus Maximus sur la maquette de Bruxelles.

Bigot veut figurer le Circus Maximus dans le relief de l'Aventin et du Palatin pour mettre en évidence les dimensions hors normes de cet édifice. Selon Ciancio-Rossetto, le plan-relief est issu du besoin pour Bigot de trouver les limites des gradins et les relations de l'édifice avec la topographie de la ville, au moment où la connaissance s'accroît de façon importante. Le plan-relief, démarche très nouvelle, s'étend ensuite pour donner de la perspective à sa création initiale et également du fait des réactions face à son travail. Ce premier travail suscite un grand enthousiasme car « plus expressif qu'aucun dessin » selon Bigot, toutefois inquiet face à l'entreprise.
Bien que les Italiens considèrent l'exploration du sous-sol de leur capitale comme « un enjeu national », Bigot mène des fouilles sur cet édifice entre novembre 1904 et juillet 1906. Il publie deux articles sur le sujet en 1908 pour assurer son propos, en particulier en ce qui concerne les limites de l'édifice. L'académie accueille ces travaux avec scepticisme, qui constituent cependant une étape importante dans la recherche sur cet édifice, malgré des erreurs, dont un étage excédentaire de gradins et la situation des carceres. Bigot « a […] participé à la construction de la connaissance sur la Rome antique » et ses apports scientifiques sont importants.

##### Choix de représentation dans le temps et dans l'espace

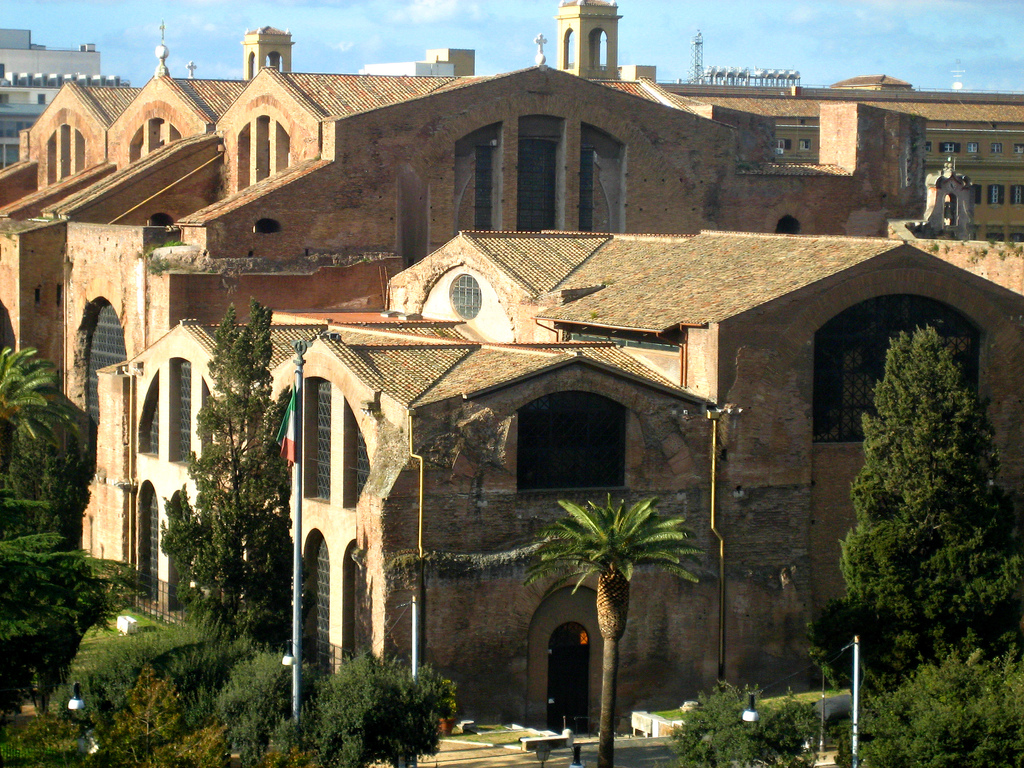
Les thermes de Dioclétien, complexe monumental exclu de la restitution de Bigot.

Bigot choisit de représenter la ville à l'époque de Constantin Ier à « un moment de l'histoire de l'urbanisme romain et de la topographie romaine », avant la création de Constantinople et la proclamation du christianisme comme religion d’État. Il a choisi la même période que Giuseppe Gatteschi (1862-1935) pour ses dessins de restitution de la Rome antique placés en parallèle aux États contemporains, travail qui lui a demandé trente ans et qui s'appuie sur des sources, sources anciennes car datant en partie du début du XIXe siècle. Le début du IVe siècle correspond à l'« apogée monumental de la Rome antique » et également au dernier État antique stricto sensu, « parachèvement de l’œuvre » d'« un niveau encore jamais égalé auparavant et qui ne le sera plus par la suite ». Cela permet de représenter tous les édifices de la ville au moment de « son complet épanouissement » et le plan est « la synthèse des découvertes concernant l'histoire des monuments romains conservés au IVe siècle et connus au début du XXe siècle ». Cette période est également choisie dans d'autres représentations dont la maquette de Gismondi. 

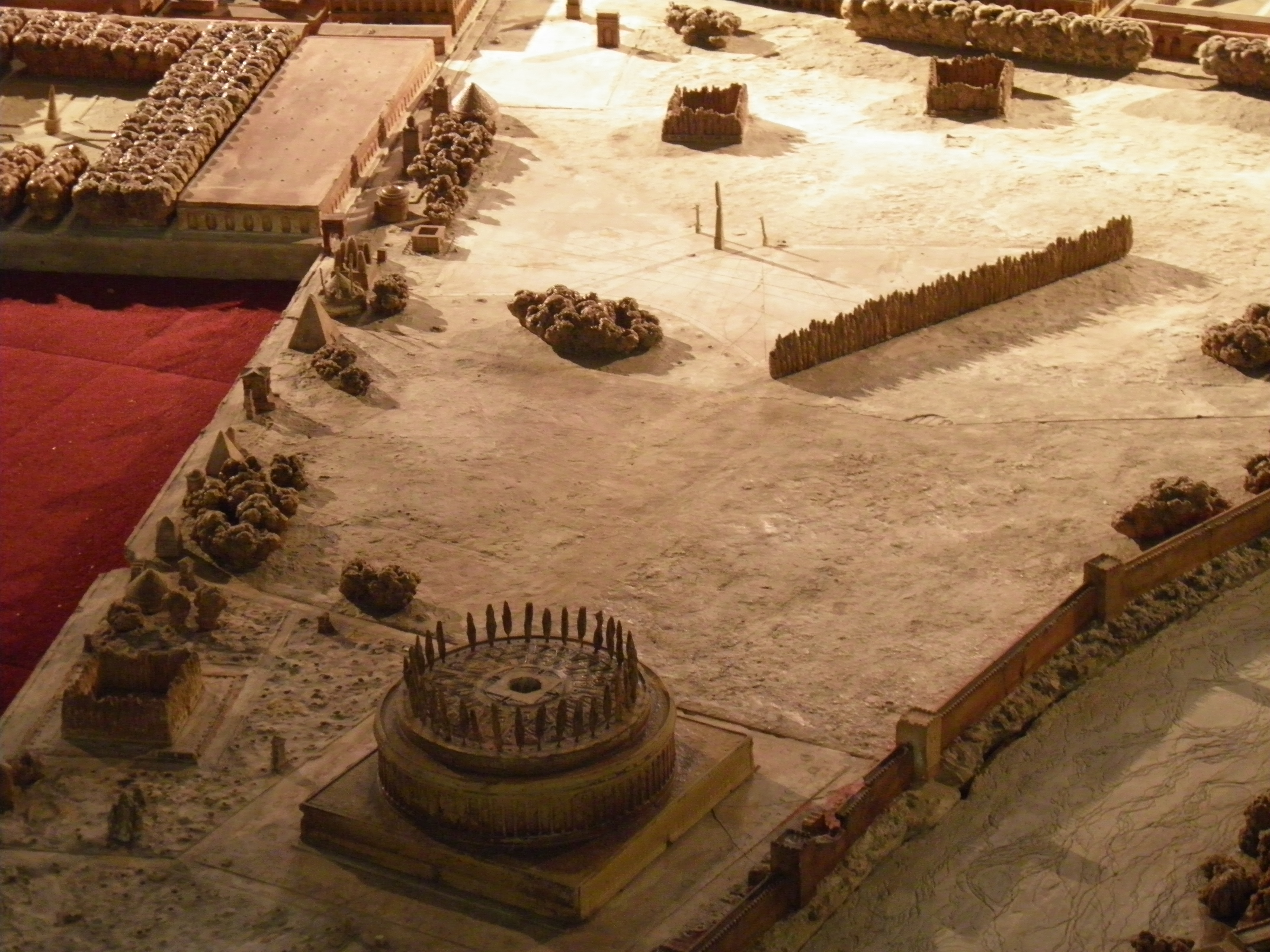
Limite de la maquette du côté du mausolée d'Auguste.

Bigot s'intéresse au centre monumental de Rome et non à la périphérie. Il représente le centre, dont une part du Trastevere, mais exclut la caserne de la Garde prétorienne et les thermes de Dioclétien du fait de leur éloignement du centre, éléments qui sont présents sur la maquette de Gismondi. Il s'arrête du fait de la surface de son travail et du manque de place mais aussi du fait du travail de mise à jour à réaliser. Il exclut également le port de Rome et les horrea, car là n'était pas son centre d'intérêt. L'arrêt de l'extension de son travail est dû à la lassitude et, selon ses mots, à l'approche d'une zone de jardins dans les espaces à représenter, alors que sa maquette était déjà vaste.
L'« encombrante monumentalité transpose symboliquement la grandeur » de la ville. Il est étonnant que Bigot ait écarté les zones pouvant intéresser les lieux de culte chrétiens alors que son travail évoque Rome au IVe siècle : la basilique Saint-Pierre et le Latran par exemple,.

#### Méthode
Les représentations des édifices les plus importants de la ville sont le fruit d'un parti pris qui n'est pas exposé et dont il est difficile de retracer la genèse. Il a dû prendre des décisions pour les restitutions, s'attacher à combler les lacunes et par ces choix a fait des erreurs « plus ou moins conscientes ».

##### Travail sans cesse à reprendre
En dépit de caractères similaires aux envois de Rome d'architectes pensionnaires ayant opté pour des aquarelles, on trouve chez Bigot un souci d'objectivité et de mise à jour de son travail. Avec ses lectures, l'architecte a été amené à faire des choix pour sa reconstitution. À partir de la Forma Urbis, il interprète et extrapole les éléments donnés par Lanciani et s'en sert également pour justifier ses choix. Il cherche aussi sur le terrain des éléments pour confirmer ou infirmer ses hypothèses et en tire les conséquences.
Le plan-relief est perçu au départ comme définitif et c'est avec les nouvelles découvertes que Bigot se rend compte de la nécessité de le mettre à jour. La volonté de produire l'« homologue de la réalité » serait la raison des changements nombreux auxquels s'est attelé l'architecte. Il remanie durant toute sa vie sa maquette au fur et à mesure que les découvertes archéologiques permettent de préciser des zones inconnues jusqu'alors, ou alors de changer les identifications proposées. La volonté de mise à jour est responsable de l'échec de la transformation du plan en bronze, l'entreprise Christofle étant « excédée du perfectionnisme pointilleux de Paul Bigot et du surcoût qu'il entraîne ». Il prend en compte les découvertes jusqu'à la fin des années 1930, même si certains travaux ne sont pas utilisés pour mettre à jour son relief.
Bigot s'excuse en 1942 des réfections sur son plan, « l'image de la ville ne pourra être donnée que par approximations » et « c'est déjà beaucoup ». Il constate une grande progression des connaissances de la topographie de Rome depuis les années 1880. Bigot n'a jamais considéré son travail comme terminé et les différences entre sa dernière version et les premiers travaux sont importantes, conséquences des grands travaux dans la capitale italienne. Les reprises de Bigot ont pu être perçues lors de la restauration de la maquette caennaise en 1995.

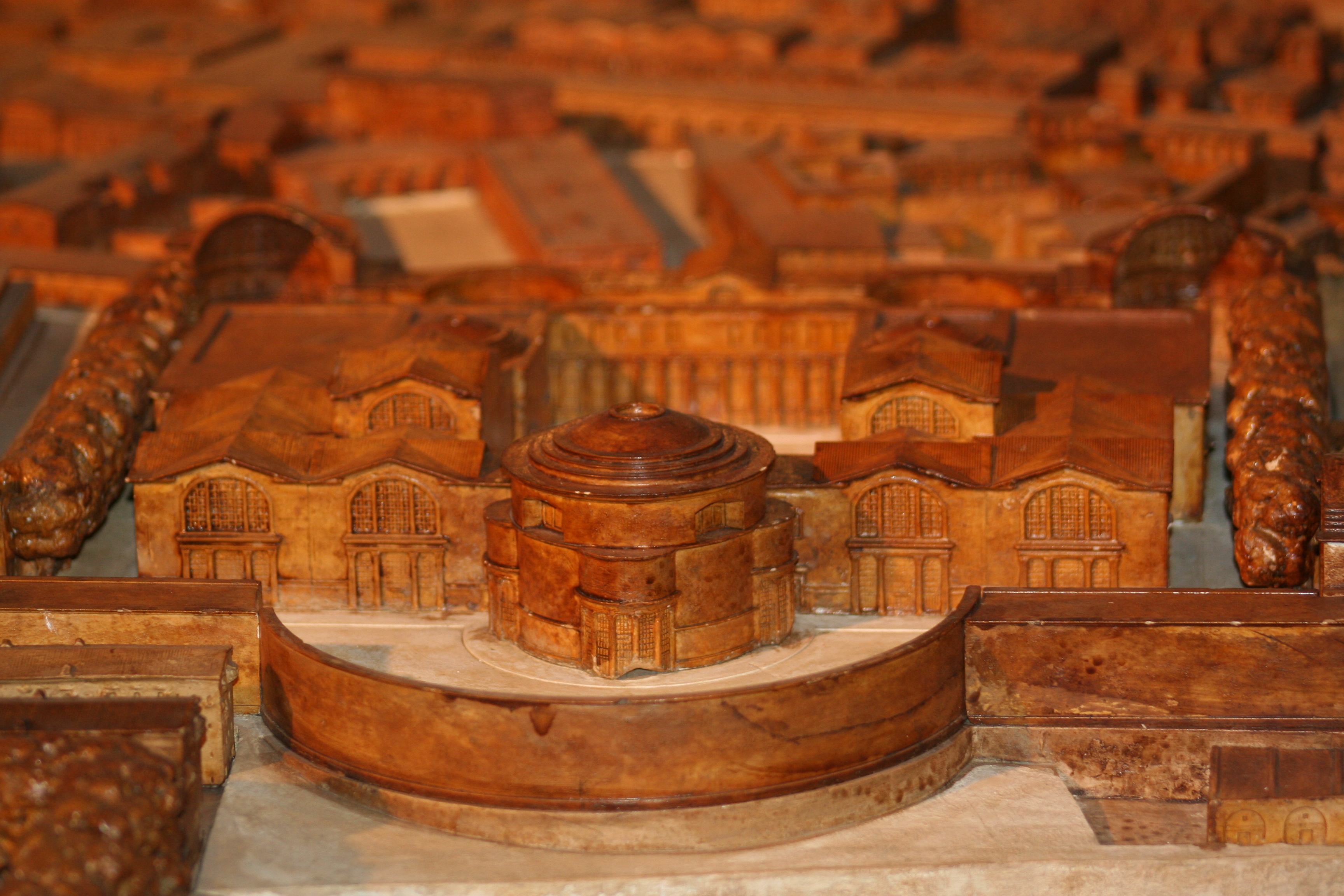
Les thermes de Decius.

Bigot n'a pas réalisé une mais plusieurs maquettes. Au fur et à mesure de ses travaux, elle s'étend et devient « une surface mouvante ». De façon continue, il réalise des « modifications, ajouts ou réfections » afin de suivre l'actualité des découvertes archéologiques de la topographie de Rome antique. Les modifications atteignent 29 modules sur 102 de l'exemplaire de Caen, soit 25 %. Des modules sont ajoutés, à l'entrée nord de la ville ainsi qu'au nord et à l'est de l'Esquilin, s'arrêtant aux thermes de Dioclétien, édifice pourtant bien connu et étudié du fait de son état de conservation. Il modifie le sud-est de l'Aventin avec les thermes de Decius et il agrandit l'est du Cælius et de l'Esquilin pour aller dans le sens d'une vision complète de la ville. Il travaille également sur la zone des forums impériaux puis sur le Champ de Mars et sur une extension de son travail du côté du Trastevere,.
Les remises en question des choix faits initialement lors de l'avancée des connaissances et des fouilles archéologiques des années 1930 occasionnent des changements dans la maquette, surtout en 1937. Les changements apportés sont rarement datables dans l'entre-deux-guerres, sauf quand l'auteur les mentionne précisément. Les repentirs sont un signe « d'une scrupuleuse mise à jour de ses sources ».
Bigot retire des éléments au fur et à mesure de l'avancée de la recherche, particulièrement en vue de l'Exposition universelle de 1937, et certains modules sont « déclassés », mais tous ses reliefs ne sont pas modifiés : le plan de Caen et celui de la Sorbonne ont été modifiés pour la localisation du Porticus Aemilia mais ni les plans de Bruxelles et de Philadelphie. Royo indique que le quartier sud de l'Aventin n'est pas modifié alors que Bigot a localisé la Porticus Aemilia et les Horrea Galbana. L'architecte modifie la localisation de la Curie de Pompée et l'intègre au portique de Pompée sur la maquette en plâtre, mais la Curie reste intégrée au Largo Argentina dans la maquette partielle en bronze. Il modifie les forums impériaux en utilisant les travaux de Gismondi, ce qui pose la question des relations entre les deux architectes.

##### Travail complet: la nécessaire couleur locale
L'architecte français souligne l'importance de la « couleur locale » dans son ouvrage de 1942, et de la diversité des matériaux présents dans la ville. Le premier plan de Bigot, tel qu'il est évoqué dans la publication des envois de Rome, figure les espaces méconnus en « trames hachurées », zones qui seront occupées dans sa version définitive. De nombreux espaces de la ville — monuments, habitats, emporia et voiries — étaient méconnus et le plan de Bigot risquait de posséder « de nombreux vides », son œuvre risquait de n'être qu'un squelette. Les espaces non connus sont complétés par « la couleur locale » comme un « projet d'architecture » et il adapte des travaux antérieurs pour ne pas présenter un travail présentant des vides.
Face au vide, l'architecte choisit de reléguer « l'exactitude des détails au profit d'une impression d'ensemble ». Selon Bigot, « on ne saurait imaginer un assemblage de résurrections partielles séparées par des vides faisant penser aux espaces interplanétaires ». Certains secteurs sont traités « à la manière d'un projet d'architecture » et avec un souci évident de vraisemblance.
Bigot se sert des Régionnaires et du plan de marbre sévérien pour définir la taille moyenne des insulae et des domus. Il propose un chiffre pour la population de la ville et sa répartition. Par des calculs de la répartition des surfaces dans Rome et par analogie avec la densité de population de Paris, il parvient à calculer la taille de la population de la capitale de l'Empire romain. Il tente également de donner une capacité d'accueil aux édifices de spectacles.
Il reproduit le tissu urbain antique en se basant sur la Forma Urbis et les fouilles d'Ostie. Il place des insulae à des endroits non assurément occupés par de telles constructions. Il situe en outre les domus à péristyle au centre de Rome. L'architecte place des édifices et des éléments décoratifs, intégration « au mieux vraisemblable, au pire fantaisiste ». Il fait à la fois appel aux données archéologiques, aux apports de Lanciani et à des interprétations personnelles.
Il y a une contradiction dans le projet de Bigot entre l'exhaustivité recherchée et la présence dans la maquette de zones traitées comme des projets, images vraisemblables de la réalité. Cependant, il mobilise un maximum de sources pour « s'approcher au plus près de la réalité archéologique », bien que son œuvre soit par nature tout à la fois « toujours incomplète et pourtant achevée ». Bigot fait des choix esthétiques pour sa maquette qui sont parfois confirmés archéologiquement bien plus tard : ainsi une rue du côté de la Vigna Barberini est confirmée dans les années 1980. Il place au bon endroit le temple d'Apollon situé à proximité du théâtre de Marcellus et découvert seulement en 1939-1940. Cependant son travail est une « recréation […] sans rapport direct avec la réalité ».

##### Erreurs volontaires et involontaires

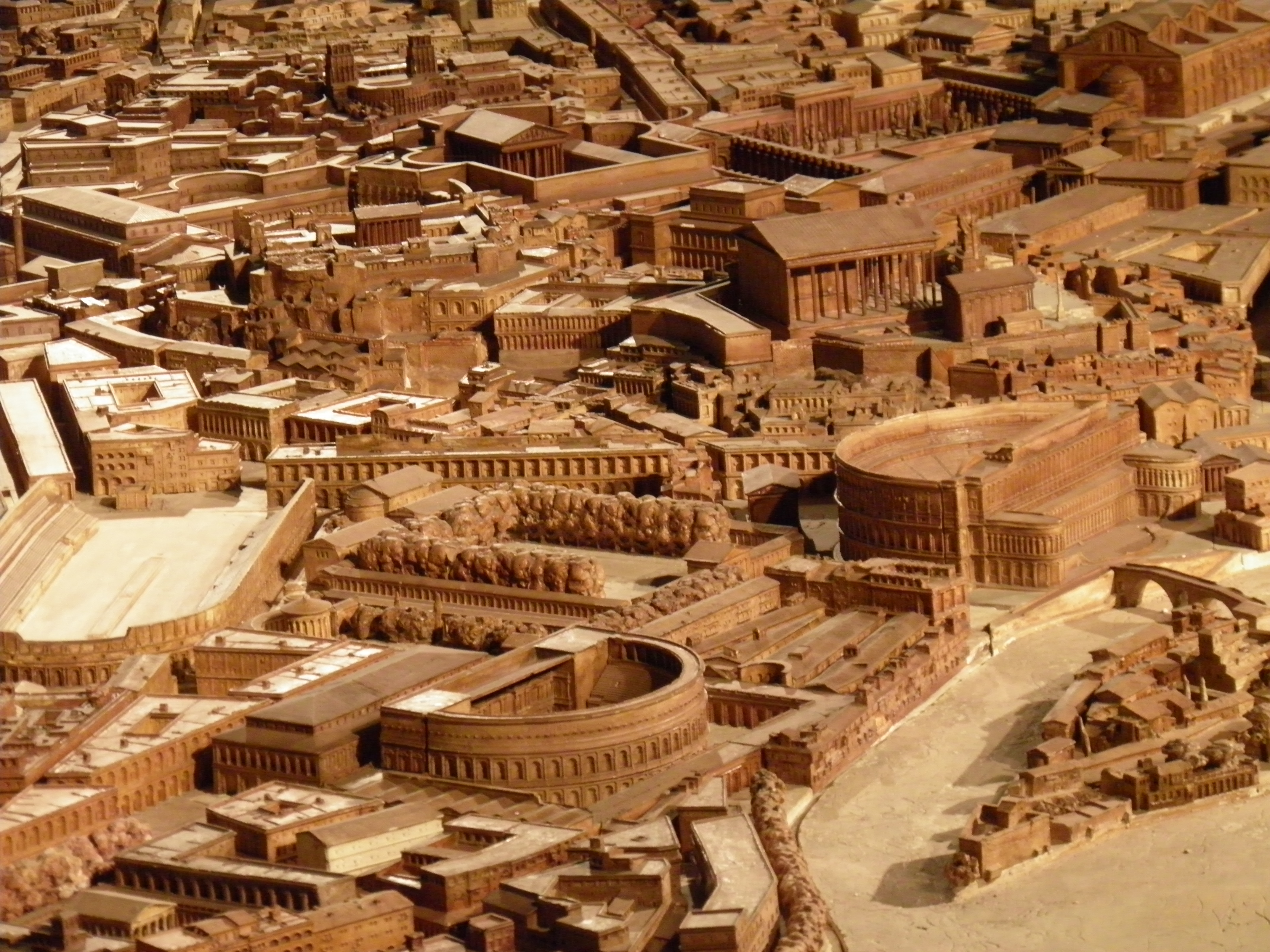
Localisation erronée du cirque de Domitien et du théâtre de Balbus.

Royo a identifié des « erreurs […] exceptionnelles » de déplacement d'édifices ou d'identification. Certaines erreurs semblent involontaires, en particulier des identifications du fait de problème de raccords des plans agrandis de Lanciani, mais d'autres semblent volontaires, le plan n'ayant pas été mis à jour alors qu'une information davantage conforme à la réalité historique était disponible. Ainsi des erreurs d'orientation d'édifices n'ont pas été rectifiées, alors que l'archéologie avait avancé, en particulier celle du temple de la Paix et le temple d'Apollon du cirque Flaminius. Bigot extrapole les indications issues des travaux de Lanciani, ainsi la maquette de Bruxelles figure en partie la naumachie d'Auguste, et il place parfois des édifices vraisemblables ou fantaisistes. Ses décisions sur la maquette sont quelquefois prématurées par rapport à la connaissance des édifices découverts.

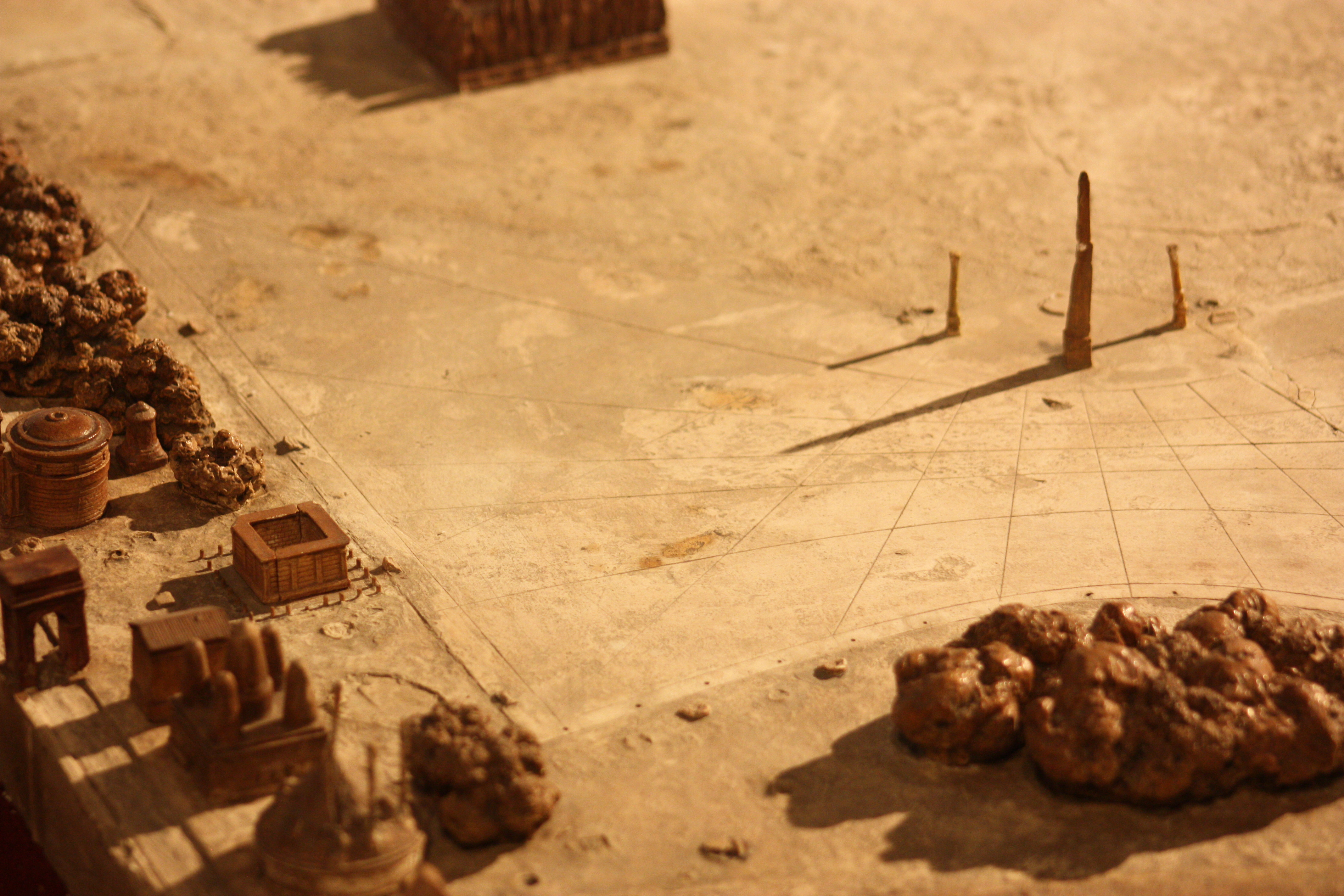
Horologium Augusti et Ara Pacis.Le gnomon de l'Horologium est orienté vers l'autel de la paix.

La connaissance du Champ de Mars, zone ayant fait l'objet de plans de constructions de prestige, est parcellaire à l'époque de Bigot, même si le quartier a conservé son parcellaire antique, « [le] Champ de Mars de Bigot porte […] la marque des connaissances de son époque ». Les travaux sur le plan de marbre sévérien s'accélèrent dans la seconde moitié du XXe siècle entre 1960 et 1980 en particulier dans cette zone. Bigot a inversé le théâtre de Balbus et le cirque Flaminius, erreur due à la méconnaissance de la localisation de ces deux édifices à l'époque et reprise de ses contemporains, qui est levée par Gatti seulement en 1960. Le temple du forum de Trajan est également mal placé. La connaissance de ce forum évolue également avec les fouilles du début des années 2000 et il apparaît que le temple était situé à côté du forum d'Auguste et non comme le supposait Bigot.
L'Horologium Augusti est en place sur la maquette dans sa configuration de l'époque d'Auguste, alors qu'à l'époque constantinienne, l'espace était bâti. La représentation, « erreur grossière » dans ce qui est censé être une maquette de la Rome au IVe siècle, est largement anachronique également du fait des perturbations liées aux inondations récurrentes dans la zone. De même, l'auteur ne représente pas de friches urbaines alors qu'elles sont attestées au IVe siècle en relation avec une contraction de la ville qui s'accélère le siècle suivant. Ce type d'erreur ne peut être involontaire et il est le produit du parcours auquel invite l'auteur du relief.
Bigot a connaissance de travaux susceptibles de provoquer des changements sur sa maquette, et ne les effectue pas tous, ainsi pour la Curie Julienne ou les Saepta Julia. La localisation des Saepta est modifiée sur la maquette de Caen. Pour les jardins d'Adonis, il indique qu'ils ne se situent pas au mont Palatin mais il n'en tire pas les conséquences sur sa maquette. La fouille de 1931 confirme la théorie de Bigot. La maquette de Bruxelles est modifiée. L'architecte ne semble pas s'intéresser davantage au Palatin et aux travaux d'Alfonso Bartoli sur le palais flavien de la fin des années 1920, même s'il s'intéresse à la Vigna Barberini. Le Palatin est l'objet de travaux archéologiques considérables et la vision de Bigot est antérieure et représentative de la vision du secteur au XIXe siècle. Il modifie malgré tout le secteur dans la dernière version de son plan-relief, avec un traitement donné à la maison d'Auguste et le temple de la Vigna Barberini qui entraîne des déplacements de monuments et pose des questionnements encore actuels.
Bigot a également parfois un usage orienté de la Forma Urbis afin de ne pas se détacher de son image de la ville : il écarte certains fragments du plan de marbre, des lignes droites perpendiculaires, qui « détonnaient dans Rome ». Certains fragments sont intégrés de façon artificielle et Bigot a inventé une Via Septimiana.

### Originalité et postérité
Le Plan de Rome de Bigot est une œuvre originale à plus d'un titre, il est aussi un hommage à la Ville. Quasiment contemporain de l'autre grand architecte ayant produit une maquette bien plus célèbre, Italo Gismondi, la question des relations et des influences se pose.

#### Œuvre originale
L'envoi de Rome de Bigot, « somme archéologique et […] tableau d'une genèse urbaine » et « extraordinaire exploit scientifique », possède une triple originalité : c'est une ville et non un édifice isolé, c'est une maquette et non un dessin, c'est un travail qu'il n'a de cesse de poursuivre et non un simple envoi de Rome ; dans d'autres travaux l'architecte met ses caractères qui « associent étroitement le monument et la ville, c'est-à-dire l'architecture et l'urbanisme ». Selon Royo, l'œuvre « est emblématique d'une certaine démarche historique et d'une perception particulière de la ville à la fin du siècle dernier, entre rêve urbain et réalité ».
Rome présente « l'anarchie d'une sédimentation séculaire » mais Bigot propose une lecture de la complexité de la ville. Contrairement à Lacoste qui applique le projet urbain, l'urbanisme volontaire de type colonial à la maquette de Bruxelles, Bigot donne une vision rationnelle du développement de la ville. L'architecte français représente le phénomène urbain complexe qu'est l'accumulation des édifices dans la Ville liés aux rues et aux zones d'habitat, et non uniquement des édifices isolés ou des ensembles d'édifices comme Marcelliani. Bigot ne considère pas, contrairement à Henry Lacoste, que l'urbanisme de Rome obéit à un projet avant le grand incendie de Rome de 64. Il donne un rôle de premier ordre à Néron pour l'urbanisme de la Ville après le désastre, même s'il considère ce travail comme inachevé.
Sa volonté de représenter la Ville de manière globale est originale par rapport à ses contemporains Italo Gismondi et Giuseppe Marcelliani. Le plan est le « bilan de la science d'une époque » sur la connaissance de la topographie de la Rome antique. Ce n'est pas seulement une maquette mais aussi « une représentation globale ». Bigot est ce faisant plus proche des conceptions de Garnier, car pour tous deux « l'organisation urbaine est la réponse à la lassitude engendrée par la répétition d'un exercice d'école ». Garnier tire des leçons de l'Antiquité par l'organisation de son projet même s'il rejette « une image académique et poussiéreuse de l'Antiquité ». Bigot quant à lui est enfermé dans un « souci encyclopédique et artistique […] et […] une reconstitution exhaustive ».
Cependant, du fait des « qualités d'analyse et [des] intuitions de son auteur », la maquette est toujours digne d'intérêt du fait des confirmations archéologiques des propositions de Bigot, outre « le caractère très concret de son œuvre ». Son travail est « méritoire et visionnaire » à une époque où la ville antique est encore cachée à bien des égards. Selon Élisabeth Deniaux, le plan est « la traduction en images de la culture d'une époque sur la ville qui transmit au monde occidental sa civilisation ».

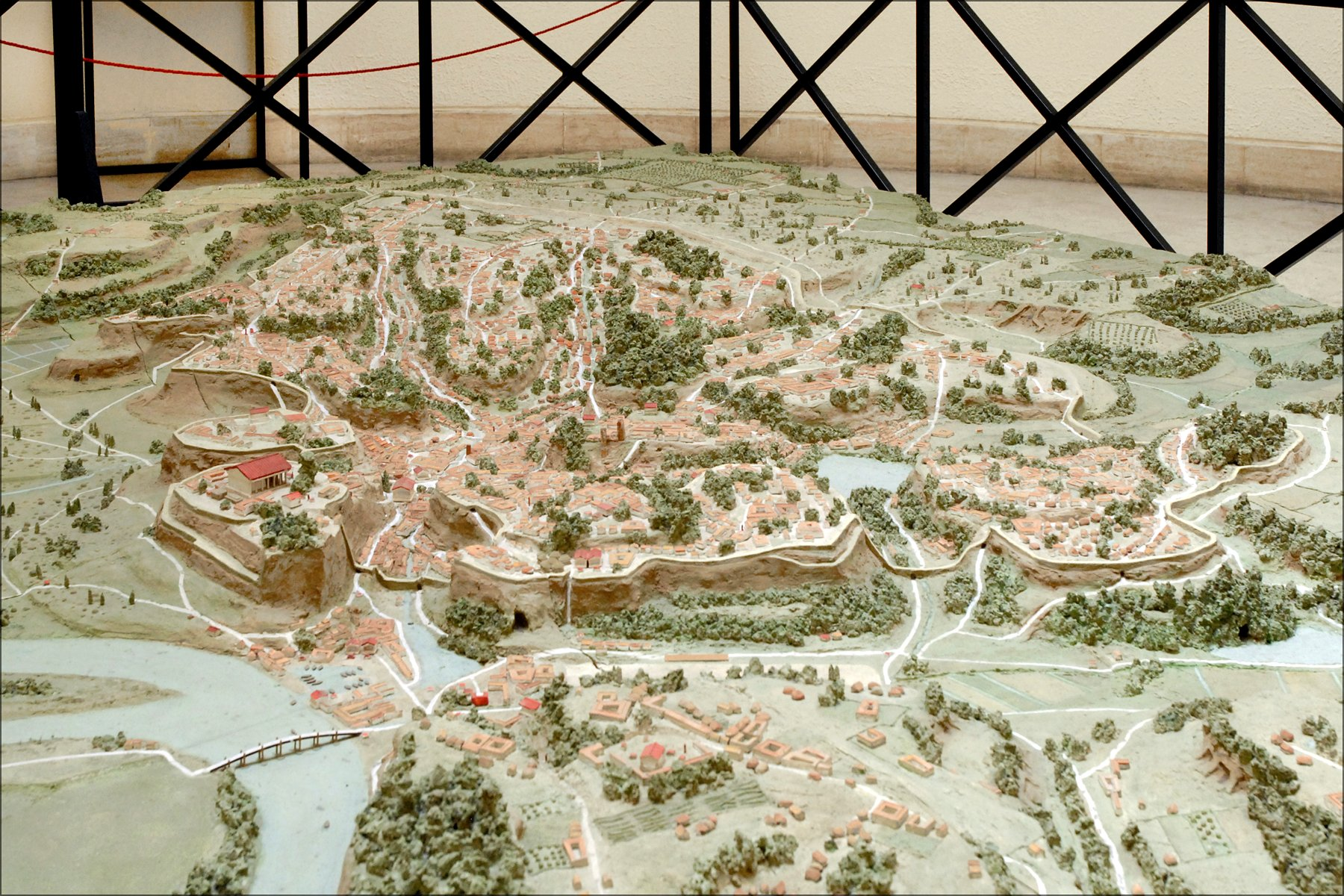
Maquette de la Rome archaïque du musée de la Civilisation romaine.

Le Plan de Rome n'est pas qu'un état des connaissances de la topographie de la Rome impériale, c'est aussi selon Manuel Royo « un paradoxal objet d'art, qui donne à la grandeur l'aspect de la miniature et à l'éternité le visage de l'histoire ». C'est « aussi et surtout un témoignage de la vénération de l'architecte pour une image de Rome sortie tout droit des études classiques », « une utopie urbaine [et] une projection de l'univers intime de son auteur ». Royo considère que l'ouvrage est une vision globale « où entre le sentiment de la grandeur, de la diversité, voire de l'éternité ». Le plan « résume une certaine idée de la ville », c'est un lieu de mémoire destiné à être exposé dans un musée. Le Plan de Rome doit appartenir au monde onirique et c'est sans doute la raison de l'absence de personnages dans la vision de Bigot.
Selon Royo, le plan est un objet singulier avec une « contradiction entre le désir encyclopédique de son auteur et son approche aussi sensible qu'esthétique de l'Antiquité ». La maquette en bronze traduit sa « tentation de l'éternité » mais « une éternité fragile » et est le « résultat d'un effort d'élucidation [des] strates entremêlées au profit d'une seule d'entre elles, fragmentaire et sans cesse retouchée ». Bigot fait œuvre de culture mais reste également soucieux de veiller à la continuation de son travail d'interprétation.
Des maquettes de Rome antique sont encore réalisées à l'extrême fin du XXe siècle : ainsi la Rome augustéenne est représentée en 1980 sur 4 m2 à l'Antikenmuseum de Berlin et, en 1990, c'est une œuvre de 20 m2 représentant Rome sous les règnes des Tarquins qui est réalisée pour le musée de Rome. Une maquette de la Rome archaïque est également réalisée dans le même temps.

#### Hommage complexe à la ville antique

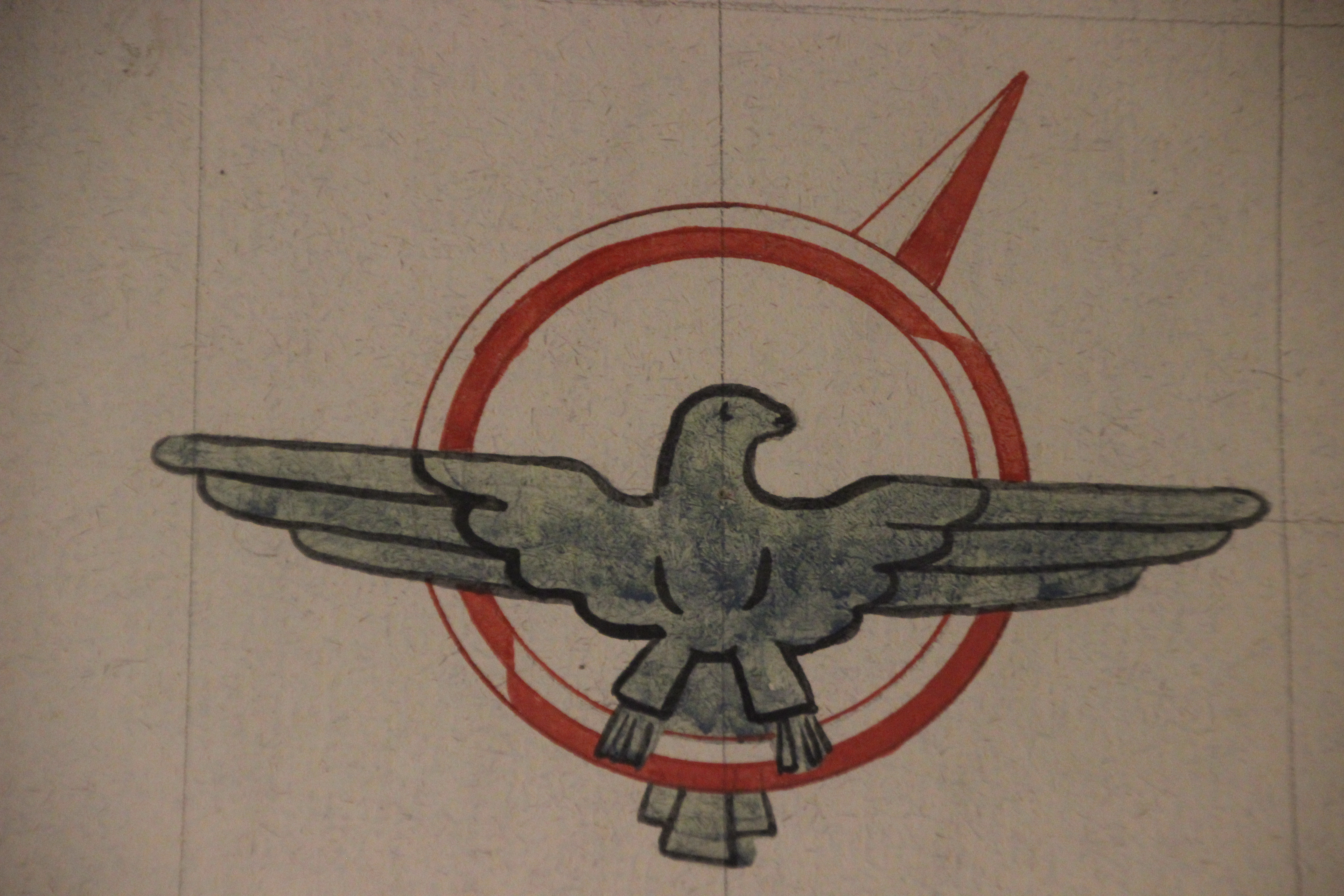
Logo de l'aigle impérial, affiches de la maquette de Bruxelles.

La maquette de Bigot n'a pas de fonction idéologique, politique ou militaire, comme d'autres plans-reliefs, ; le plan est aussi pour son auteur un objet esthétique, étant mû par des « démarches artistique et scientifique ».
Paul Bigot par son travail est soucieux de représenter la grandeur de la Ville pendant l'Antiquité, de donner « une espèce de vision sur la grandeur de Rome » mais également l'urbanisme de la Rome redevenue capitale d'un État moderne environ un quart de siècle auparavant. Le plan exprime « la monumentalité de ce qu'il représente ».
Son œuvre à la fois évoque la « grandeur de la Rome antique » et « une vision d'urbaniste ». C'est donc un objet ambigu qui souhaite rassembler « la totalité du savoir topographique et historique sur la Rome antique ». Le Plan de Rome permet de « substituer à la Rome détruite une image intacte et, de ce fait, glorifiée ».

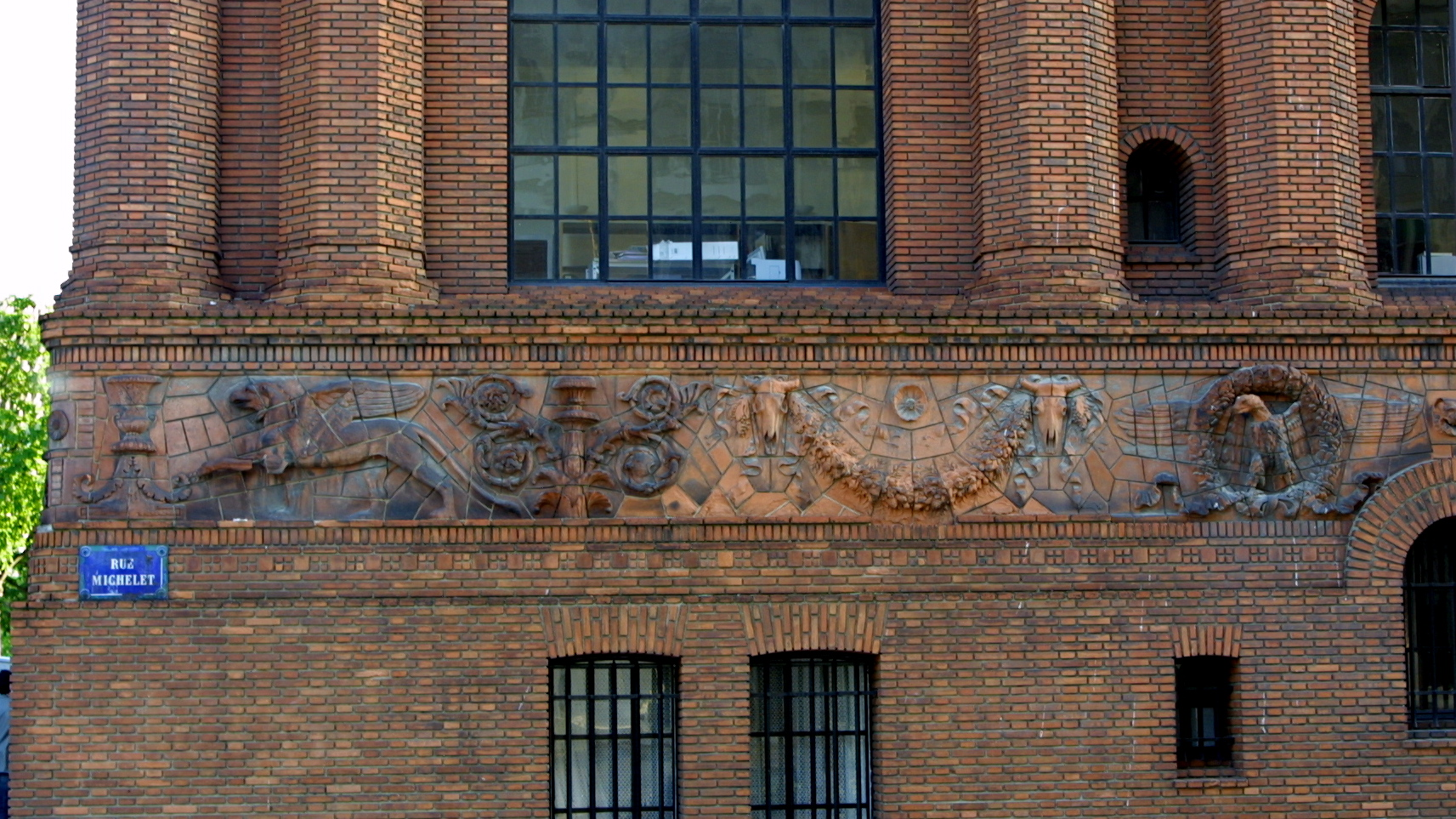
Détail des reliefs extérieurs de l'Institut d'art et d'archéologie, l'aigle est présent sur la droite de l'image.

Le Plan de Rome de Bigot possède selon Manuel Royo des caractères « didactique[s] […] artistiques, techniques et historiques ». L'objet est le produit d'« une expérience sensible de la Ville et […] d'une conception théorique de l'espace urbain antique ». Les préoccupations de l'auteur sont à la fois pédagogiques et esthétiques. Le travail de Bigot reflète sa « vision à la fois historique, archéologique et urbaine », c'est une invitation au « voyage dans le temps et dans l'espace ».
L’œuvre est aussi « une icône culturelle offerte à la vénération du regard [pour aboutir à] une espèce de résurrection virtuelle de la Rome antique ». Avec l'installation audiovisuelle envisagée, l'architecte désire pour les spectateurs « une perception globale du territoire historique et géographique de Rome ». Sa ville est « un univers entièrement théorique et culturel ».
Bigot propose un parcours fictif au spectateur, dont la visite est jalonnée par les édifices principaux, qui sont juxtaposés dans un état idéal de conservation. La maquette permet cependant « une infinité de parcours possibles [et] un empilement d'histoires singulières », en écartant l'évolution des différents monuments. Ce parcours permet de gérer les différentes strates historiques dans un même objet.
Paul Bigot est le seul à avoir rédigé sur son plan-relief. Sa plaquette est éditée en 1911, puis rééditée en 1933 et 1937. Ces ouvrages considèrent le lecteur comme un spectateur et ont donc des caractères propres aux récits de voyages. Les travaux contiennent également des anecdotes. L'architecte français publie un autre ouvrage en 1942, qui est réédité de façon raccourcie et accompagné du texte de la plaquette en Belgique par Lacoste en 1955, et enrichi d'illustrations et de textes à visée de promenade littéraire. Le frontispice de ses ouvrages montre un aigle aux ailes déployées au centre d'une couronne de lauriers, selon un relief de l'église des Saints-Apôtres. Cette représentation est présente sur la façade de l'Institut d'art et également sous forme de moulage dans l'édifice. Cette « esthétique ambigüe », car utilisée abondamment par le fascisme italien, est abandonnée dans la réédition par Lacoste en 1955.
Lacoste intègre des personnages dans les photographies du plan. Cette visite est un parcours, un « inventaire topographique (…) [ponctué] de rappels historiques et anecdotiques », élément d'un « savoir encyclopédique minimal ». Ces parcours sont particulièrement visibles dans les premiers ouvrages publiés par Bigot à propos de sa maquette. Le visiteur doit selon lui se reporter à la « légende explicative » et percevoir ainsi l'organisation de l'espace urbain.

#### Modèle pour la maquette de Gismondi?

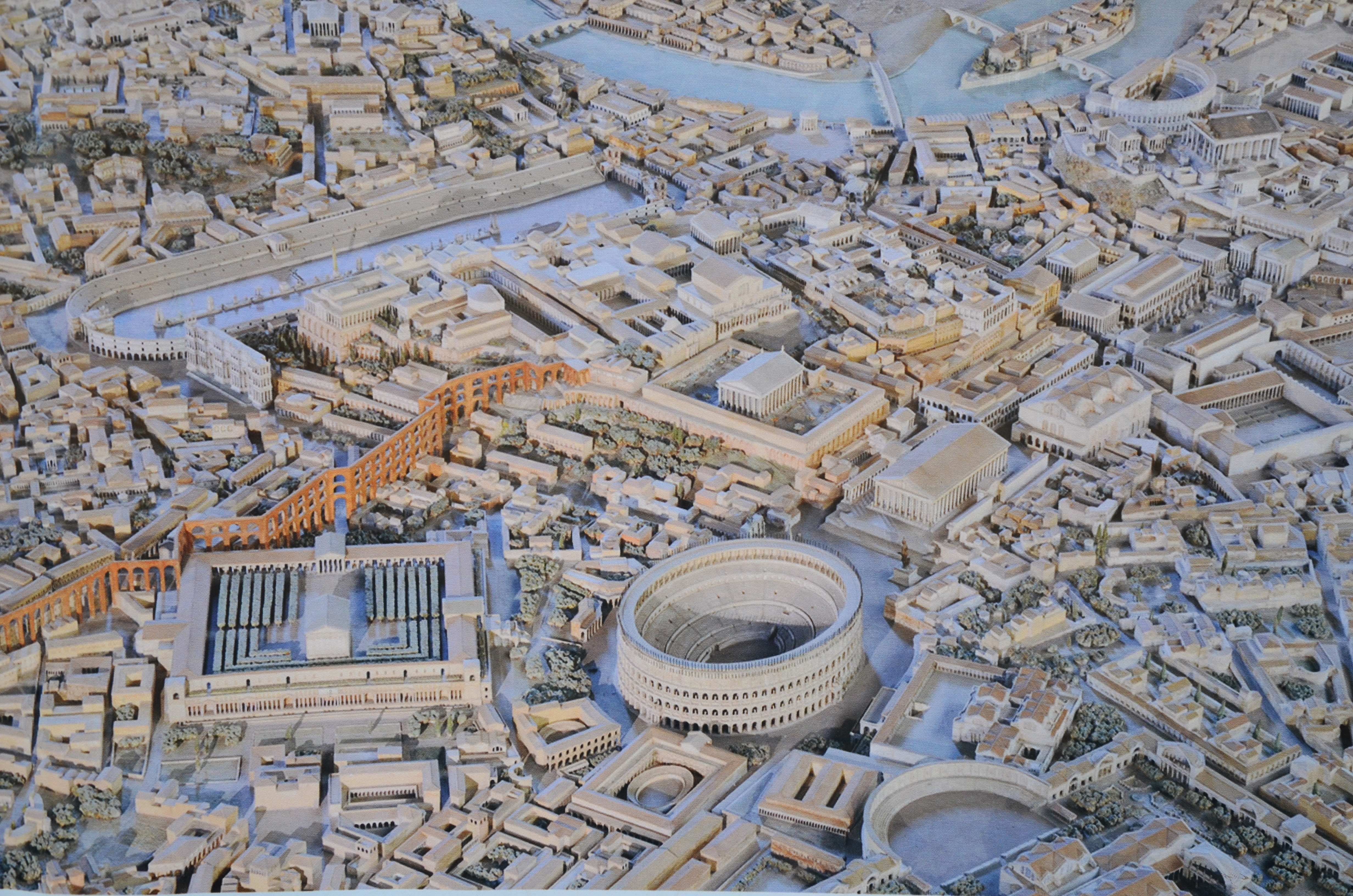
Maquette de Gismondi au musée de la Civilisation romaine, vallée du Colisée.

Le travail scientifique et pédagogique de Paul Bigot a inspiré ou est imité par l'architecte et archéologue Italo Gismondi, mais sur commande de Mussolini à des fins de propagande, qui mêle « antiquité et temps présent, maquettes et constructions réelles ». L'architecte utilise également les travaux archéologiques de Gismondi, en particulier à la suite de son voyage en Italie en 1934, mais n'utilise cependant pas la maquette de l'architecte italien. L'émulation créée par le travail de Bigot et la fierté expliquent le travail de Gismondi à partir de 1930, travail qui est tout à la fois « plus complet… et plus célèbre ». Gismondi est également en quelque sorte le continuateur de Bigot, son œuvre étant considérée comme dépassée. La maquette de Gismondi va dans le sens de la vision fasciste de la grandeur de Rome, servant « de référence idéale et de substitut à la réalité » et permet d'extrapoler des recherches archéologiques incomplètes (celle des forums impériaux interrompue par la construction du grand axe qui porte son nom) ou de conserver la mémoire des éléments détruits comme sur la Velia.
La maquette, débutée en 1933, est exposée en 1937 à la Mostra Augustea de la Romanità. L'objectif affirmé est de célébrer le bimillénaire de la naissance d'Auguste dans de grandes cérémonies. Elle a un rôle central lors de ces cérémonies, aux côtés d'une maquette du temple d'Auguste et de Rome d'Ancyre, lieu de découverte de la principale source des Res Gestae. Après la chute du régime fasciste, le travail de Gismondi perd sa dimension politique et retrouve un statut d'« objet d'étude véritable ».
Elle est retravaillée par Gismondi pendant environ 40 ans, prenant en compte les nouvelles connaissances. Il se base sur les travaux de Lanciani et de Guglielmo Gatti. Les contacts directs entre Bigot et Gismondi ne sont pas attestés, mais l'exposition de 1911 lui apporte « une documentation, très riche et fondamentale ». L'archéologue italien profite des découvertes liées aux profondes restructurations que connaît Rome dans les années 1930.
Pour les espaces ou monuments sur lesquels planaient des incertitudes, Gismondi opère par analogie ou alors présente sur son plan des « volumes sous forme de grandes masses ». Il représente la muraille de Servius Tullius comme une ruine. L'archéologue italien profite des travaux de Bigot sur les habitations et opère une typologie pour les placer sur la maquette.

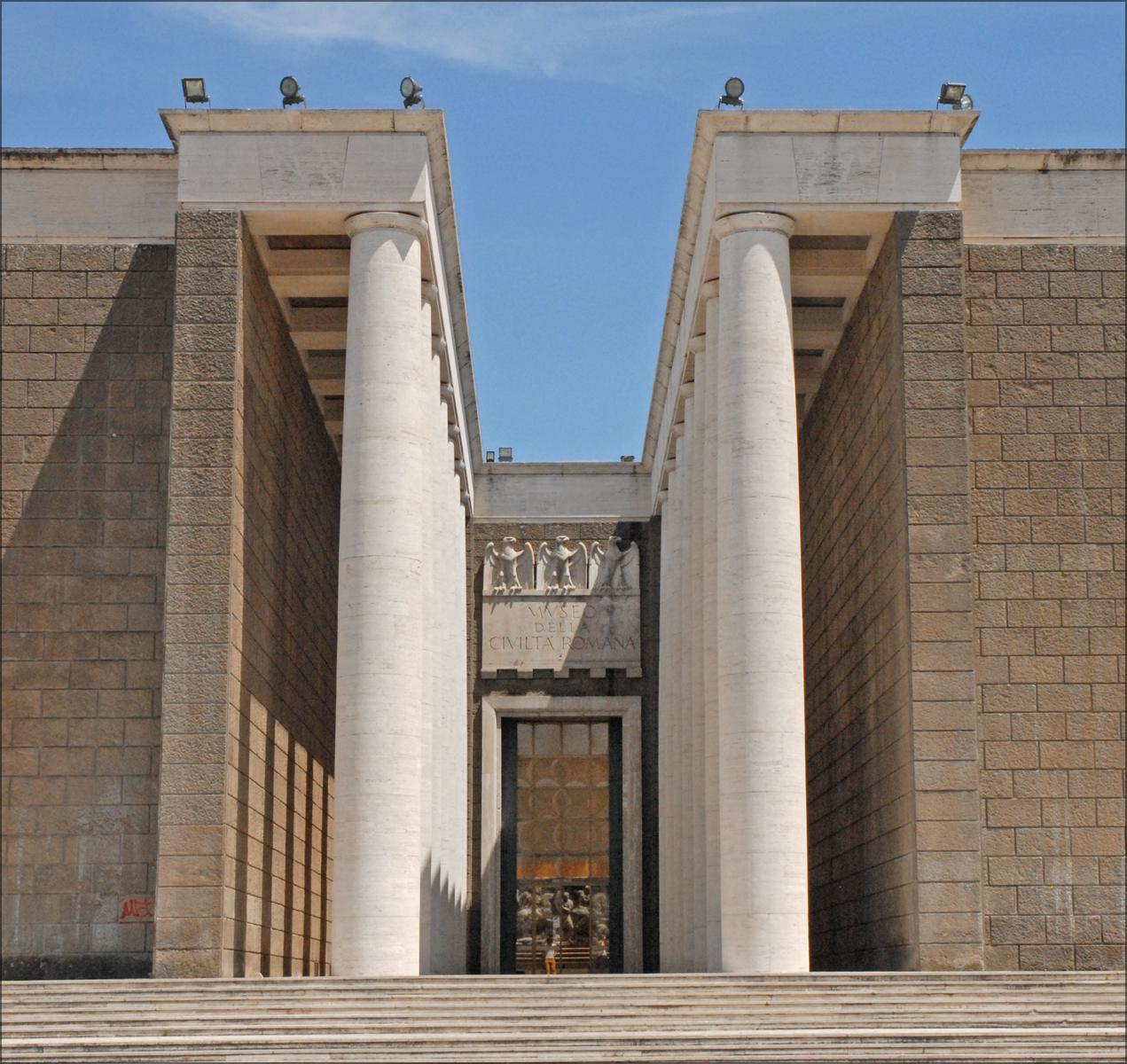
Entrée du musée de la Civilisation romaine à l'EUR.

Exposée à l'Esposizione Universale di Roma (EUR) au musée de la Civilisation romaine, destinée à une exposition universelle prévue en 1942, la maquette italienne, appelée Il Plastico, est plus grande (1/250) et présente l'intégralité de la ville antique ; elle a été mise à jour jusqu'en 1970, tandis que celle de Paul Bigot montre l'état des connaissances en 1942, date de sa mort. Gismondi représente finalement toute la zone interne au mur d'Aurélien hors le Trastevere, hormis le Vatican. Un projet de restitution de la région XIV était à l'étude au début des années 1990, ainsi que la création d'« une véritable et authentique cartographie numérique de Rome antique » pour constituer une base de données et en faire « un manuel illustré à la portée de tous ».
La maquette de Gismondi couvre 240 m2. Elle est réalisée en plâtre issu de poudre d'albâtre, renforcée de métal et de fibres végétales. La maquette a été de prime abord conçue en plâtre, les reliefs ont été particulièrement travaillés et accentués de 15 à 20 %. L'échelle plus grande permet de déployer davantage de détails. Le relief est mieux figuré et les matériaux ont un rendu plus réaliste avec des taches vertes pour les jardins. Paola Ciancio Rossetto considère que l'œuvre est « plus fidèle à la réalité et aux découvertes » et que son auteur interprète moins.
Gismondi a utilisé pour sa maquette de Rome sa connaissance du site d'Ostie, qu'il a fouillé et dont il a réalisé deux maquettes au 1/500.
Alors que Bigot a narré ses difficultés face aux problèmes posés par ses travaux, Gismondi n'a rien laissé si ce n'est des dessins ou des esquisses de reconstitutions,. Sa maquette est « une projection possible et muette de la réalité archéologique ». Il est cependant, selon Paola Ciancio Rossetto, « le continuateur de son œuvre » mais de façon « plus concrète, plus réaliste, moins passionnelle ». Le Plan de Rome de Paul Bigot est cependant « un modèle irremplaçable […] tant pour l'aspect technique qu'à propos de la documentation topographique ».

## Élaboration du «double virtuel» de l'université de Caen
La maquette de Bigot est un objet patrimonial qui ne peut être modifié. Le recours à un « double virtuel » permet de représenter les données les plus récentes et de proposer un outil pédagogique et de recherche. La maquette virtuelle possède à la fois un objectif scientifique avec un accès direct aux sources mais aussi pédagogique et médiatique en créant « une forme d'encyclopédie numérique sur Rome ». Les modèles proposés sont interactifs et ont pour finalité la recherche, la pédagogie et l'ouverture vers le public, ils sont un « outil de visualisation d'une réalité difficilement perceptible aujourd'hui ».

### Travail d'équipe et moyens
Les projets de cette nature sont coûteux, nécessitant des « moyens humains, matériels et financiers […] considérables ».

#### Travail d'équipe pluridisciplinaire et partenariats

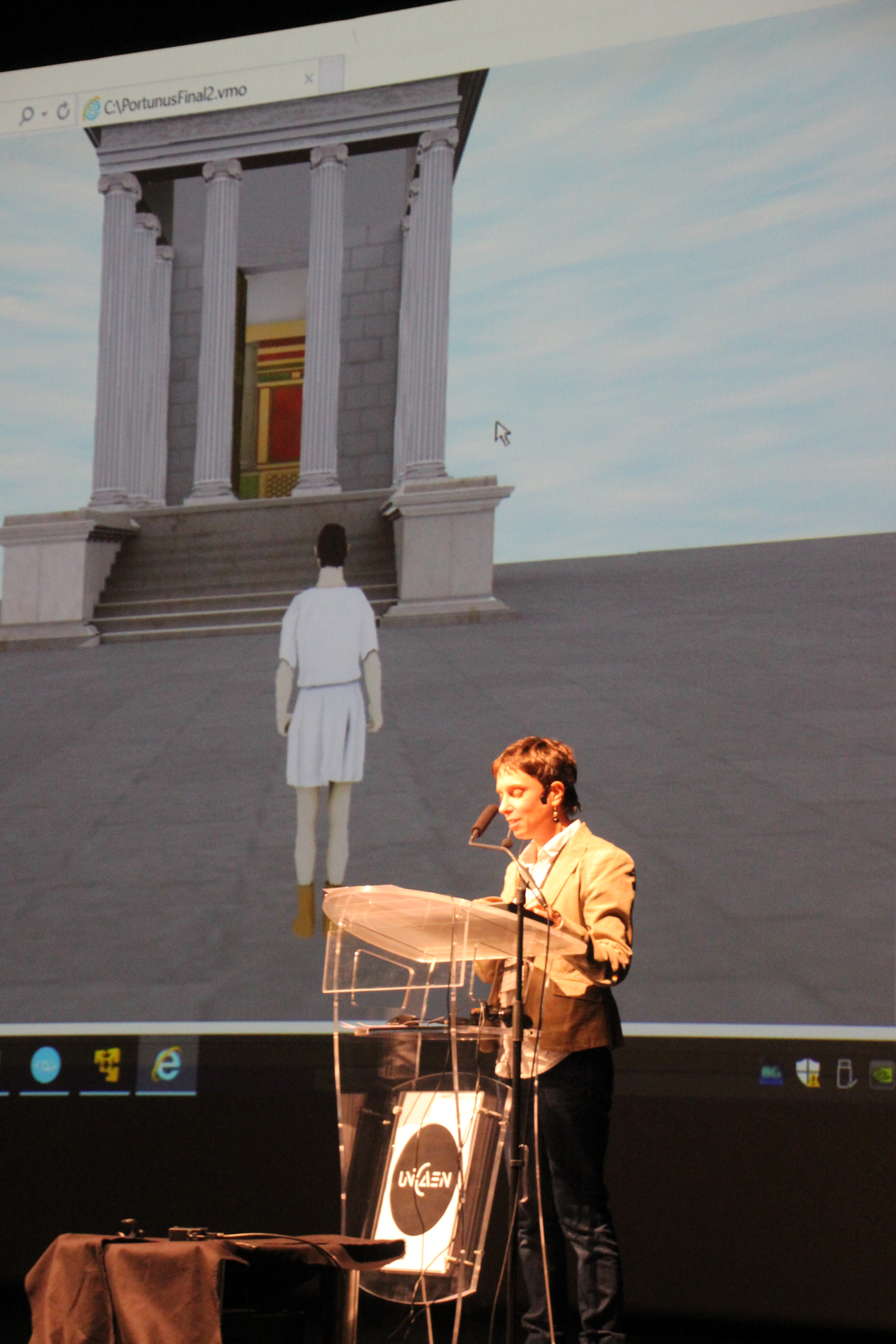
Soirée pour rappeler les 10 ans des Nocturnes du Plan de Rome le 9 novembre 2016, avec Marcus, personnage virtuel donnant l'échelle des bâtiments restitués.

Louis Callebat fonde en 1970 à l'université de Caen le Centre d'études et de recherches sur l'Antiquité qui œuvre peu de temps à l'informatique appliquée aux langues anciennes.
Depuis le début des années 1990, une équipe pluridisciplinaire se constitue autour de Philippe Fleury, professeur de latin, passionné d'informatique et qui commence ses travaux dans le laboratoire d'analyse informatique des textes. Fleury est spécialiste de Vitruve et des systèmes mécaniques antiques. La formation de l'équipe du pôle pluridisciplinaire « Ville-architecture, urbanisme et image virtuelle », le partenariat et les travaux méthodologiques s'échelonnent de septembre 1993 à décembre 1995. L'équipe Plan de Rome est constituée en 1994 de l'équipe du Centre de recherches sur l'Antiquité et les mythes (CERLAM) à laquelle s'ajoutent des compétences en architecture, informatique, histoire et histoire de l'art au même moment que la construction de la Maison de la recherche en sciences humaines (MRSH). Au début des années 2000, l'équipe est composée d'une dizaine de personnes. Tous les deux ans les travaux font l'objet d'une évaluation par un comité scientifique.
L'équipe travaille sur le projet d'une restitution virtuelle de la Rome antique à la même époque que celle du plan de Paul Bigot, mais « scientifiquement à jour » et « modifiable en permanence ». Gérard Jean-François, directeur du Centre de ressources informatiques de l'université de Caen, et Françoise Lecocq étaient de cette équipe. La restitution débute en janvier 1996.
Une vingtaine d'édifices sont modélisés au 10 décembre 1998, dont une dizaine liée au forum Boarium et le temple de Portunus. La Curie et le temple de Portunus sont les premiers édifices à avoir été restitués. Au début des années 2000, une trentaine d'éléments sont restitués, édifices et éléments mécaniques. Des machines antiques sont également restituées, machines de guerre et orgue hydraulique, ainsi que d'autres réalisations comme les crues du Tibre, l'Horologium d'Auguste et le levage de l'obélisque de Constantin,. En 2002-2003 s'engagent deux projets : Virtualia, dont l'objet est de valoriser les productions et de répondre à des commandes, et la construction d'un centre de réalité virtuelle.
L'objectif initial était d'achever le modèle de Rome à l'époque de Constantin en 2010, cet objectif a été revu pour 2015 et de grands changements intervenus vers 2006 dans l'organisation de l'équipe compliquent la réalisation de cet objectif ambitieux. Il faut aussi compter avec l'évolution rapide du matériel informatique et des logiciels, qui rend obsolète les premières réalisations, qui ont dû être refaites.
Des partenariats sont mis en place afin de trouver une nouvelle dynamique. 25 % de la maquette virtuelle est réalisée en 2011 au moment du partenariat avec le projet de l'université de Virginie, Rome reborn, « maquette […] plus sommaire mais complète ». Le projet est mené par une équipe derrière Bernard Frischer et Diane Favro dans le laboratoire Cultural Virtual Reality Lab. Des partenariats locaux permettent de travailler au début des années 2000 à la restitution de la ville de Saint-Lô avant les bombardements de la bataille de Normandie. L'expérience acquise permet de travailler à des restitutions d'autres édifices disparus en 1944, comme l'ancien hôtel de ville de Caen ou l'ancienne université de Caen, en partenariat avec la ville de Caen et l'association Cadomus, ou des restitutions d'édifices célèbres de Normandie à divers moments de leur histoire, comme l'église Saint-Pierre de Thaon.

#### Moyens matériels et financiers
Les moyens financiers proviennent en 2003 du CERLAM, de la MRSH, de l'université de Caen, de l'État, du CNRS, de la DRAC et de la ville de Caen ainsi que la région Basse-Normandie.
Des ventes de produits, images et supports multimédias permettent également d'apporter des recettes et de valoriser les travaux de recherche. Des demandes d'images 3D émanant de la presse écrite et audio-visuelle ont pu être honorées : non seulement des images en relation avec le monde romain ont été réalisées, mais également sur les civilisations amérindiennes ou alors des reconstitutions d'éléments du mur de l'Atlantique. Ces restitutions diverses sont réalisées dans le projet américain analogue Rome reborn et la méthode, si elle apporte « la notoriété et […] des revenus », disperse les énergies par rapport au projet primitif.

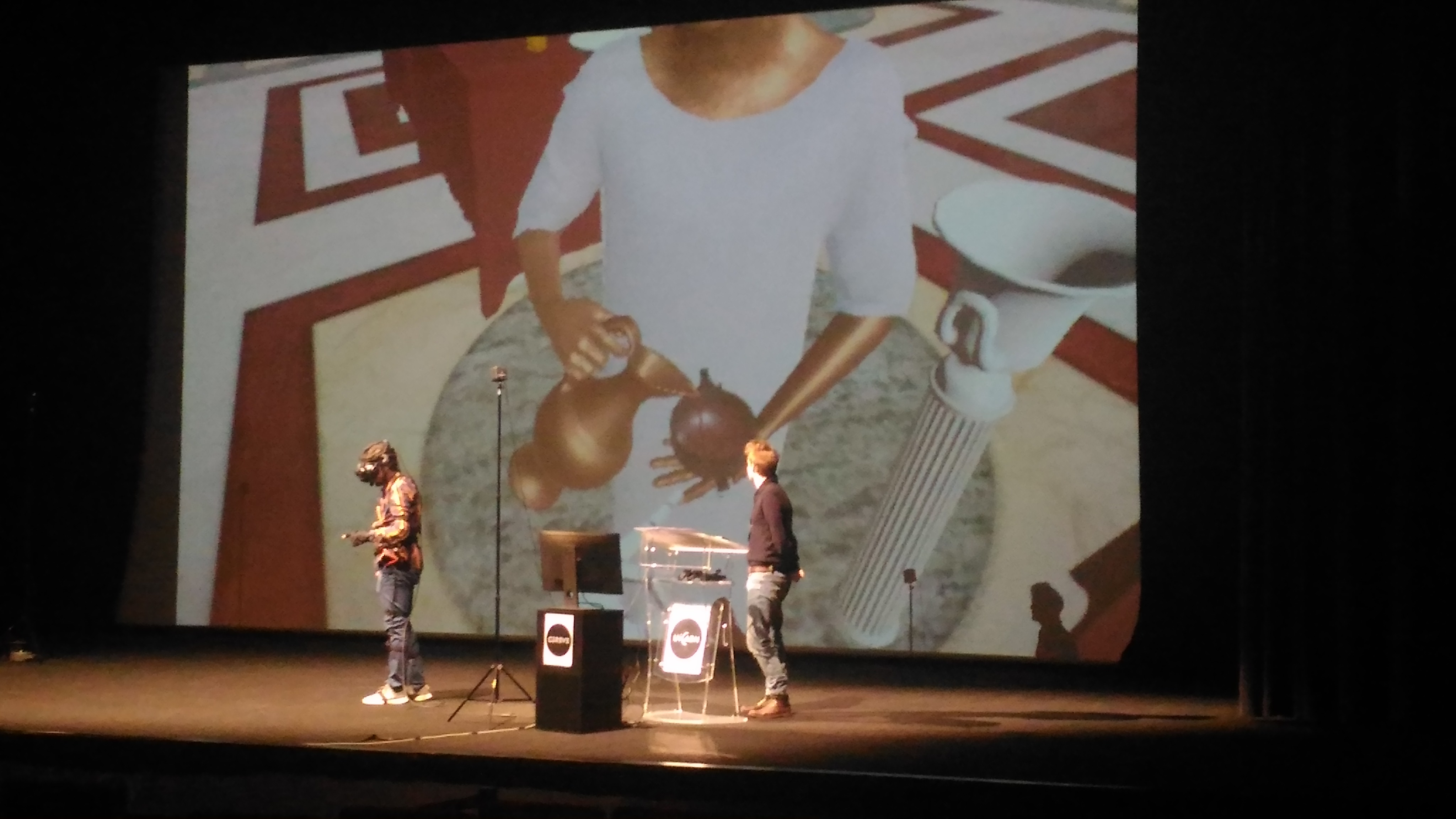
La Nocturne du Plan de Rome du 04 avril 2018, Les automates antiques : des machines pour démontrer et surprendre.

L'équipe est intégrée à partir de 2006 au Centre interdisciplinaire de réalité virtuelle, structure membre de l'Association française de réalité virtuelle, dont l'objectif est à la fois de mutualiser les moyens techniques et humains, mais également de promouvoir l'usage de la réalité virtuelle, « à la fois science et technique ». Une dizaine de domaines de recherches de l'université de Caen s'était déclarée intéressée par la réalité virtuelle en 2003 et les études débutent alors,. Le plateau technique aménagé en 2006 dispose du matériel nécessaire à la réalité virtuelle ainsi que du personnel indispensable, il se charge en outre de la promotion de l'utilisation de la technique ainsi que de toute l'aide nécessaire à cette utilisation. Il dispose initialement d'un amphithéâtre pouvant accueillir 200 personnes. Outre un calculateur graphique et un système de commutation vidéo, le lieu comporte une salle immersive qui est prévue pour pouvoir procéder à l'affichage en haute résolution des modèles virtuels, « lieu de valorisation de la recherche et […] lieu d'expérimentation scientifique » selon Philippe Fleury. Le cadre scientifique du projet est depuis 2008 l'ERSAM, « équipe de recherche technologique éducation Sources anciennes, multimédias et publics pluriels »,.
Des travaux complémentaires sont prévus dès 2011. Une salle de réalité virtuelle de 45 m2, dont la construction était prévue pour 2007, est en fonction depuis décembre 2016 et a été inaugurée le 2 mars 2017. Cet équipement, d'un coût d'1,2 million d'euros, a été financé à 60 % par la région Normandie. La surface disponible est de 618 m2 en 2016.
Le CIREVE a comme objectifs de représenter « des environnements disparus, dégradés, inaccessibles, ou des environnements futurs », d'expérimenter dans les domaines les plus divers et également d'être un outil de formation. L'expérience acquise dans la restitution de Rome a permis des « acquis méthodologiques ».

### Méthode
La maquette virtuelle est utilisée dans l'architecture depuis longtemps et son usage s'est répandu dans les milieux scientifiques car cela permet « une immersion et une illusion totale ». Dans le projet de Caen, « les progrès de la technologie [sont] au service de la Rome antique ». En outre, les travaux n'ont pas qu'une envergure scientifique, ils sont aussi « une entreprise de mise en valeur et de sauvegarde du patrimoine culturel ».
L'équipe a débuté par « la restitution du visible », d'édifices existant encore comme le temple de Portunus ou la Curie julienne, pour s'attacher ensuite à « restituer l'invisible ». Les travaux s'appuient sur l'organisation des modules de la maquette de Bigot. L'objectif de l'équipe est de construire une restitution réaliste dans un modèle virtuel interactif.

#### Restitution réaliste basée sur une analyse scientifique des sources

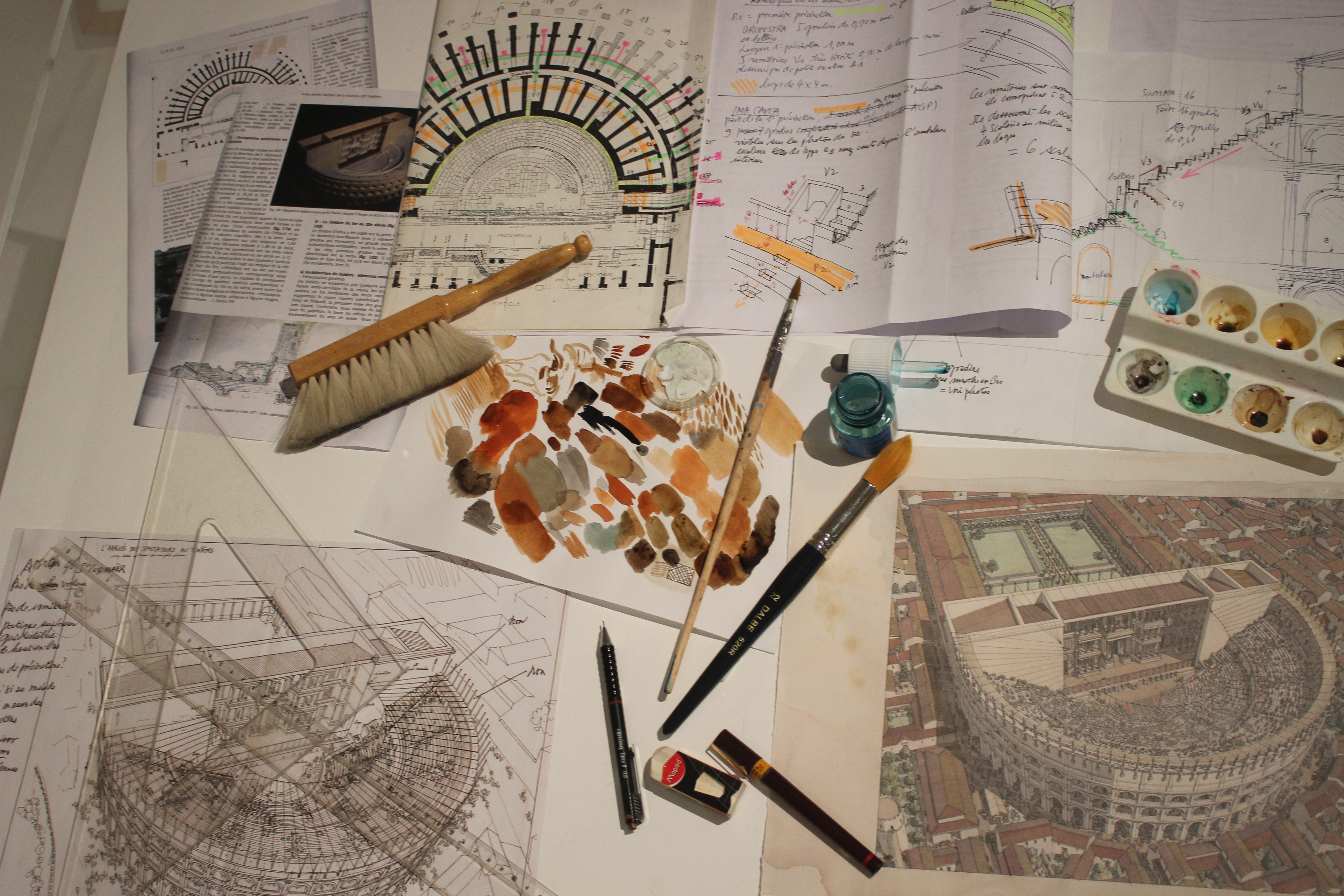
Présentation d'une planche du travail de l'architecte, historien et aquarelliste Jean-Claude Golvin au musée archéologique de Vieux-la-Romaine en juin 2015.

L'objectif des restitutions n'est pas une illustration comme il est possible d'en trouver dans des publications non scientifiques ou même dans le domaine du jeu vidéo, mais souhaite « diffuser visuellement des synthèses scientifiques et démontrer la validation de certaines hypothèses ». Seuls les édifices pour lesquels la documentation existe sont complètement restituables en intérieur et en extérieur.
La méthode numérique permet de mettre à jour la maquette de la Rome de Bigot, impossible à modifier du fait de son classement. Bigot écrivait qu'un « sujet de ce genre est susceptible de perpétuelles modifications ». Le modèle virtuel, par essence, est « à tout moment réversible et modifiable ».
La restitution est réalisée à l'échelle 1/1 à un instant T, le 21 juin à 15 heures et concerne la ville à l'époque de Constantin, en 320. Le règne de cet empereur est également le choix fait par Paul Bigot pour sa maquette. Donc, la comparaison entre les deux travaux est possible. Cette époque est également la plus riche en sources archéologiques et celle de son « apogée monumental »,. L'équipe a comme objectif à terme de proposer des restitutions à diverses autres époques de l'histoire de Rome comme la monarchie, le temps des Scipions, la fin du règne d'Auguste.
Les travaux de l'équipe ont à la fois comme objectif de proposer des hypothèses architecturales et topographiques, incluant également les systèmes mécaniques liés aux édifices en usage à l'époque romaine (velum, rideau de scène, etc.). Ils sont un « champ de visualisation et d'expérimentation » qui permet de vérifier les éventuelles incohérences et de discuter les différentes possibilités de restitution. L'équipe s'applique à restituer une image vraisemblable prenant en compte les éléments connus et ceux non attestés mais restitués pour donner une image de l'édifice tel qu'il pouvait se présenter ; l'accès aux sources permet au public d'avoir accès au dossier scientifique. La restitution virtuelle a permis d'écarter des hypothèses, en particulier pour le velum du théâtre de Pompée, l'hypothèse traditionnelle rendant médiocre l'éclairage des places réservées aux classes supérieures. Pour la restitution des machines, l'équipe se base sur les travaux de Vitruve : outre les travaux sur le velum, l'équipe a travaillé sur la façon d'ériger un obélisque dans le Grand Cirque, des machines de levage, des armes (scorpion) et l'orgue hydraulique.
L'équipe propose une restitution réaliste pour les Romains du IVe siècle, sans distinguer dans l'image produite ce qui est attesté de ce qui est supposé. Pour les espaces méconnus ou l'habitat, l'équipe a opté pour une relation avec les choix faits par Bigot. L'analogie avec d'autres éléments connus comparables permet de combler les vides éventuels. La méthode est celle utilisée également par Jean-Claude Golvin pour ses restitutions sous forme d'aquarelles, celui-ci étant en outre partenaire du projet, en particulier pour les édifices de spectacles. L'interactivité et les liens hypertextes permettent d'accéder aux sources et de vérifier le modèle produit. Cette méthode d'accès aux notes donne au résultat le caractère d'une publication scientifique.
Les dossiers scientifiques sont réalisés par des étudiants depuis le master jusqu'au doctorat et sont la base des reconstitutions. Les sources ayant permis de réaliser le modèle sont numérisées et leur analyse demande un long travail. Les travaux d'analyse des sources sont poussés dans plusieurs directions afin de parvenir à dresser des plans en 3 dimensions des constructions : les sources écrites, à la quantité très diverse selon les édifices étudiés, les bases de données et les travaux de recherches iconographiques, basés parfois essentiellement sur la Forma Urbis, que ce soit les fragments parvenus jusqu'à nos jours ou d'autres perdus depuis leur découverte mais heureusement dessinés. D'autres artefacts permettent d'avoir une idée des bâtiments, monnaies, reliefs et peintures. Les rapports de fouilles sont également utilisés,.
Dans les cas où les sources manquent, l'équipe se base sur l'hypothèse émise par Bigot « naturellement contestable et à contester » basée sur la Forma Urbis. L'équipe désire distinguer « ce qui est sûr, ce qui est probable et ce qui n'est qu'hypothèse ».

#### Modèle virtuel interactif et solution validée scientifiquement
La maquette virtuelle permet à la fois des images fixes de restitutions, qui sont des hypothèses, une modélisation 3D, des animations de synthèse et des visites interactives,. La finalité est de disposer à terme d'une « encyclopédie numérique sur Rome ». L'objectif participe à un mouvement plus général d'« étude scientifique, […] mise en valeur, voire […] sauvegarde du patrimoine par l'image virtuelle ». Les techniques mises en œuvre sont à la fois celles de la réalité virtuelle et de la stéréoscopie.
Les infographistes modélisent, appliquent des textures et travaillent l'éclairage. La modélisation aboutit à créer un modèle 3D de l'élément à restituer, sur lequel une nouvelle étape consiste à trouver les matériaux adéquats à partir d'échantillons connus ou d'éléments créés mais réalistes. L'équipe finalise le travail en utilisant Autodesk 3ds Max pour éclairer la scène virtuelle créée. Le processus de création de l'image virtuelle intervient alors, avec l'utilisation d'un logiciel d'interactivité, Virtools.
Le modèle virtuel permet de proposer plusieurs solutions aux chercheurs, et est « un terrain d'expériences pour les études sur la topographie romaine ». La confrontation des hypothèses avec la visite interactive permet de trancher pour l'une ou l'autre de ces variantes et de valider scientifiquement le résultat,. La numérisation du Forum Boarium a permis d'expérimenter l'interactivité et le principe des visites virtuelles mais le résultat est considéré par Fleury en 2003 comme « n'[étant] pas encore satisfaisant scientifiquement ». Les propositions de restitution peuvent être révisées dans le modèle virtuel, si de nouvelles découvertes se font jour ou si des éléments anciens sont réinterprétés. La restitution de Rome a permis de « renouveler les techniques de représentation de l'Antiquité mais aussi d'offrir de nouveaux modes d'expérience, aboutissant à des résultats inédits ».
Les avantages de la maquette virtuelle sont multiples et ont été listés par Françoise Lecocq : outre l'usage de différentes échelles de visite, cette dernière peut se faire également à l'intérieur des édifices restitués ; de même, la visite a lieu dans un monde virtuel ; plusieurs niveaux chronologiques peuvent être restitués ; le modèle est « évolutif et réversible » ; les liens permettent de renvoyer aux sources ou à tout élément intéressant ; l'insertion de personnages est possible ; tous les sens peuvent être évoqués. La maquette virtuelle s'affranchit de la distance car elle est consultable sur Internet,.
Le modèle 3D permet l'immersion et l'interaction. L'interactivité permet à l'usager du modèle de visiter de façon réaliste le modèle virtuel « à l'échelle de l'homme ». Un personnage, outre le fait de donner l'échelle, permet de laisser le choix entre une visite objective et une vue subjective, soit derrière un personnage baptisé Marcus, soit à hauteur humaine.
Les déplacements des visiteurs dans le modèle sont réalistes, toutefois des raccourcis permettent d'aller dans un certain nombre de points pour faciliter la visite du modèle. Le modèle du théâtre de Pompée, avec ses dimensions, permet de vérifier l'utilité des masques scéniques car le spectateur peut se placer au bout du théâtre dont le diamètre était de 158 m. Le modèle permet également de vérifier la qualité de la place réservée à l'empereur, offrant une vue sur le pulpitum et sur l'assemblée des spectateurs.
La visite interactive permet un accès direct aux sources archéologiques, iconographiques ou littéraires ayant permis d'émettre les hypothèses évoquées pour réaliser la restitution. L'infographie et l'analyse des sources « sont indissociables et se complètent », et la restitution nécessite une collaboration étroite.
Après cette étape de visite virtuelle, le projet est de proposer des hypothèses concurrentes et d'évoquer la Ville à d'autres moments de son histoire. Le travail visé est de créer « un modèle évolutif à couches chronologiques superposées », peu encombrant donc par rapport à une maquette physique.

### Restitution au public
La restitution au public des travaux réalisés est au cœur du projet : après les visites sur place de la maquette et du modèle, l'équipe contribue à participer à des événements locaux ou nationaux, et les travaux sont consultables à distance.

#### Visite sur place et par Internet

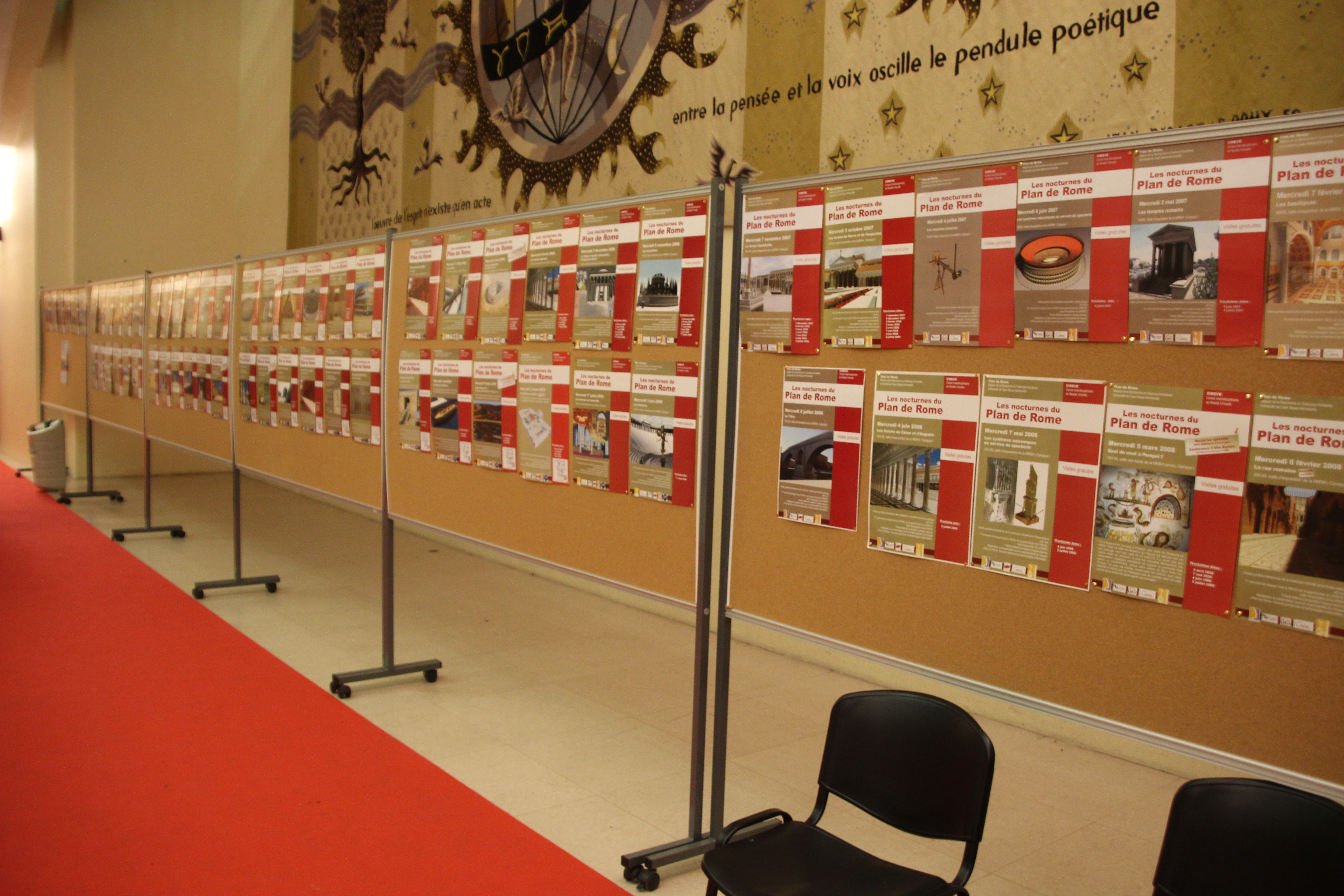
Les 10 ans des Nocturnes du Plan de Rome, Aula Magna de l'université de Caen le 9 novembre 2016.

La maquette de Paul Bigot est ouverte au public en particulier scolaire, élèves du secondaire et également public étudiant. En juin 1997, le 5 000e visiteur est accueilli. Au début des années 2000, la maquette reçoit 3 000 visiteurs annuels. La scénographie de la maquette dans le nouvel environnement de la Maison de la recherche en sciences humaines permet des visites pour des publics divers y compris scolaires, le monde enseignant bénéficiant de dossiers pédagogiques.
La maquette virtuelle permet au public de se représenter, de visualiser la ville de Rome dans l'antiquité et est donc « un véritable outil de représentation accessible à des publics pluriels ». Le site internet permet également une publicité des travaux de l'équipe, depuis son ouverture en janvier 1996. 80 000 connexions sont comptabilisées en septembre 1996. L'accès du public aux travaux est au centre du projet. Des bornes interactives sont également présentes dans la rotonde au-dessus de la maquette.
Depuis juin 2017 est disponible gratuitement au téléchargement l'application Roma in tabula qui permet de visiter dix édifices de Rome au IVe siècle : la Curie julienne, le temple de Castor et Pollux, les forum de la Paix et celui de Nerva, les mausolées d'Auguste et d'Hadrien, les basiliques julienne, de Constantin et émilienne, ainsi que le Colisée.

#### Ouverture aux publics lors des événements

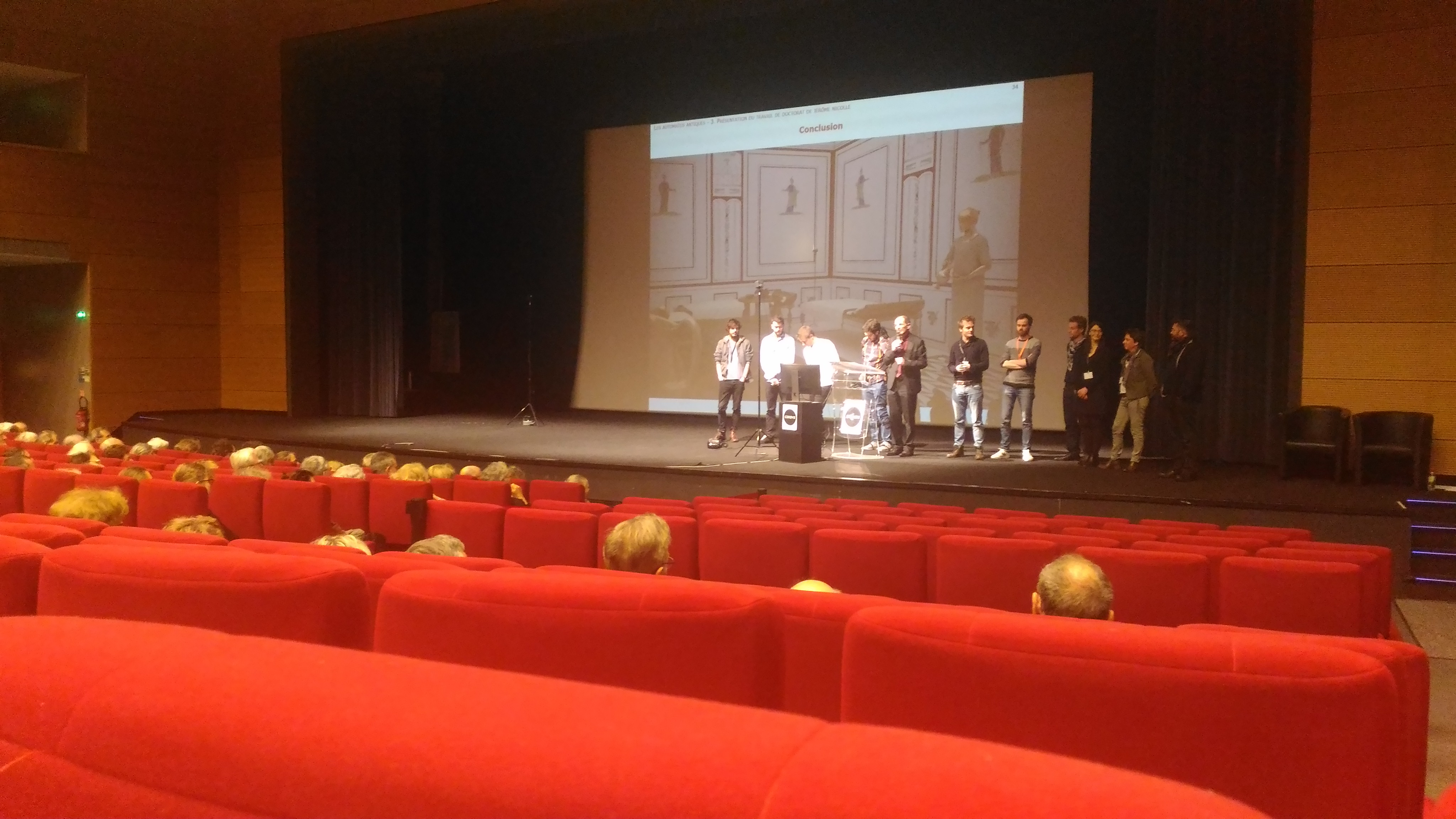
Final de la saison 2017-2018 des Nocturnes du Plan de Rome le 4 avril 2018.

Avec la recherche et la finalité pédagogique, l'équipe a également un objectif médiatique, « activateur de curiosité sur l'Antiquité romaine ». Le Plan de Rome et les travaux sont mis en avant dans des articles ou revues destinés à des publics variés. Le laboratoire s'applique à restituer l'avancée de ses recherches au grand public dans des publications de vulgarisation ou des interventions dans les médias audiovisuels, dans des expositions, dans des participations aux Fêtes de la science, aux journées du patrimoine et, depuis 2006, par les Nocturnes du Plan de Rome, des séances ouvertes au public. D'abord localisées au sein de la Maison de la recherche en sciences humaines de Caen et assez confidentielles, ces séances rencontrent le succès et doivent être déplacées dans l'amphithéâtre de chimie, puis à nouveau dans l'amphithéâtre Pierre Daure qui comporte 768 places.

Nocturne invitée du 14 mars 2018 avec Éric Teyssier, spécialiste de la gladiature.

Les Nocturnes du Plan de Rome sont le lieu de présentation au public des travaux des membres de l'équipe. En outre, une séance annuelle, la Nocturne invitée, permet de faire intervenir un conférencier extérieur.  Les séances des Nocturnes du Plan de Rome font l'objet d'une diffusion sur YouTube.

### Travaux de Paul Bigot
- Paul Bigot, Notice sur le relief de Rome impériale, Rome, 1911 (BNF 40716392)
- Paul Bigot, Reconstitution en relief de Rome antique, Condé sur Noireau, 1985
- Paul Bigot, Rome antique au IVe siècle apr. J.-C., Paris, 1942

### Travaux contemporains

#### Ouvrages ou articles généraux
- Roberto Cassanelli, Massimiliano David, Emidio de Albentiis et Annie Jacques, Fragments de la Rome antique : dans les dessins des architectes français vainqueurs du Prix de Rome 1786-1924, Paris, Hazan, 1999 (ISBN 285025701X).
- Jean-Claude Golvin, « Modèle et maquette. Quelques problèmes relatifs à l'image de restitution », dans François Lecocq, Rome an 2000. Ville, modèle, maquette, Paris, 2003, p. 179-190
- Jean-Claude Golvin, L'image de restitution et la restitution de l'image : cours donné à l'université de Tunis, Tunis, 2005 (lire en ligne)
- Eric Gubel et Cécile Evers, Da Pompei a Roma : L'antiquité redécouverte, europalia.italia Snoek, 2003 (ISBN 9789053494905).
- Charles Lemaresquinier, Notice sur la vie et les travaux de M. Paul Bigot (1870-1942), Paris, Institut de France, 1952
- Pierre Pinon et François-Xavier Amprimoz, Les envois de Rome : 1778-1968 : architecture et archéologie, Rome, EFR, 1988
- Simon Texier, Fabienne Chevallier et Pierre Pinon, L'institut d'art et d'archéologie, Paris 1932, Picard, 2005

#### Ouvrages ou articles sur le plan ou la topographie de Rome
- Jean-Charles Balty, « Henry Lacoste et la maquette de Bruxelles : l'enseignement de l'architecture et de l'urbanisme », dans François Hinard, Manuel Royo et Claude Nicolet, Rome : L'espace urbain et ses représentations, Paris, 1992, p. 223-236.
- Henry Bernard, « Paul Bigot, mon patron », dans François Hinard, Manuel Royo et Claude Nicolet, Rome : L'espace urbain et ses représentations, Paris, 1992, p. 165-184.
- Yves Buffetaut, « Circuit. Le plan-relief de Rome », Itinéraires de Normandie, no 3,‎ 2006, p. 46-51.
- Paola Ciancio Rossetto, « La reconstitution de Rome antique. Du plan-relief de Bigot à celui de Gismondi », dans François Hinard, Manuel Royo et Claude Nicolet, Rome. L'espace urbain et ses représentations, Paris, 1992, p. 237-247.
- Élisabeth Deniaux, « Le « plan de Rome » de Bigot : une nouvelle présentation à l'université de Caen », Annales de Normandie, nos 45-5,‎ 1995, p. 541-543.
- Élisabeth Deniaux, Rome antique. Pouvoir des images, images du pouvoir : Actes du colloque de Caen (30 mars 1996), Caen, Presses universitaires de Caen, 2000.
- Élisabeth Deniaux, « Introduction », dans Élisabeth Deniaux, Rome antique. Pouvoir des images, images du pouvoir, Paris, 2000b, p. 9-17.
- Marie-Hélène Didier et Philippe Langot, « Le plan-relief de la Rome antique de Paul Bigot : la restauration de la maquette et rapport technique », Monumental, no 21,‎ 1998, p. 30-31
- Philippe Fleury, « La Rome antique sur l'internet », Informatics and statistics review for human sciences,‎ 1997 (lire en ligne)
- Philippe Fleury, Reconstitution virtuelle de la Rome antique, vol. 14, Caen, Presses universitaires de Caen, 1998, Les Cahiers de la MRSH éd.
- Philippe Fleury, « La réalité virtuelle et la restitution de la Rome antique », dans Philippe Fleury, Reconstitution virtuelle de la Rome antique, Paris, 1998, p. 97-105.
- Philippe Fleury, « Projet de reconstitution virtuelle de la Rome antique », dans Élisabeth Deniaux, Rome antique. Pouvoir des images, images du pouvoir, Paris, 2000, p. 59-70.
- Philippe Fleury, « Antiquité et réalité virtuelle, de l'architecture à la mécanique », dans Françoise Lecocq, Rome an 2000. Ville, modèle et maquette (Actes du colloque de Caen), Caen, Presses universitaires de Caen, coll. « Les Cahiers de la MRSH » (no 33), 2003, p. 141-154.
- Philippe Fleury, La Rome antique : plan relief et reconstitution virtuelle, Caen, Presses universitaires de Caen, 2005 (ISBN 2-84133-232-2)
- Philippe Fleury et Sophie Madeleine, « Problématique d’une restitution globale de la Rome antique. Une visite interactive avec accès dynamique aux sources anciennes », Virtual Retrospect, no 1,‎ 2007, p. 55-60 (lire en ligne).
- Philippe Fleury, « La réalité virtuelle et son intégration dans un projet », Les Nouvelles de l'archéologie, no 122,‎ 2010 (lire en ligne).
- Philippe Fleury, « Le plan de Rome de Paul Bigot. De la maquette en plâtre de Paul Bigot à la maquette virtuelle de l’Université de Caen », Civiltà Romana, no 1,‎ 2014, p. 109-124 (lire en ligne).
- Philippe Fleury, « Le Centre interdisciplinaire de réalité virtuelle (Cireve) de l’Université de Caen Normandie », Les Nouvelles de l'archéologie, no 146,‎ 2016 (lire en ligne).
- François Hinard, « La maquette comme objet scientifique », dans François Hinard, Manuel Royo et Claude Nicolet, Rome : L'espace urbain et ses représentations, Paris, 1992, p. 281-286.
- Erwan Jeusset, « Le Grand Cirque, de Paul Bigot à la bande dessinée », dans Élisabeth Deniaux, Rome antique. Pouvoir des images, images du pouvoir, Paris, 2000, p. 71-90.
- Françoise Lecocq, « Caen - Bruxelles - Caen (1950-1997). Utilisation pédagogique du plan de Rome », dans Philippe Fleury, Reconstitution virtuelle de Rome antique, Caen, 1998, p. 9-12.
- Françoise Lecocq (dir.), Rome an 2000. Ville, modèle, maquette, Caen, 2000
- Françoise Lecocq, De l'urbs à la ville, vol. 25, Caen, Presses universitaires de Caen, coll. « Les Cahiers de la MRSH », 2001
- Françoise Lecocq, « Reconstitution virtuelle de Rome antique », Virtual Retrospect, no 1,‎ 2003, p. 77-84 (lire en ligne).
- Françoise Lecocq, « Rome en 3D : enjeux, outils, méthodes et résultats », dans Actes du Séminaire Maquette virtuelle et patrimoine, ENSAM-Cluny, publié par l’Institut de l’Image de Châlon sur Saône, 2003a, p. 59-64
- Françoise Lecocq, « À Caen. Rome en III D », dans Françoise Lecocq, Rome an 2000. Ville, modèle et maquette (Actes du colloque de Caen), Caen, Presses universitaires de Caen, coll. « Les Cahiers de la MRSH » (no 33), 2003b, p. 9-24.
- Françoise Lecocq, « Rome : du modèle au virtuel. Inventaire des maquettes et reconstitutions 3D sur le WEB », dans Françoise Lecocq, Rome an 2000. Ville, modèle et maquette (Actes du colloque de Caen), Caen, Presses universitaires de Caen, coll. « Les Cahiers de la MRSH » (no 33), 2003, p. 233-241
- Françoise Lecocq, « Un espace de représentation de Rome : du plan-relief de Paul Bigot à la maquette virtuelle », dans Robert Bedon, Yves Liébert et Hélène Mavéraud, Les espaces clos dans l'urbanisme et dans l'architecture en Gaule romaine et dans les régions voisines (colloque de Limoges, 11-12 juin 2004), PULIM, coll. « Caesarodunum » (no XL), 2006 (ISBN 978-2-84287-428-5), p. 183-222
- Sophie Madeleine et Philippe Fleury, « Réalité virtuelle et restitution de la Rome antique du IVe siècle après J.-C », Histoire urbaine, vol. 18, no 1,‎ 2007, p. 157-165 (lire en ligne).
- Sophie Madeleine et Philippe Fleury, « L’interprétation des sources anciennes pour la restitution virtuelle du théâtre de Pompée dans la Rome antique », Interprétation (s),‎ 2008 (lire en ligne)
- Sophie Madeleine et Philippe Fleury, « Le « Plan de Rome » de Paul Bigot à l’Université de Caen et son double virtuel : de l’objet patrimonial à l’outil scientifique », In Situ, revue des patrimoines, no 17,‎ 2011 (lire en ligne).
- Claude Nicolet, François Hinard et Manuel Royo, Rome : l'espace urbain et ses représentations, Paris, 1992 (ISBN 2904315896).
- Pierre Pinon, « De la cité antique à la ville industrielle : la naissance de l'urbanisme », dans François Hinard, Manuel Royo et Claude Nicolet, Rome : L'espace urbain et ses représentations, Paris, 1992, p. 185-199.
- Giuseppina Pisani Sartorio, « Le plan-relief d'Italo Gismondi. Méthodes, techniques de réalisation et perspectives futures », dans François Hinard, Manuel Royo et Claude Nicolet, Rome : L'espace urbain et ses représentations, Paris, 1992, p. 257-277.
- Edmond Pottier, « Rapport de M. L. Bigot sur ses fouilles au Circus Maximus de Rome », Comptes rendus des séances de l'Académie des Inscriptions et Belles-Lettres, vol. 52, no 5,‎ 1908, p. 327-328 (lire en ligne).
- Manuel Royo, « Rome en représentation », dans François Hinard, Manuel Royo et Claude Nicolet, Rome : L'espace urbain et ses représentations, Paris, 1992, p. 19-28.
- Manuel Royo, « La mémoire de l'architecte », dans François Hinard, Manuel Royo et Claude Nicolet, Rome : L'espace urbain et ses représentations, Paris, 1992, p. 201-221.
- Manuel Royo, « Le temps de l'éternité, Paul Bigot et la représentation de Rome antique », Mélanges de l’École française de Rome. Antiquité, vol. 104, no 2,‎ 1992, p. 585-610 (lire en ligne).
- Manuel Royo, « Cent ans de recherches au Palatin ou Paul Bigot est-il moderne ? », dans Françoise Lecocq, Rome an 2000. Ville, modèle et maquette (Actes du colloque de Caen), Caen, Presses universitaires de Caen, coll. « Les Cahiers de la MRSH » (no 33), 2003, p. 327-355.
- Manuel Royo, Rome et l'architecte. Conception et esthétique du plan-relief de Paul Bigot, Caen, Presses universitaires de Caen, 2006, 227 p. (ISBN 2-84133-239-X).
- Frédéric Tréfeu, « Une maquette en perpétuelle évolution », dans Philippe Fleury, Reconstitution virtuelle de la Rome antique, Paris, 1998, p. 79-95.
- Frédéric Tréfeu, « La Porticus Aemilia et les essais de localisation de Paul Bigot », dans Élisabeth Deniaux, Rome antique. Pouvoir des images, images du pouvoir, Paris, 2000, p. 103-113